# 阿拉伯台地 (火星)

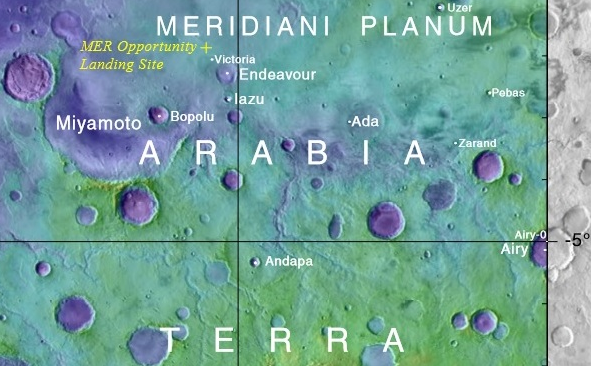
标注了机遇号着陆点以及奋斗撞击坑、宫本撞击坑等一些周边陨石坑在内的高程图。

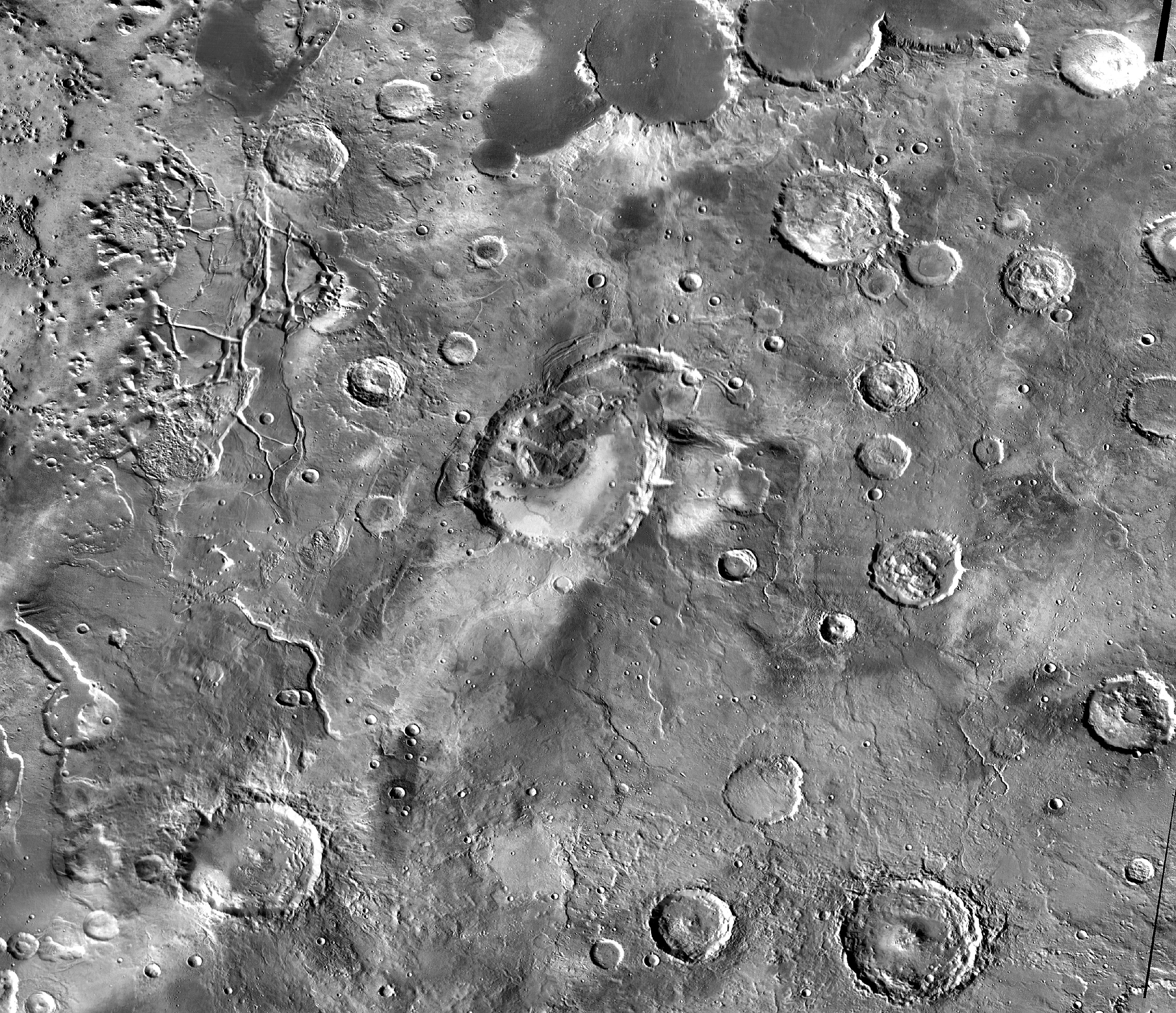
热辐射成像系统白昼红外拼接图，显示了阿拉伯高地中提及的破火山口复合体之一，伊甸园山口（中间）及其周边地貌。

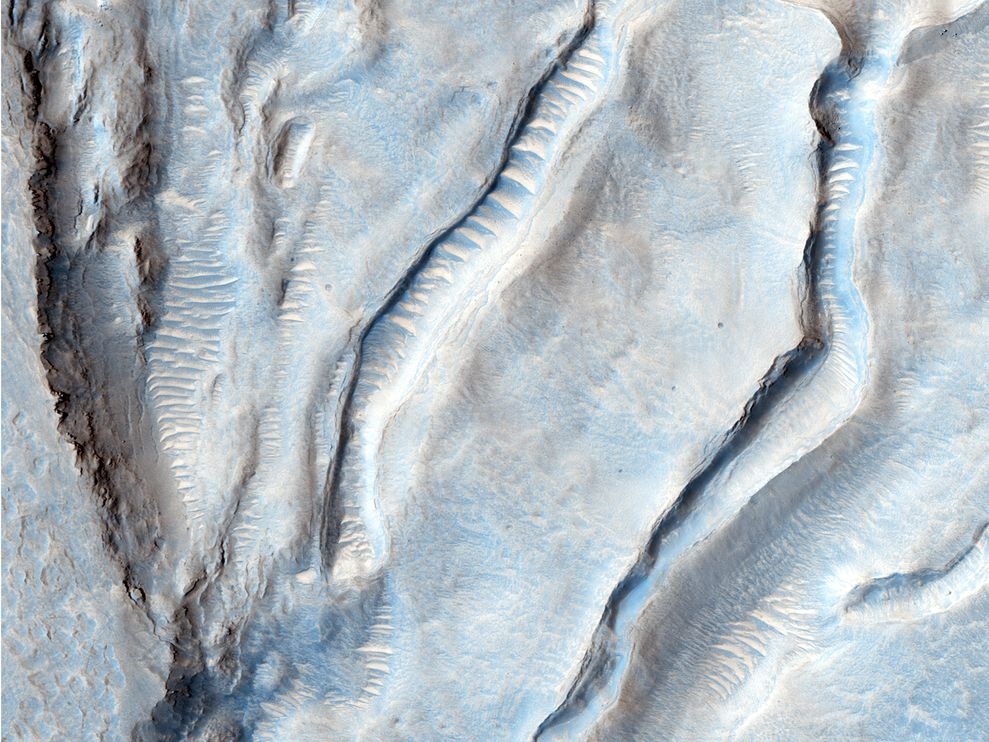
奥克苏斯火山口的冰盖，阿拉伯高地上的一座火山口，沿火山口垄脊椎上的扇状裂口很可能是冰冻膨胀和收缩产生的裂缝。

阿拉伯高地(Arabia Terra)是火星北部一片辽阔的山地区，它大部分位于阿拉伯区内，有一小部分坐落在阿西达里亚海区，最宽处横跨4500公里（2800英里），其中心坐标大致位于21°N 6°E / 21°N 6°E 处，东部和南部地区高出西-北部4公里（13000英尺）。阿拉伯高地遍布陨坑、侵蚀严重，崎岖粗糙的地形表明其年代久远，被认为是该星球上最古老的地形之一。 在众多的陨坑之间，一些峡谷蜿蜒穿过阿拉伯高地，很多流入到与北侧接壤的广袤低地—北方大平原。

## 特征
阿拉伯高地分布有许多有趣的特征，如该地区的一些底座形撞击坑就是一个很好的示例。底座形撞击坑的喷出物堆积在周围地形之上，通常形成一圈陡峭的悬崖。喷射物构成的耐蚀层保护了底层材料免受侵蚀；一些陨石坑内坑底上的土墩和岩丘显示出许多的分层结构，这些岩层可能是由火山活动、风或水下沉积所形成；在吉洪拉沃夫盆地（一座被侵蚀的大陨击坑）中观察到了暗坡条纹，这些条纹出现在陡坡上，并随时间而变化，起初呈黑色，可能因大气层中浅色细粒尘埃沉积的缘故，它们的颜色以后会慢慢变浅。这些条纹被认为是由沿山坡向下流淌的尘埃所组成，类似于地球上的雪崩。
1879年，乔凡尼·斯基亚帕雷利在地图上用以阿拉伯半岛命名的反照率特征命名了阿拉伯高地。

### 可能的构造运动
1997年对该地区进行的研究，更好地界定了它独特的特征。一条赤道带被注意到，其所分布的陨石坑地质龄明显小于阿拉伯高地北部和南面的诺亚高地，这被解释为是由诺亚纪时期，阿拉伯高地下方的火星低地俯冲引发的“早期弧后系统”，这种方式解释了区域性断裂模式，而行星自转不稳定原因假说并不能解释它所具有的伸展构造特征。

### 可能的火山活动
2013年的一项研究表明，阿拉伯高地上的许多陨石坑，包括伊甸园山口、幼发拉底山口（Euphrates Patera）、西洛厄山口（Siloe Patera）且可能还有谢梅金陨击坑 、伊斯墨尼亚山口（Ismenia Patera）、俄克修斯山口（Oxus Patera）和俄克修斯凹地等等都代表了诺亚纪晚期到赫斯珀里亚纪早期大规模爆炸式火山喷发(超级火山)形成的破火山口，被称为“平原式破火山口复合体”。
这些地势极低的火山特征似乎比塔尔西斯或埃律西昂大型赫斯珀里亚纪盾状火山更古老。例如，伊甸园山口是一块不规则的方圆55×85公里、深达1.8公里的洼地（凹陷），周围是隆起的玄武岩平原。它包含了三处以弧形陡坡相连的内部洼地，这些洼地有使人联想到泻流熔岩湖的阶坡和崩塌的断层，且缺少相同直径和深度陨石坑该有的撞击起源特征（如坑口不规则、无喷发堆积物、凸起的边缘和中央峰等）。
作者认为，与推测的地壳俯冲相比，区域伸展导致的地壳变薄更可能解释火山活动的起源。岩浆通过薄地壳快速上升以及由此产生的相对不排气减压，可能解释了更具爆发性的盾状火山喷发都与此类火山口有关。火山喷发在阿拉伯高地上形成了层状沉积，这是广泛分布在火星赤道地区的细粒沉积物之一。 据推断，每座火山口复合体（在其历史上）的总喷发量至少为4600–7200公里3。

## 近期的流星撞击
2002年6月30日至2003年10月5日期间，一颗陨石撞击了阿拉伯高地，形成一座直径约22.6米（约74英尺），被浅色和深色喷出物包围的小陨石坑，表明这次撞击切入进浅色地层所在的深度。该陨石坑位于阿拉伯高地内北纬20.6度、西经356.8度附近，2001火星奥德赛号热辐射成像系统红外仪显示了撞击前后的现场情况 
。

## 流行文化
在安迪·威尔的小说《火星任務》中，主人公在从阿西达里亚平原前往斯基亚帕雷利陨击坑途中，在阿拉伯高地遇了一场沙尘暴。

## 岩层
火星上许多地方都有分层叠压的岩石，岩石可以通过多种方式形成岩层，火山、风或水都会形成岩层。  岩层也可能是由地下水漫过淤积的矿物并胶结成沉积层而成，因此，硬化层更能防止侵蚀。这一过程可能会发生，而不是在湖泊下形成的岩层。
在《火星沉积地质学》中，可找到带有许多火星实例的有关分层结构的详细讨论。

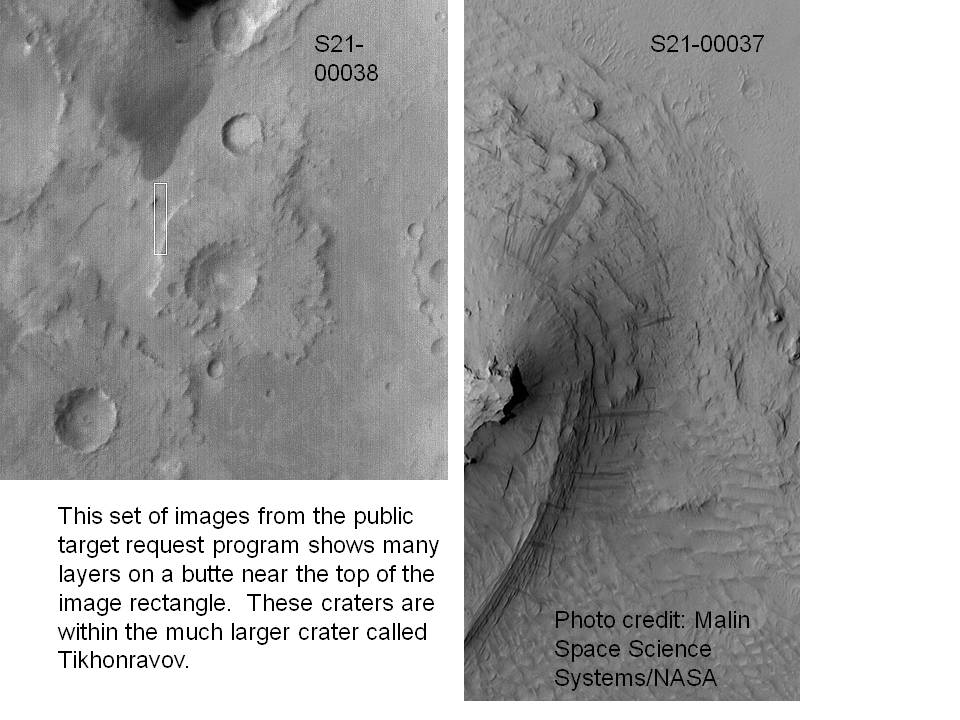
火星全球探勘者号拍摄的阿拉伯高地吉洪拉沃夫撞击坑中的岩层，地层可能由火山、风或水下沉积物形成。左边的陨石坑是一座底座形撞击坑，一些研究人员认为，该坑曾经是一座巨大的湖泊。
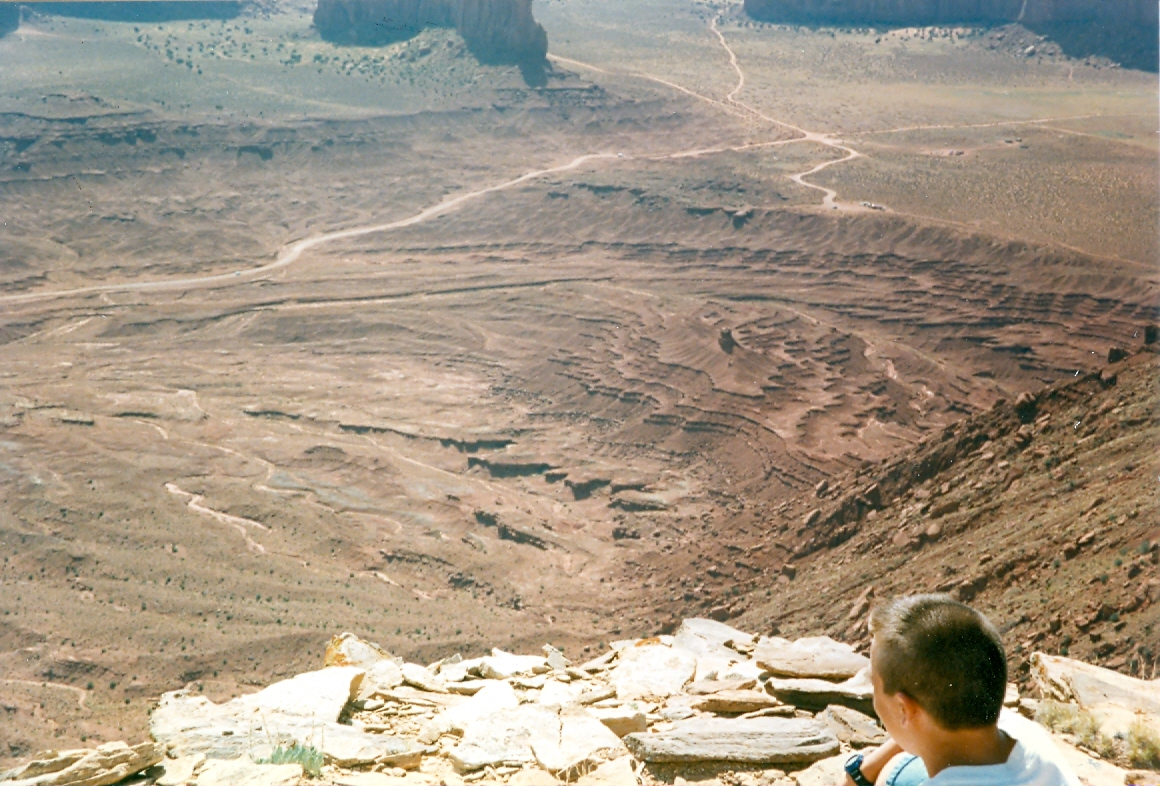
亚利桑那州纪念碑谷的岩层，它们被认为是由水沉积而成，至少部分是这样。由于火星上也有相似的岩层，因而，水被认为是火星上形成岩层的主要原因。
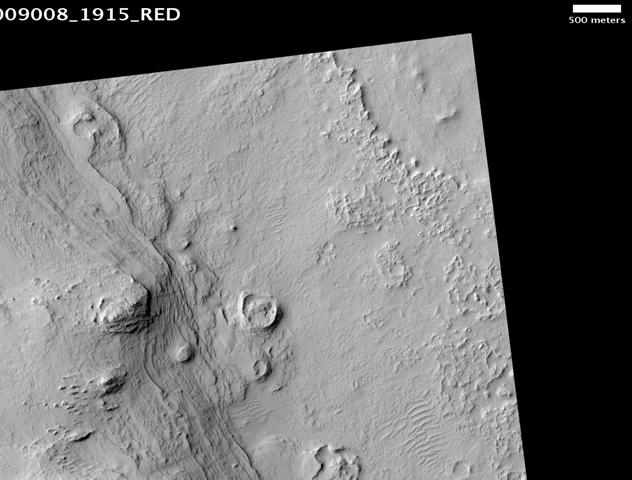
高分辨率成像科学设备显示的亨利陨击坑中的土墩，比例尺长500米（1600英尺）。
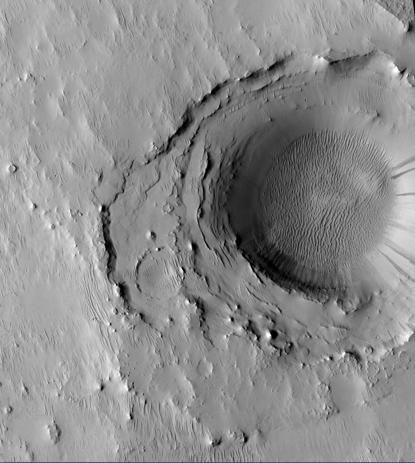
高分辨率成像科学设备显示的卡西尼陨击坑中部的陨坑，由于据信卡西尼坑曾经拥有一座巨大湖泊，所以这些岩层可能是在水下沉积而成。
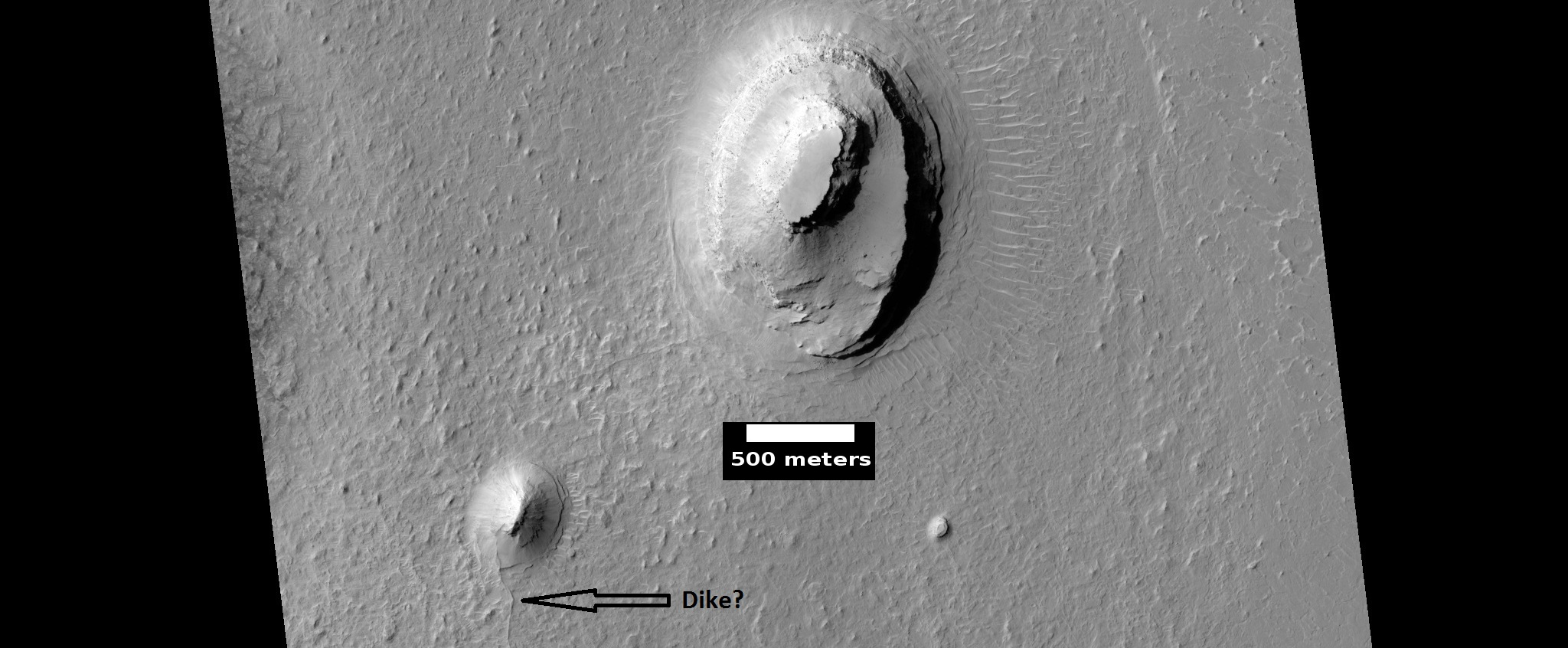
HiWish计划下，高分辨率成像科学设备显示的岩丘，具有层状岩石的岩丘，顶部有一层坚硬的耐蚀层盖，保护了下面的岩石免受侵蚀。
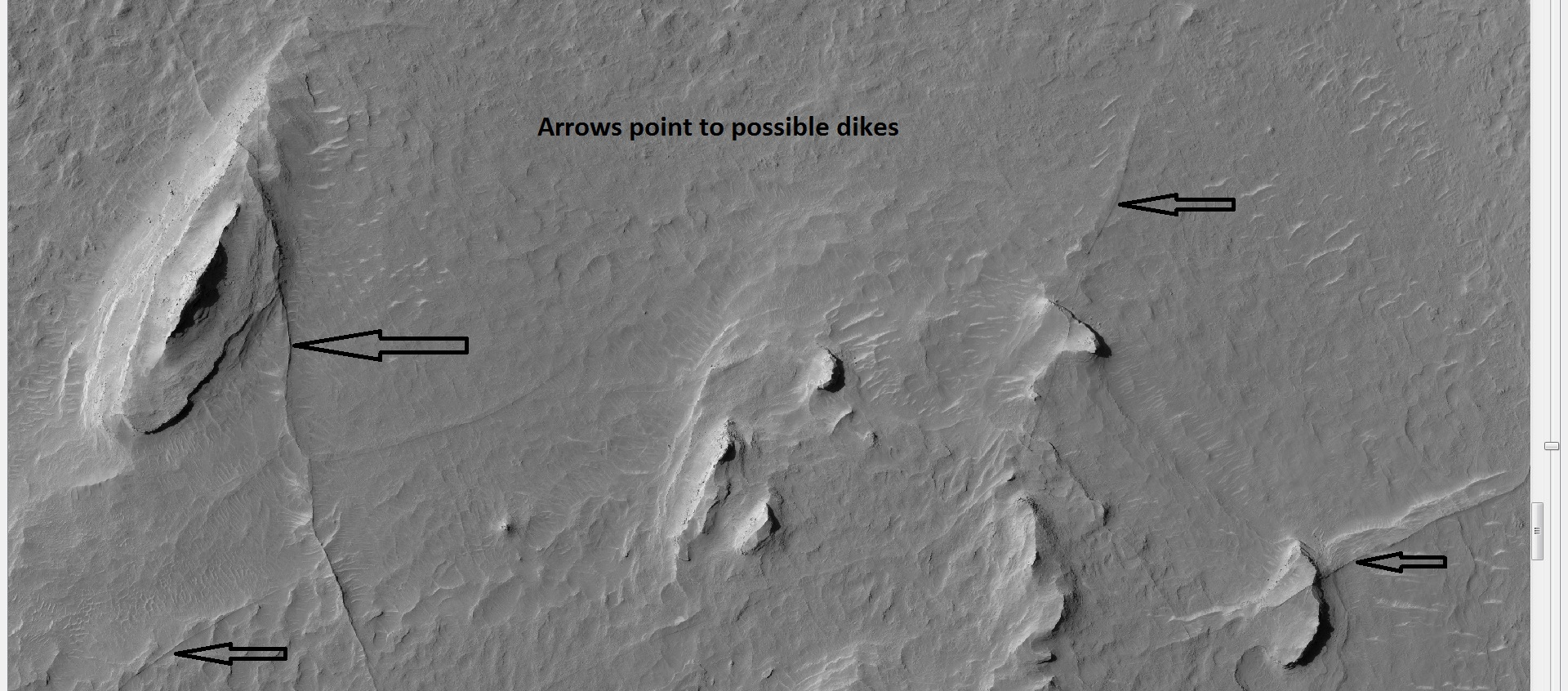
HiWish计划下高分辨率成像科学设备看到的可能的岩脉和层状结构。
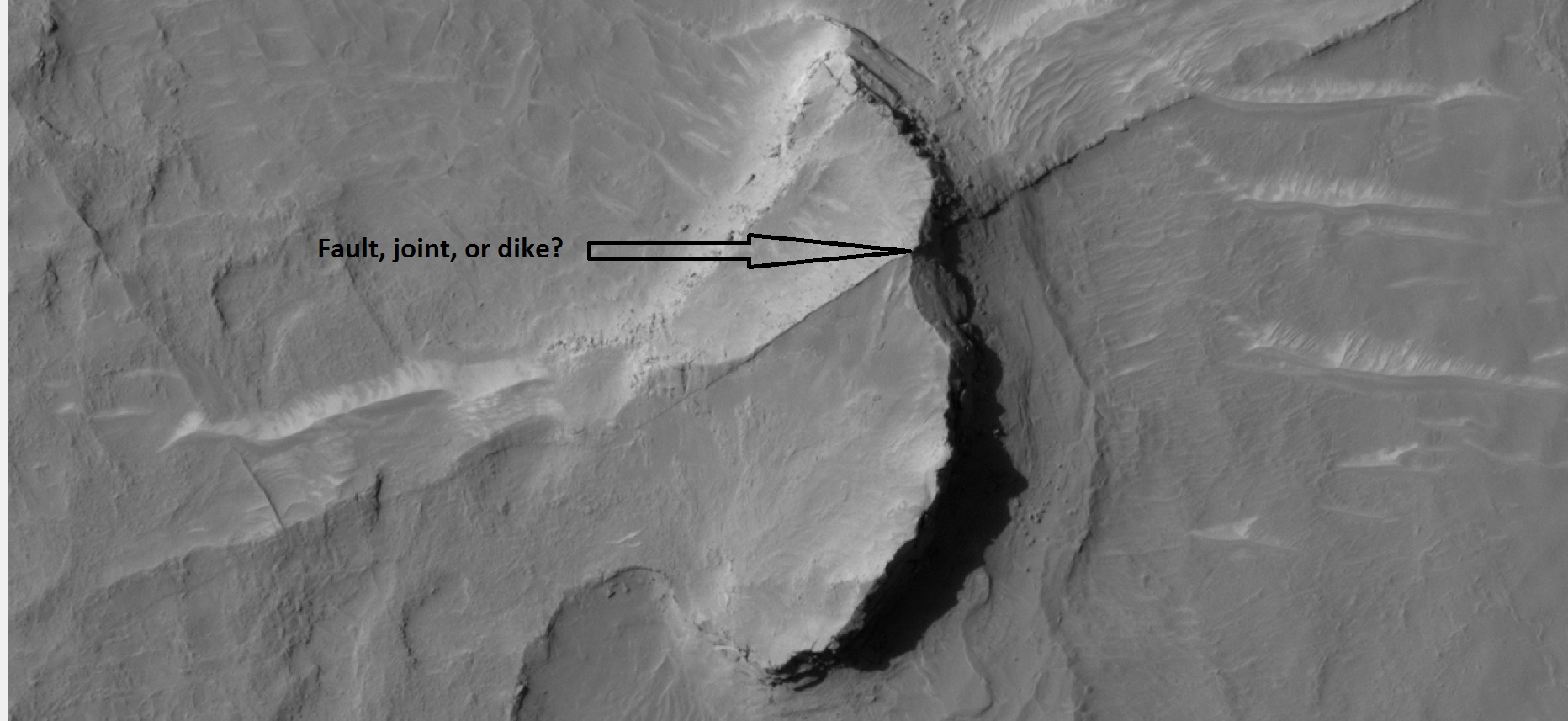
HiWish计划下高分辨率成像科学设备看到的可能为沿岩丘的断层。

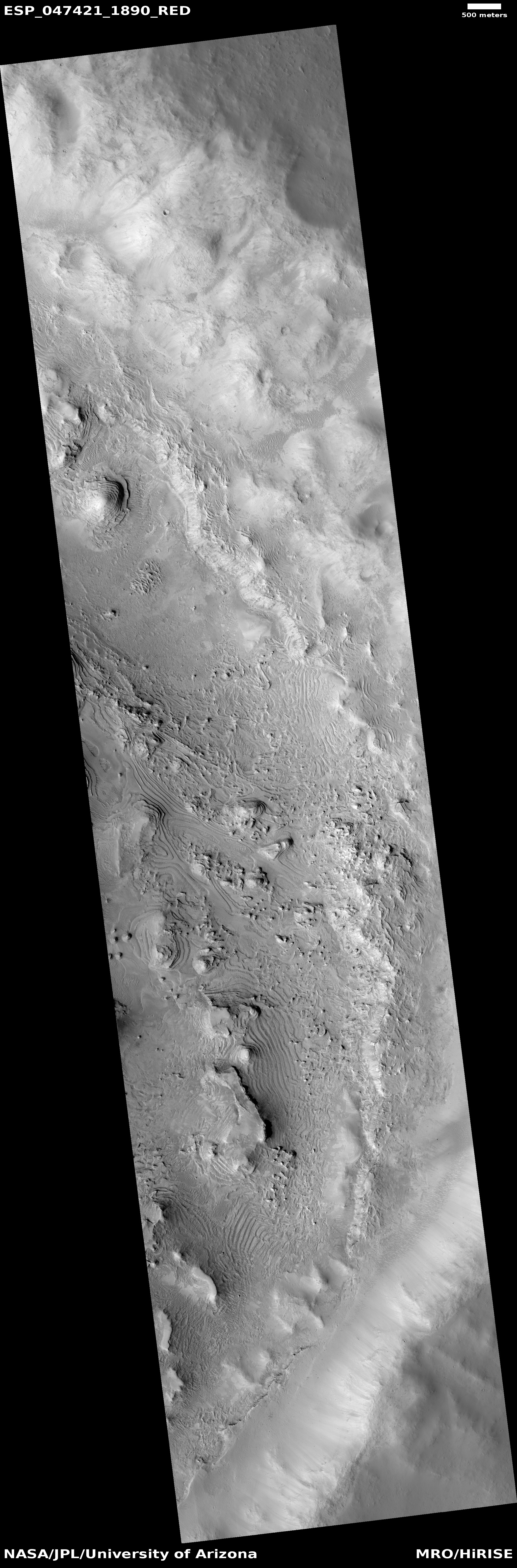
陨石坑中的岩层广角图，HiWish计划下高分辨率成像科学设备所显示的该图像部分，将在随后的其它图像中放大。
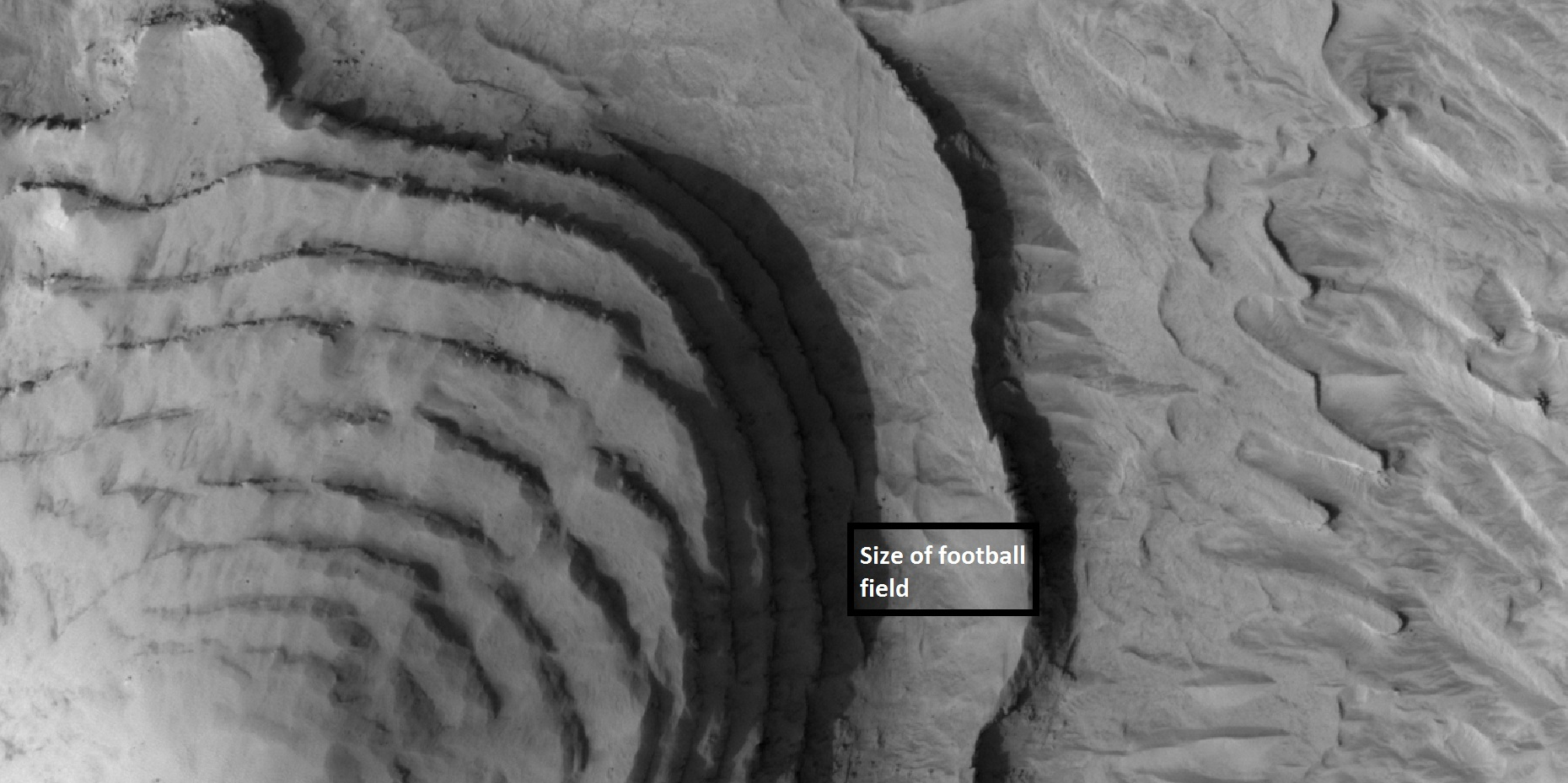
HiWish计划下高分辨率成像科学设备显示的岩层近景，方框显示了足球场大的区域。
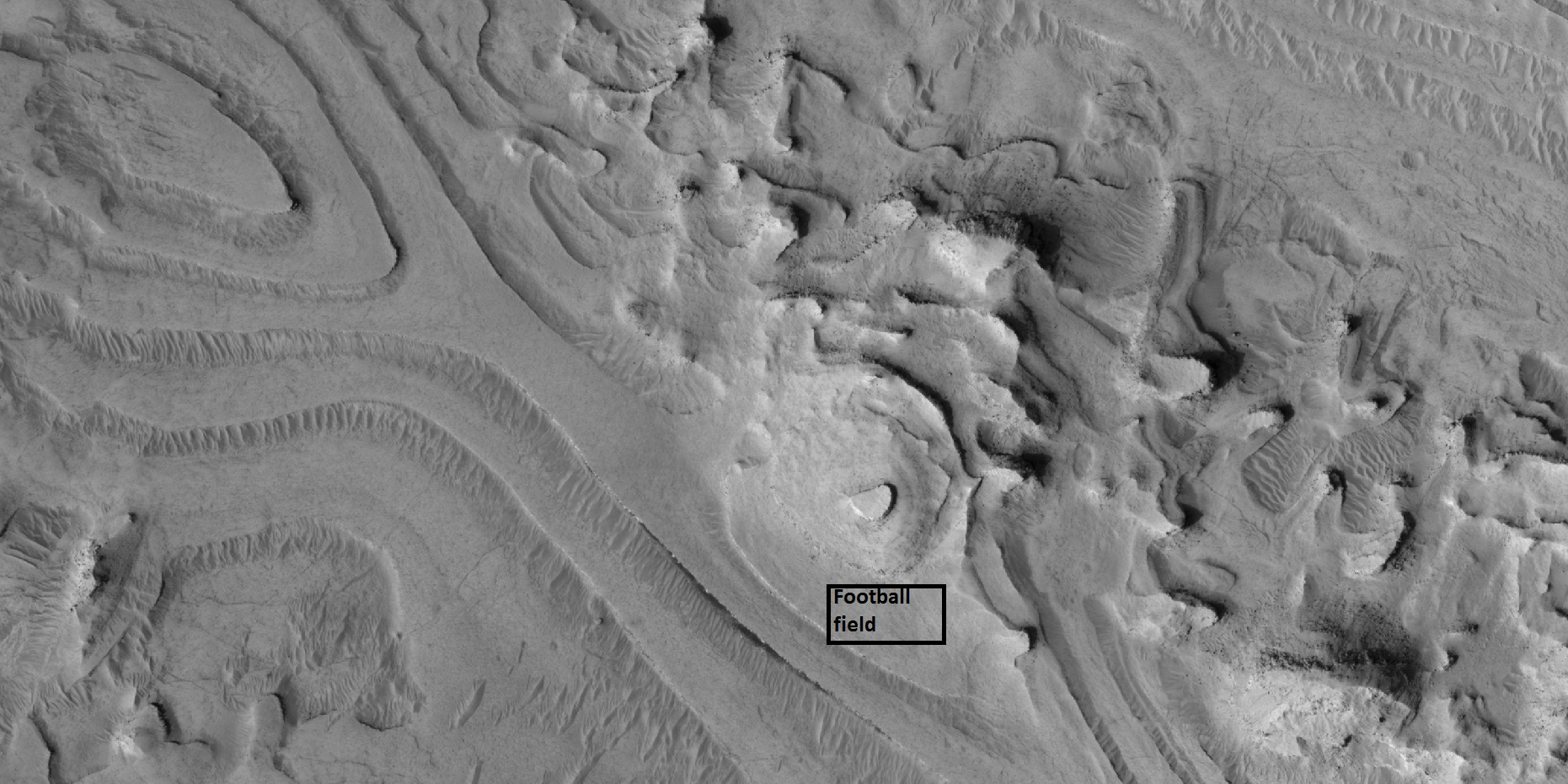
HiWish计划下高分辨率成像科学设备显示的岩层近景，方框显示了足球场大的区域。
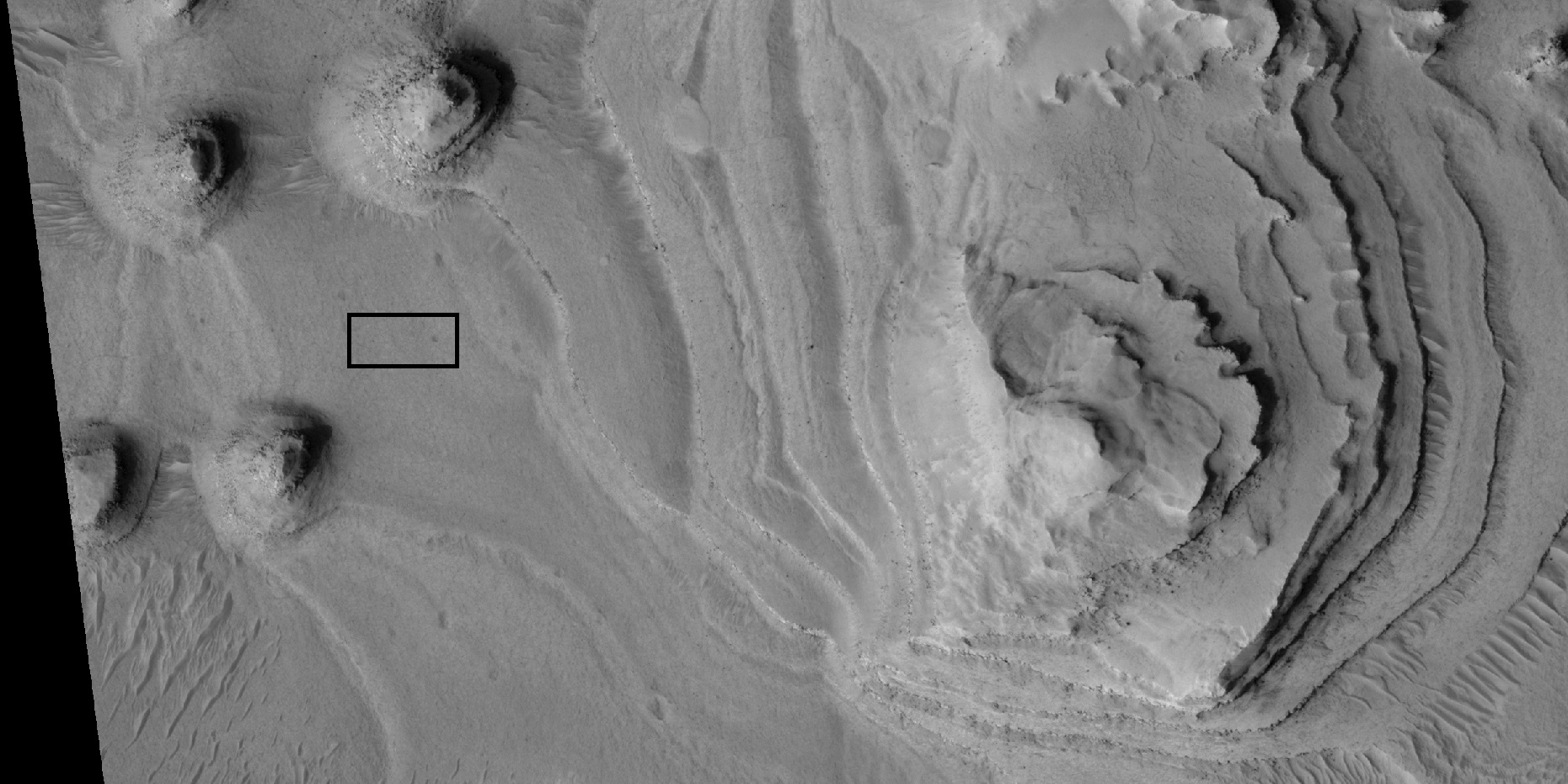
HiWish计划下高分辨率成像科学设备显示的岩层近景，方框显示了足球场大的区域。
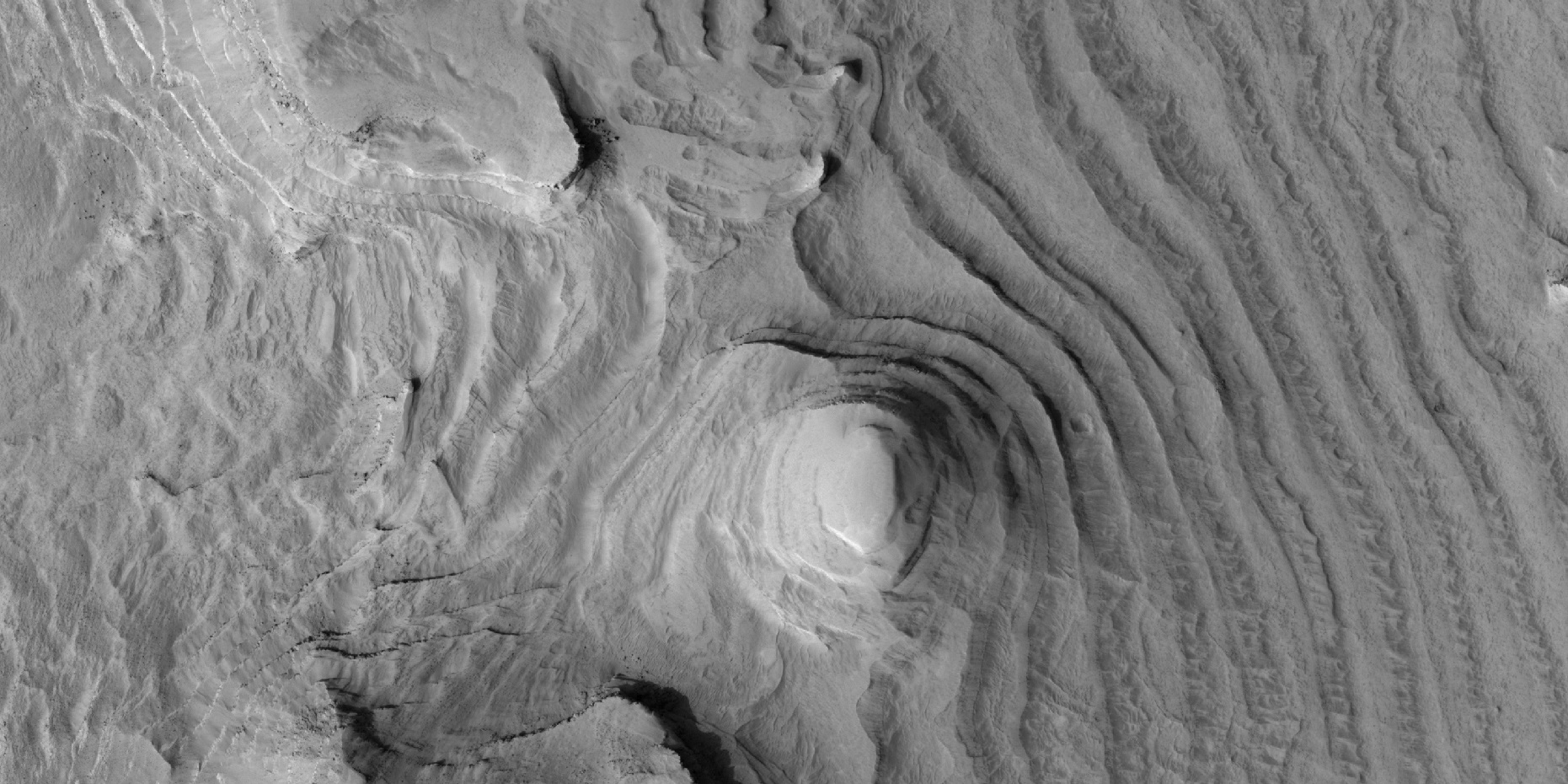
HiWish计划下高分辨率成像科学设备显示的岩层近景。
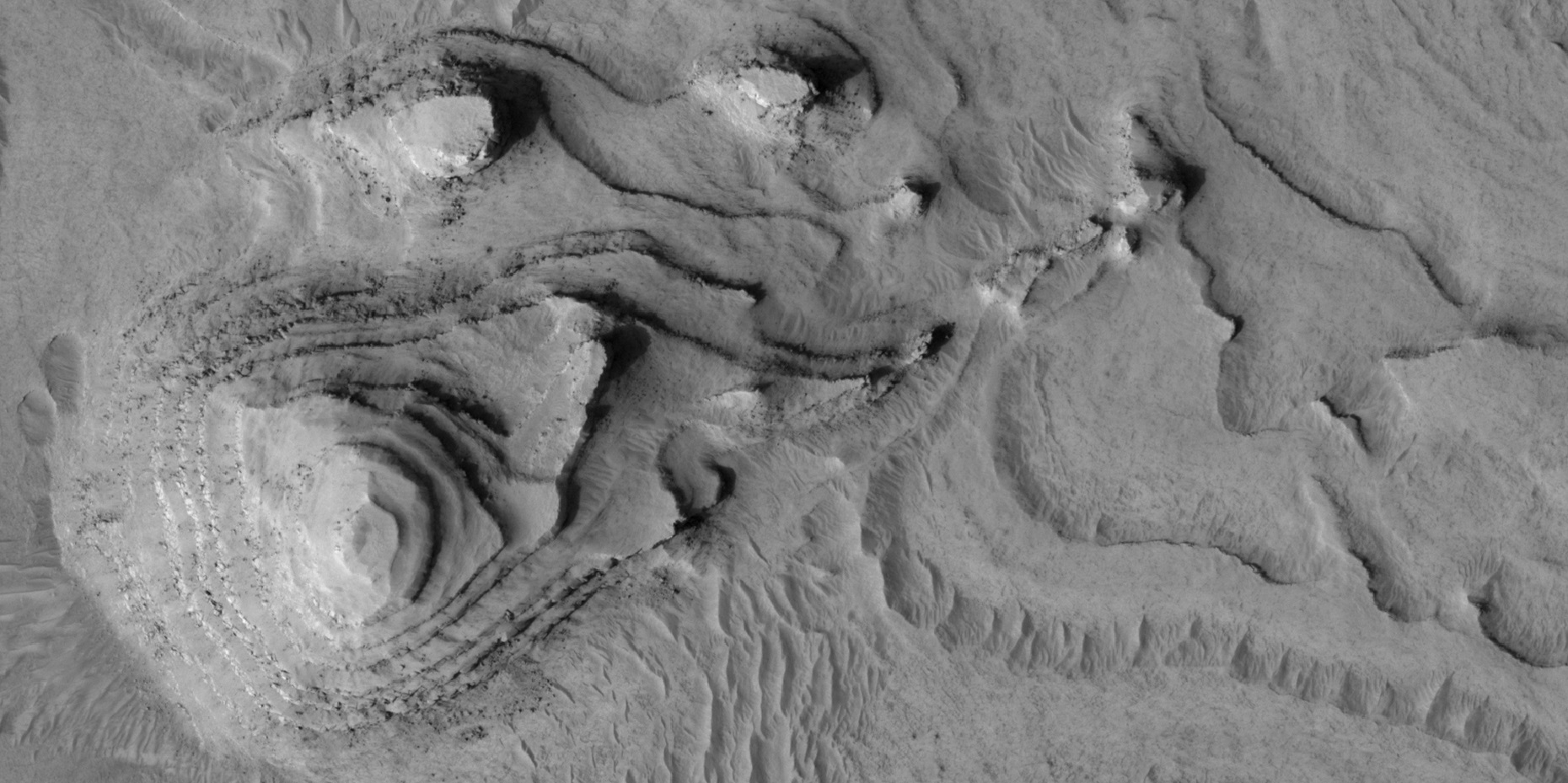
HiWish计划下高分辨率成像科学设备显示的岩层近景。
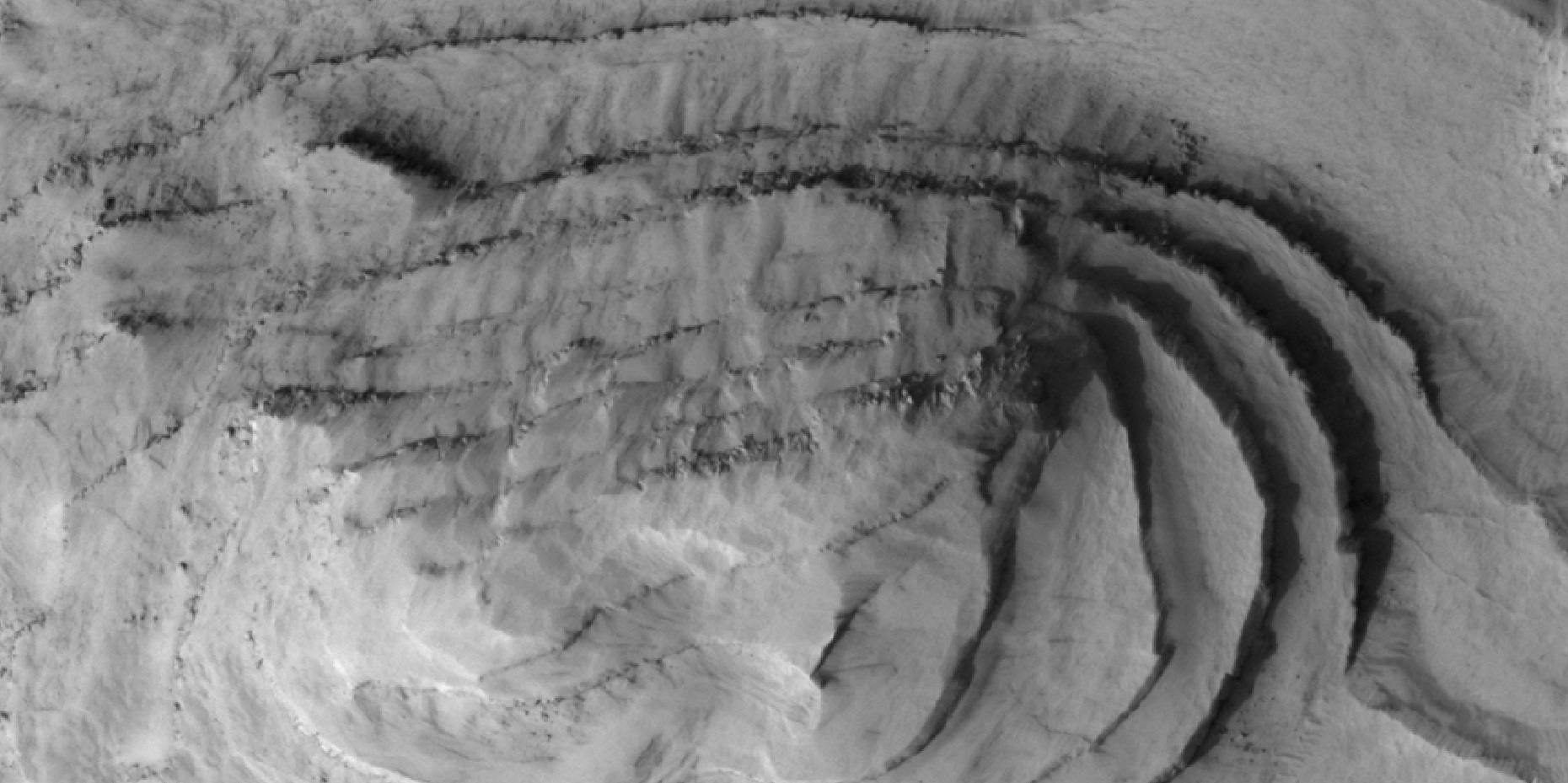
HiWish计划下高分辨率成像科学设备显示的岩层近景。
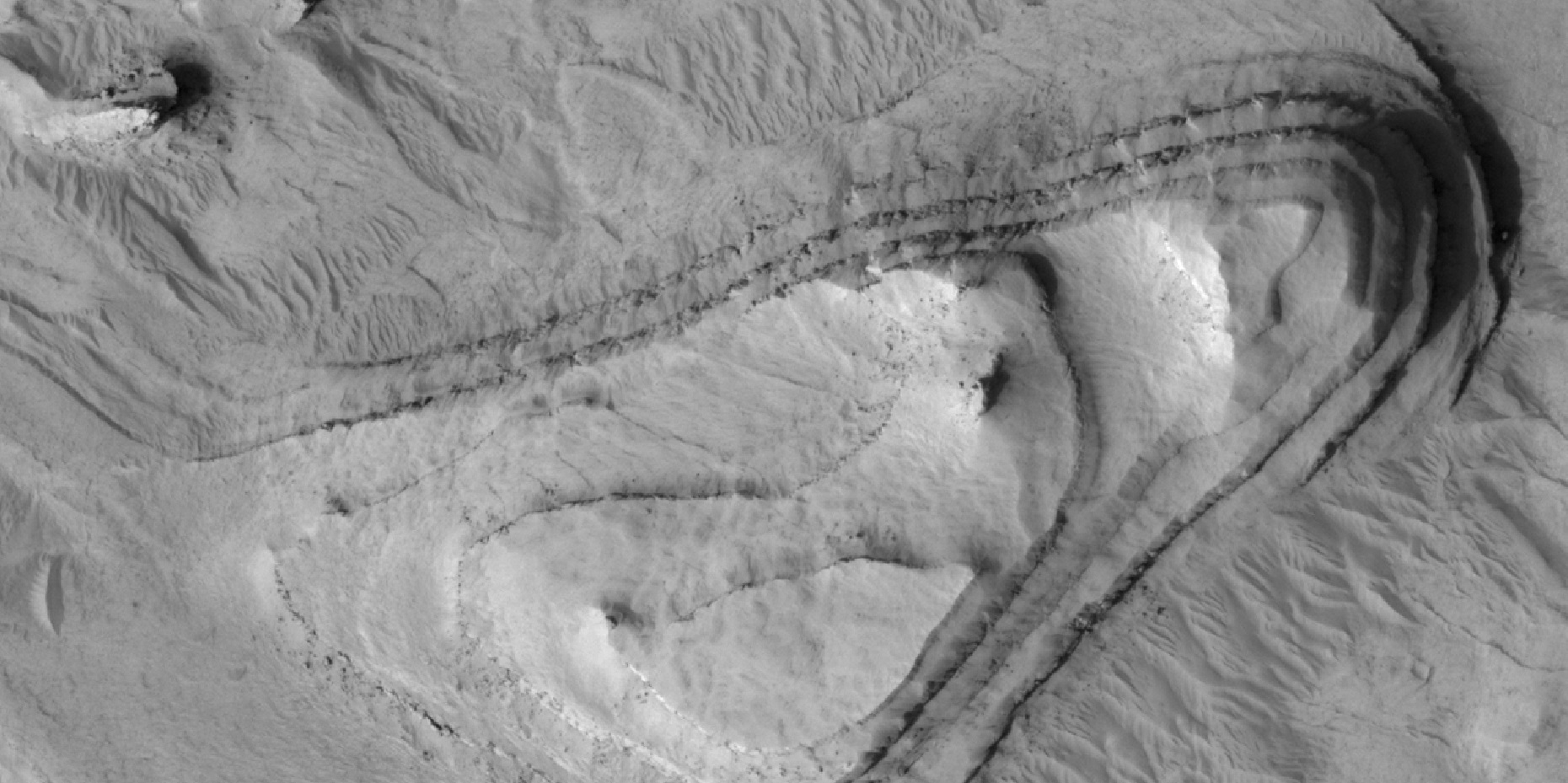
HiWish计划下高分辨率成像科学设备显示的岩层近景。
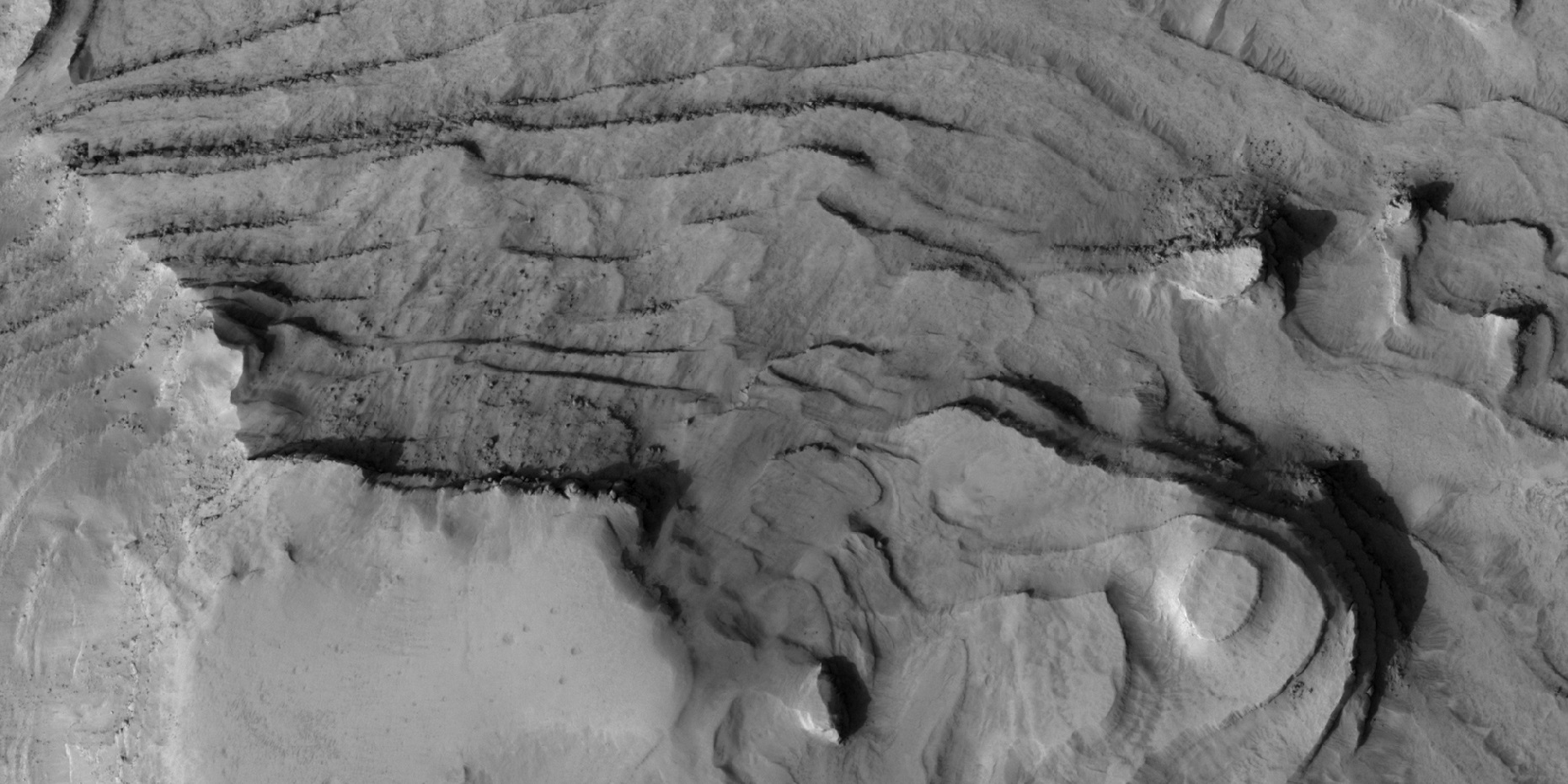
HiWish计划下高分辨率成像科学设备显示的岩层近景。

## 河道
火星上许多地方都有大小不同的河道，至少在某一段时间中，这些河道中很多都可能有水。一项使用高分辨率成像科学设备图像的研究发现，在阿拉伯高地上发现了超过17000多公里的古河谷。
根据2016年发表在地球物理研究杂志《行星》上的研究，许多古河谷被测定为相对较新的。这些河谷将水流送入到湖泊盆地，有一座昵称为“心湖”的湖泊，其容积与安大略湖相似。
火星过去的气候可能会让水在表面流动，一段时间以来，人们已经知道，火星自转轴的倾斜或倾角经历过许多巨大的变化，因为它的两颗小卫星缺乏稳定它的引力，无法像月球稳定地球那样，有时火星自转轴的倾斜甚至超过80度。

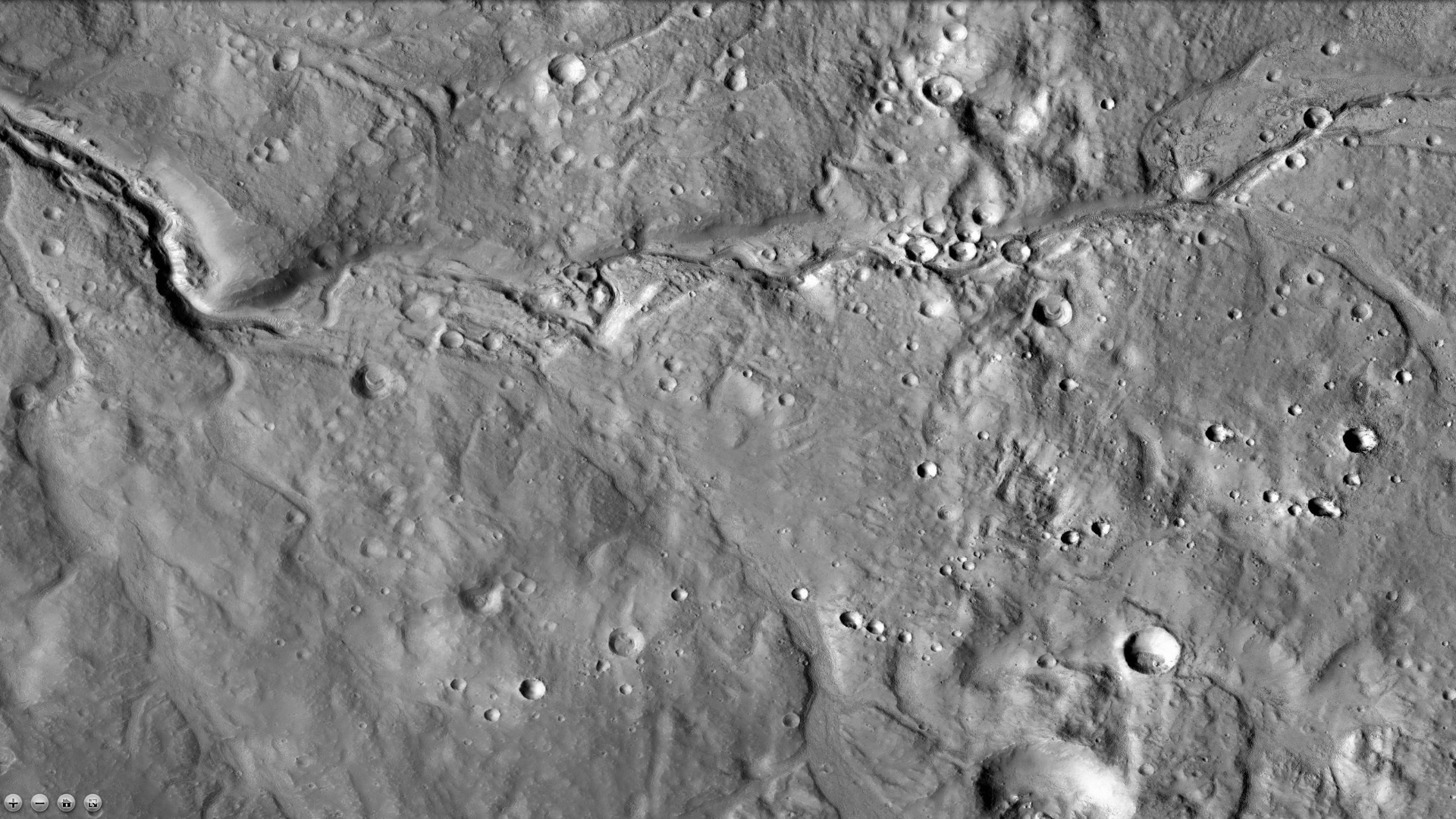
背景相机拍摄的阿拉伯高地中的河道，这条河道蜿蜒延伸并带有很多的分支，它终止于一处当时可能曾是一座湖泊的洼地。
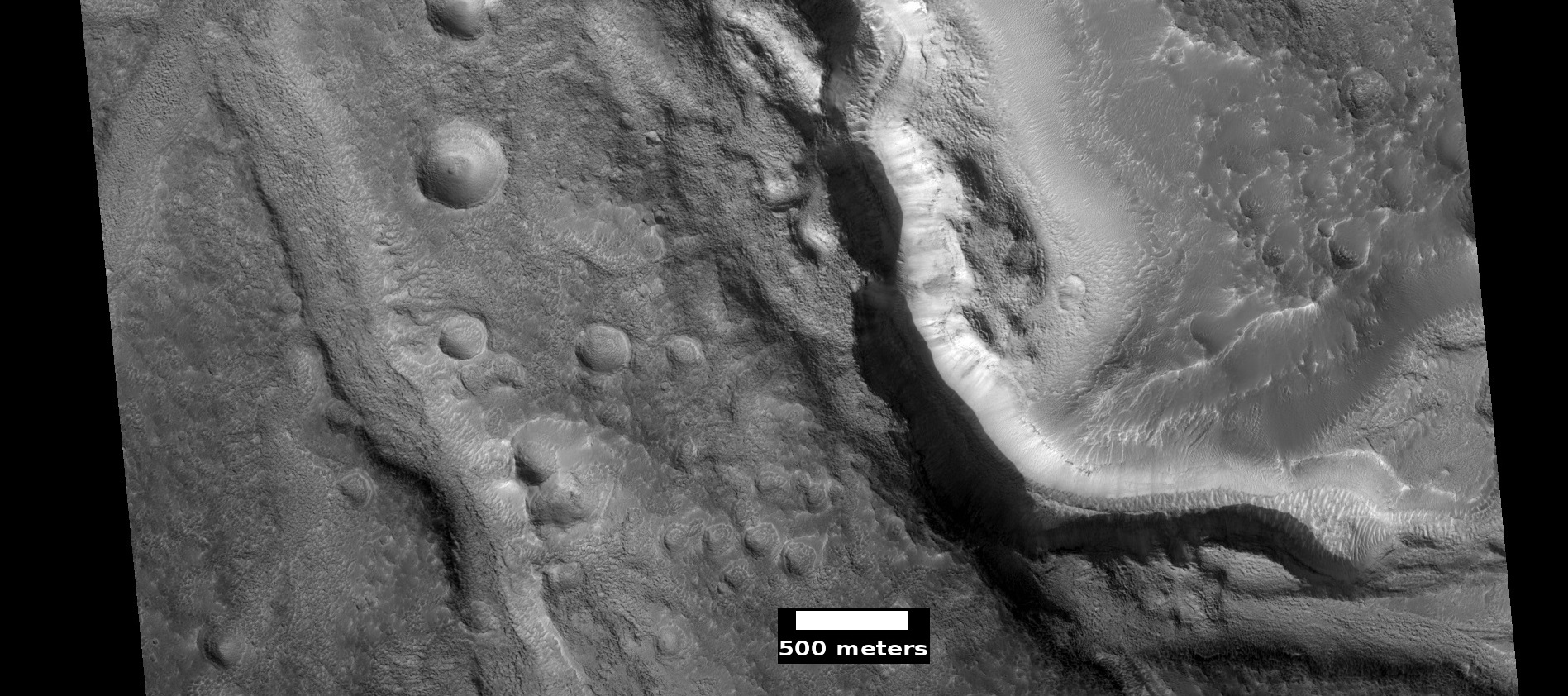
HiWish计划下高分辨率成像科学设备显示的阿拉伯高地内的河道。
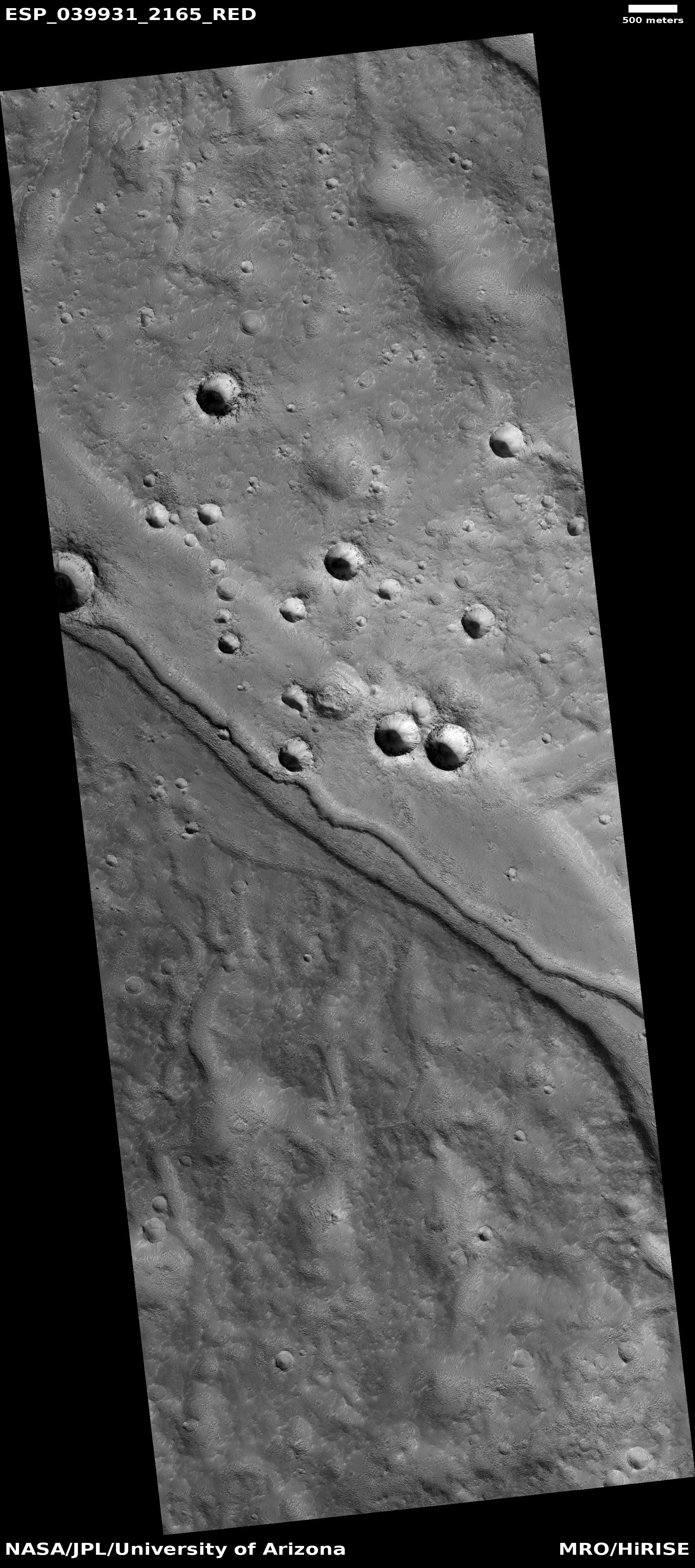
HiWish计划下高分辨率成像科学设备显示的更大河道内的河道，这条较小河道的存在表明，过去该地区至少有过两次水流流过。
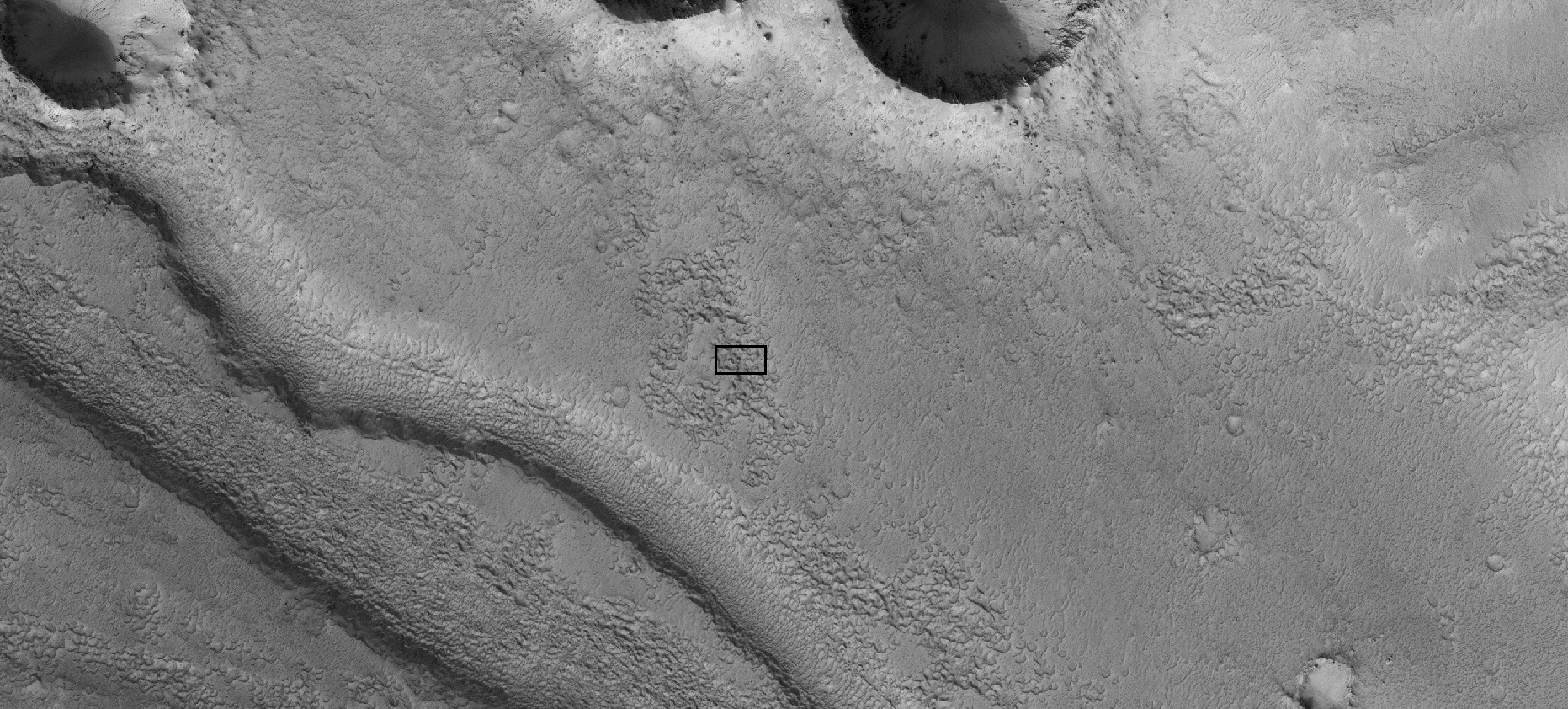
HiWish计划下高分辨率成像科学设备显示的大河道中的小河道特写，这条较小的河道表明，过去该地区至少有过两次水流流过，黑框代表足球场大小的区域。由于分布着很多的小丘和洼地，地表某些地区很难行走。
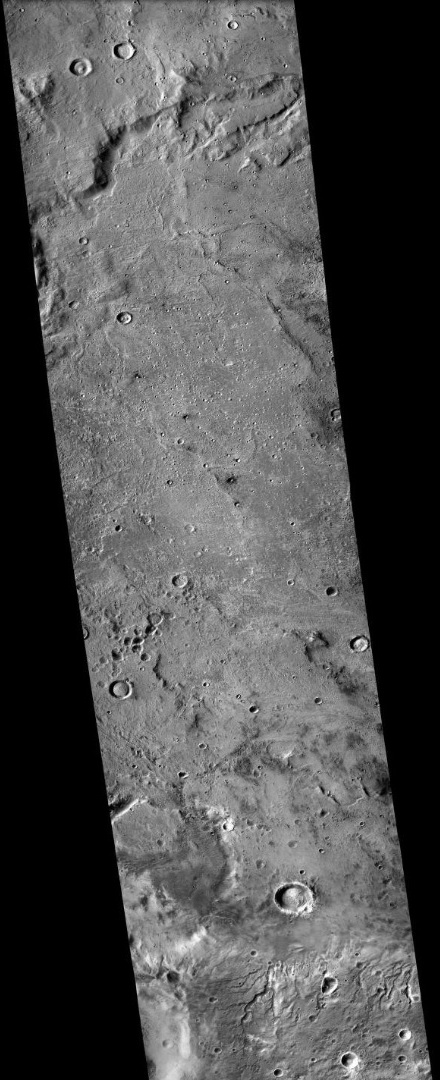
火星勘测轨道飞行器背景相机拍摄的斯克沃多夫斯卡陨击坑，沿受侵蚀的南部边缘可看到一些小的河道。
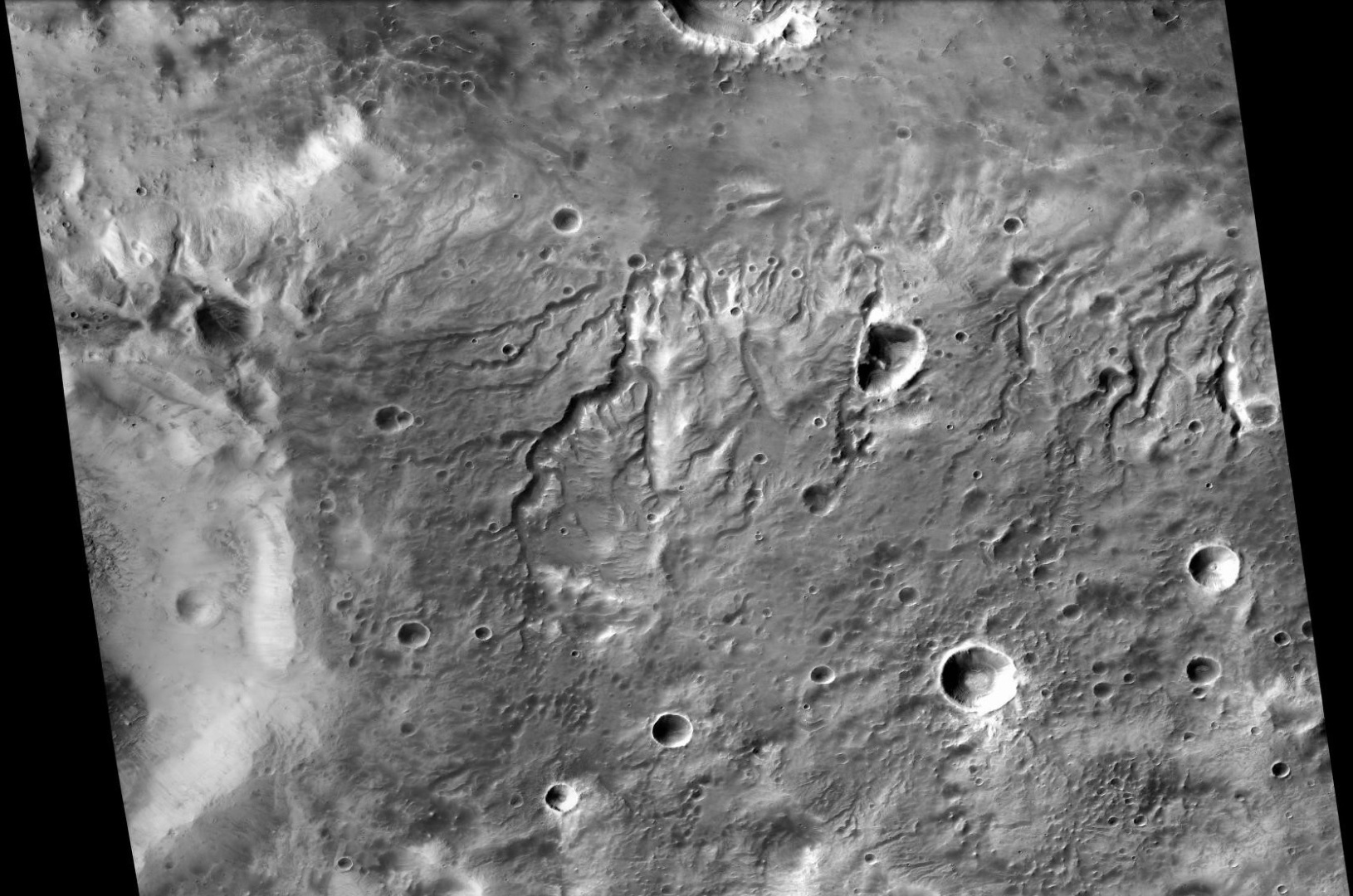
火星勘测轨道飞行器背景相机拍摄的斯克洛多夫斯卡陨击坑中的河道，这是前一幅照片的放大版。
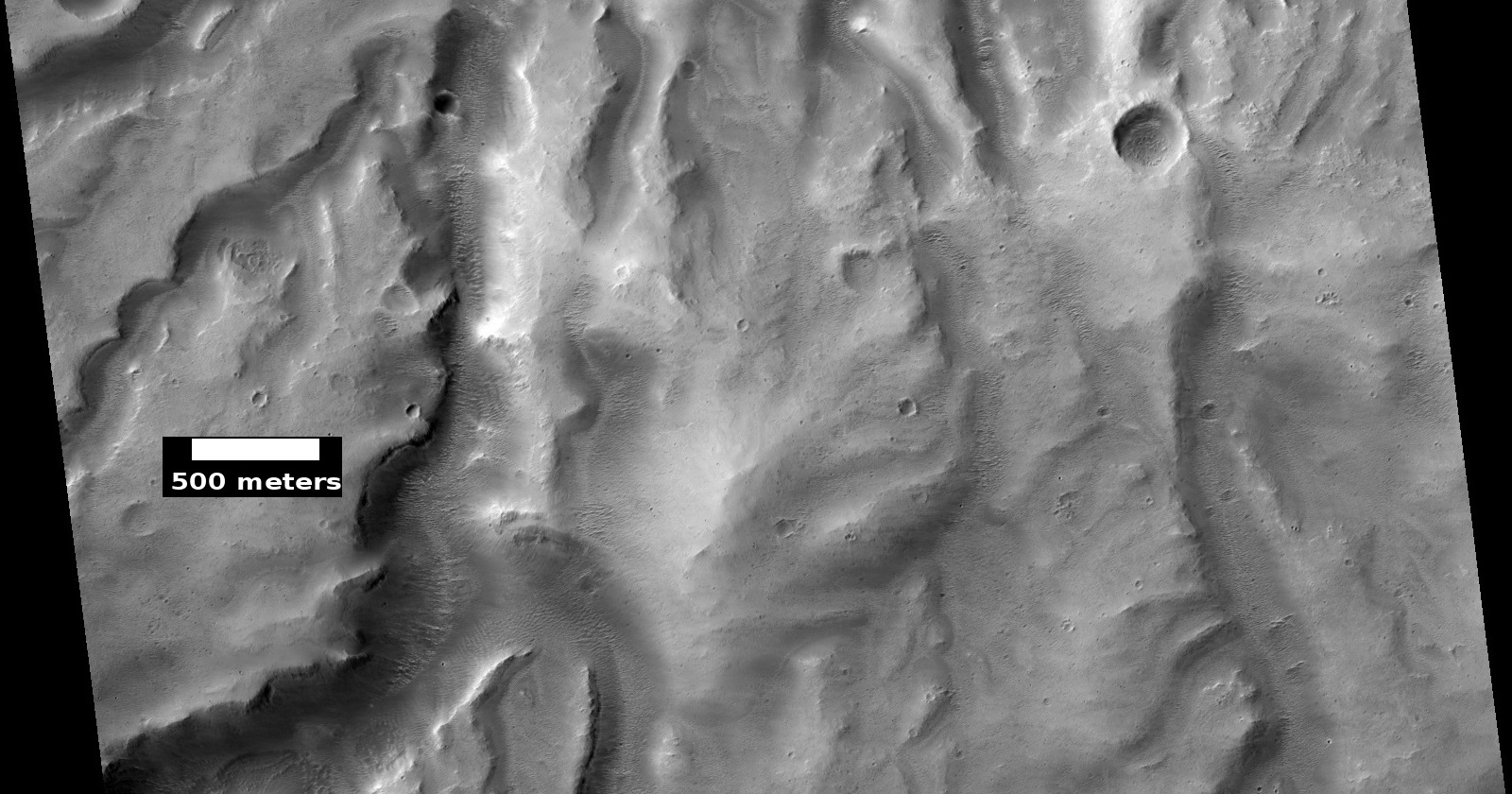
HiWish计划下高分辨率成像科学设备拍摄的斯克洛多夫斯卡陨击坑中的河道。
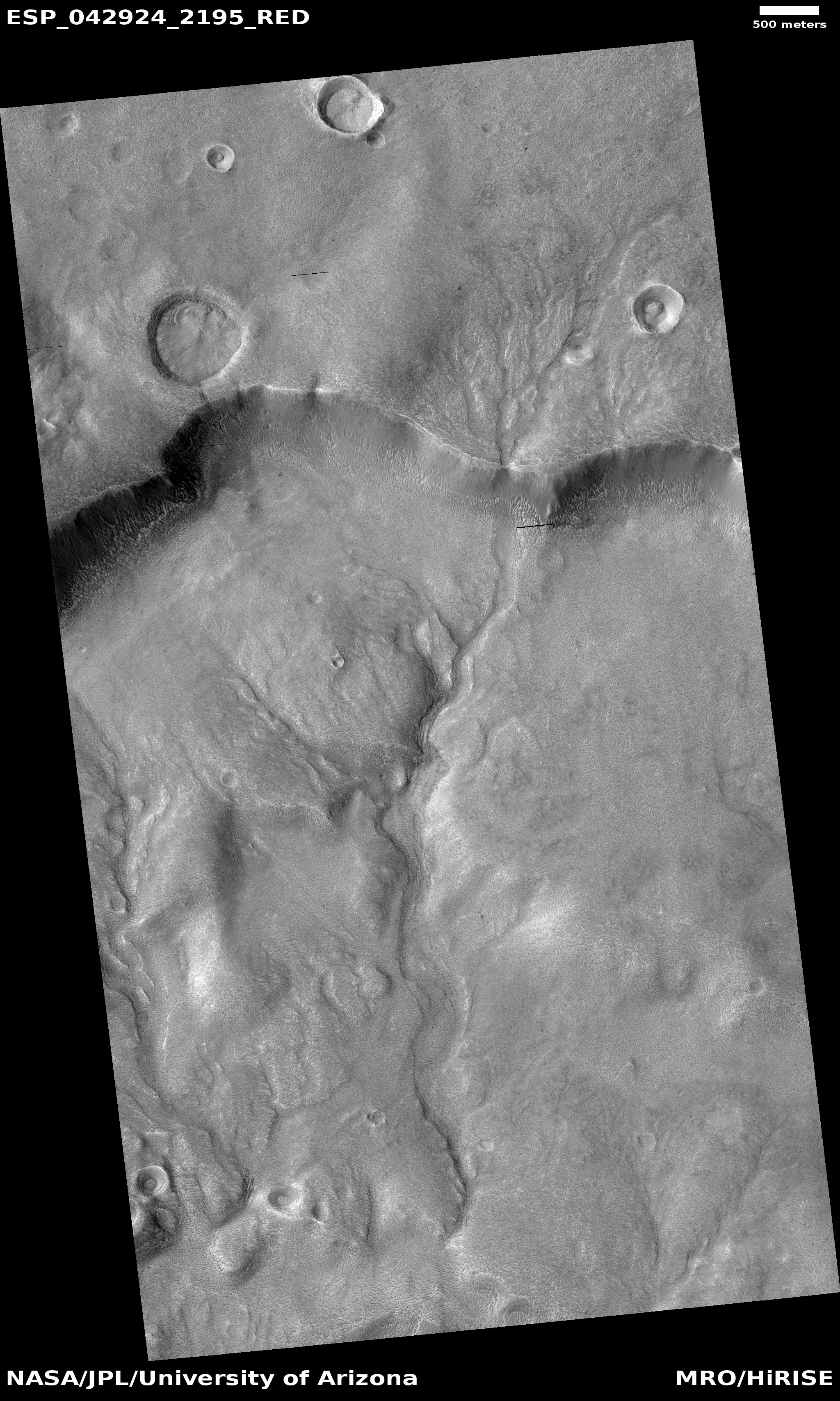
HiWish计划下高分辨率成像科学设备显示的穿过部分陨击坑的河道系统。
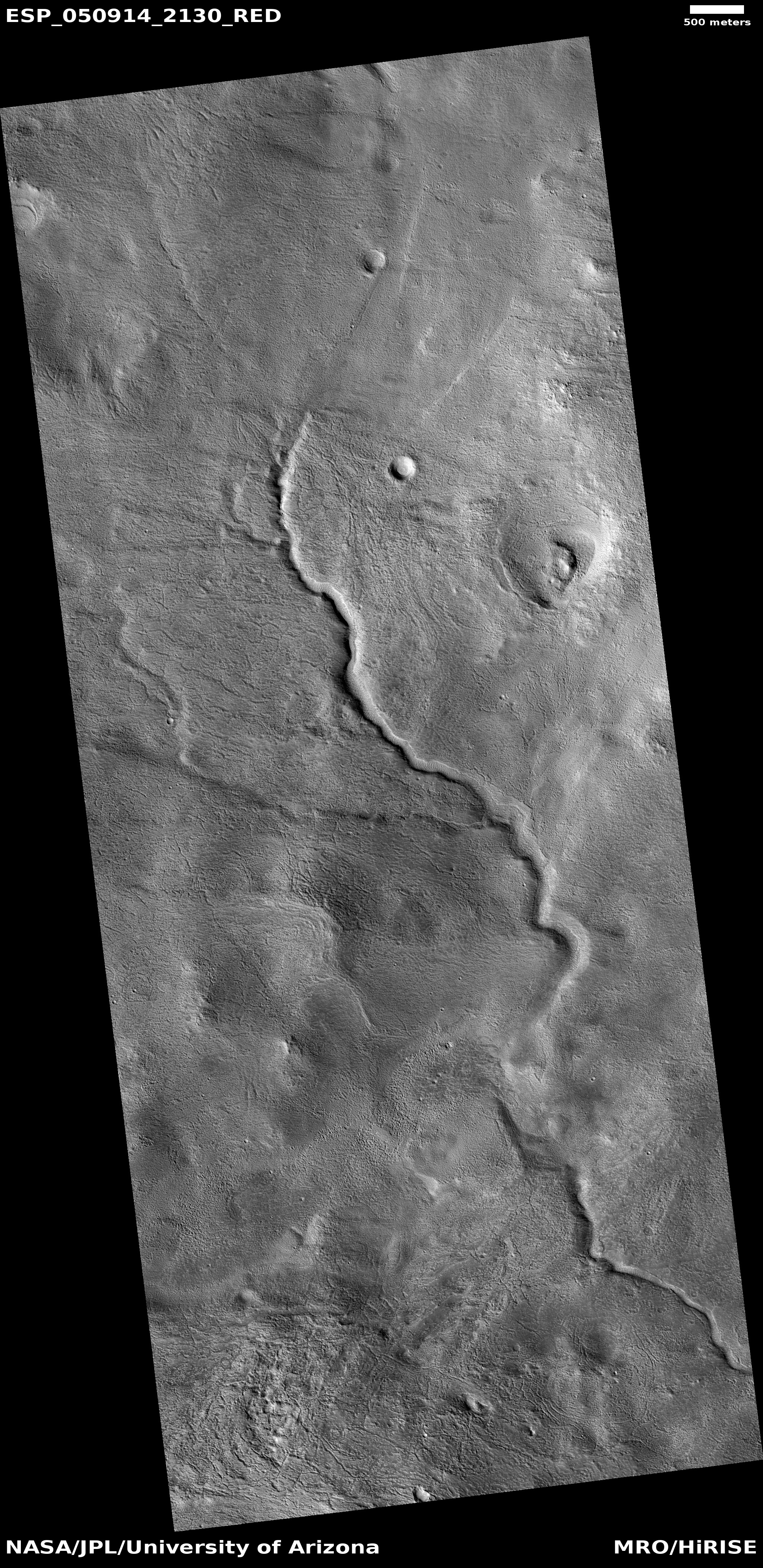
HiWish计划下高分辨率成像科学设备显示的河道。

## 上部平原单元
阿拉伯高地北部地区包含有上部平原单元。上部平原单元是中纬度地区50-100米厚的覆盖层残余物。最初在伊斯墨诺斯湖区都特罗尼勒斯桌山群调查时所发现，但也出现在其他地方。残迹由位于陨石坑和桌山上的一系列倾斜层构成。

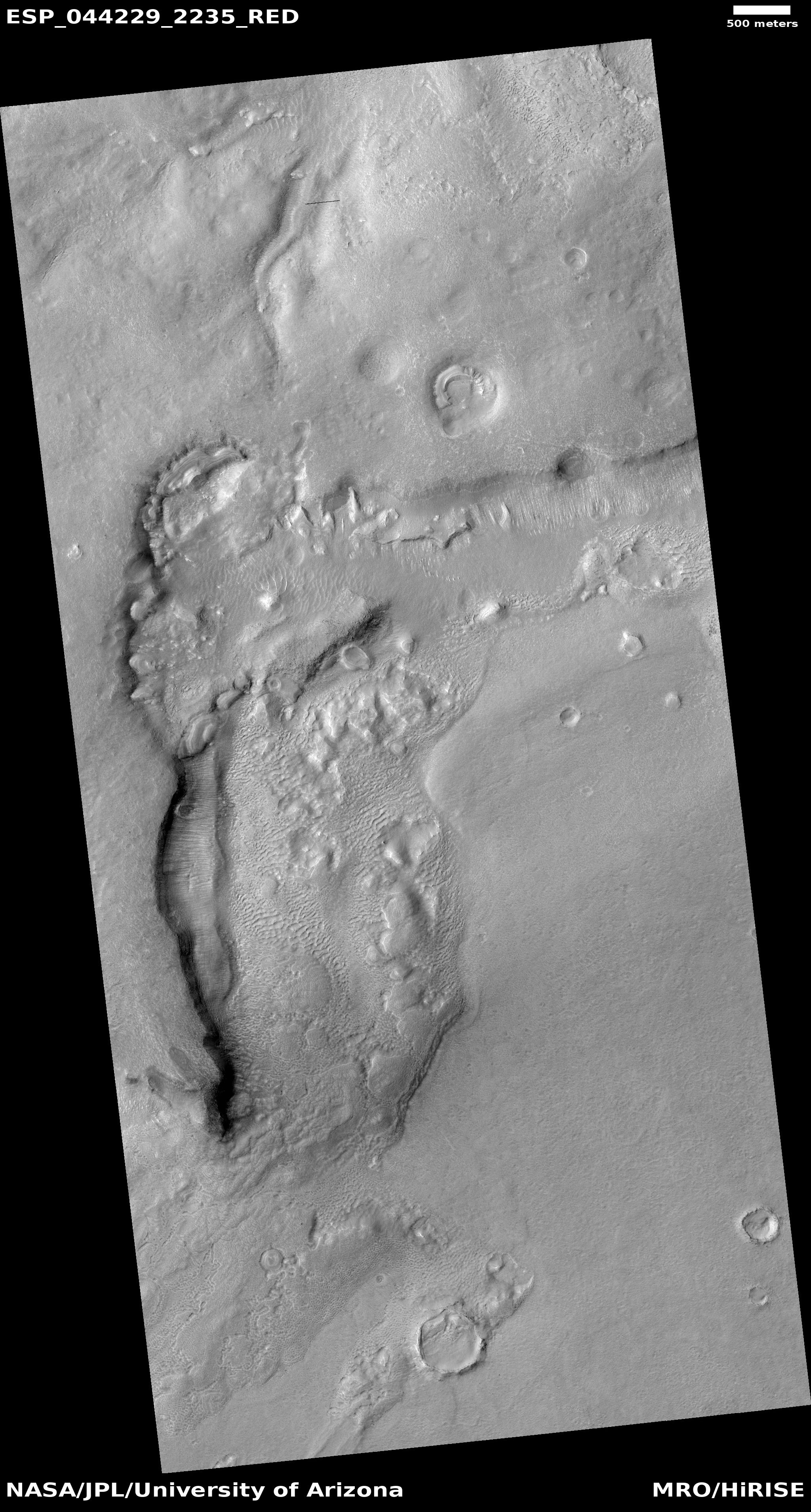
HiWish计划下高分辨率成像科学设备显示的倾斜层、上部平原单元和脑纹地形广角图。
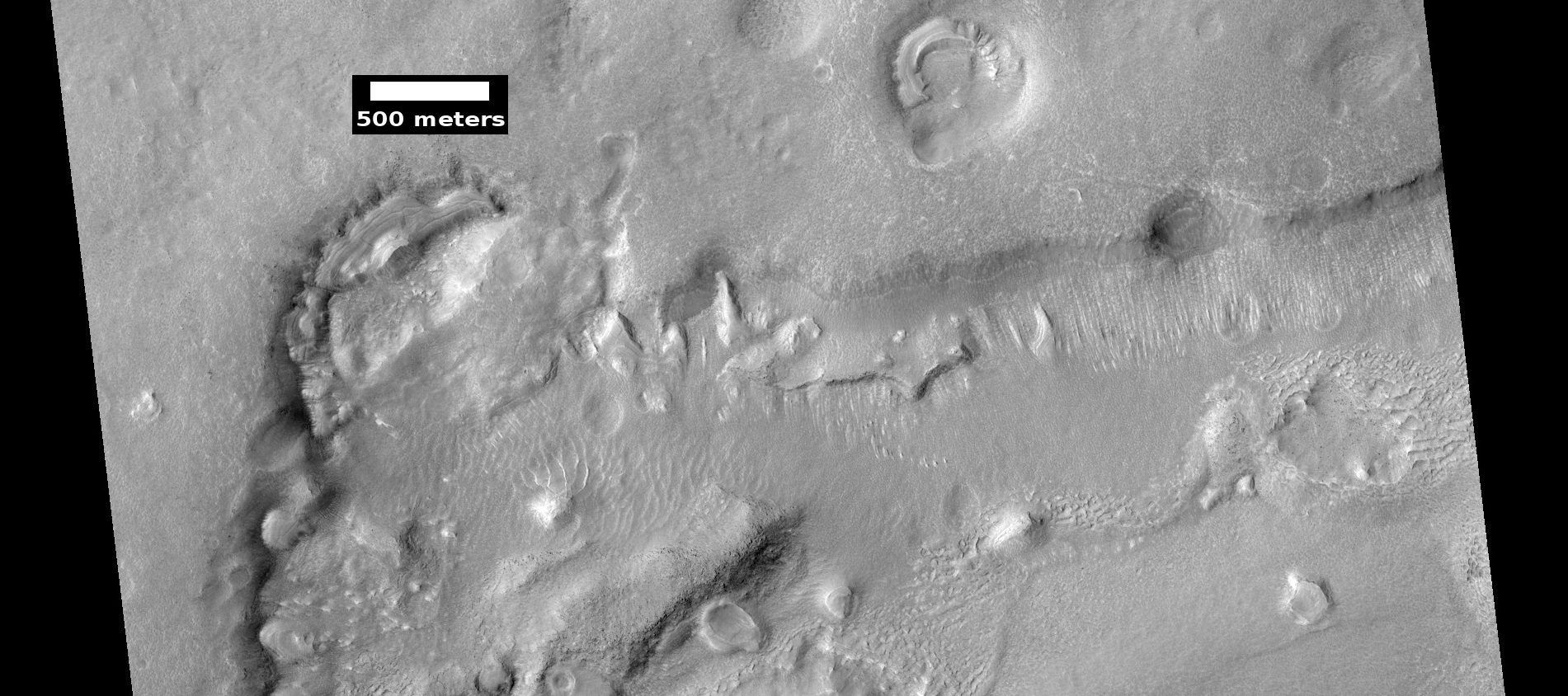
HiWish计划下高分辨率成像科学设备显示的倾斜层，这是先前图像的放大版。

上部平原单元的某些区域显示出大型裂缝和带凸起边缘的凹槽，这些地区被称为“棱状上部平原”。这些断裂被认为起始于由应力引起的小裂缝，应力反映的断裂过程是，当碎屑堆聚集在一起或靠近碎屑堆边缘时-这在棱状上部平原很常见，这些位置就会产生挤压，形成应力缝，应力缝又暴露出更多的表面。因此，地层中更多的冰升华到火星稀薄的大气层中，最终，小裂缝变成大峡谷或大槽沟。

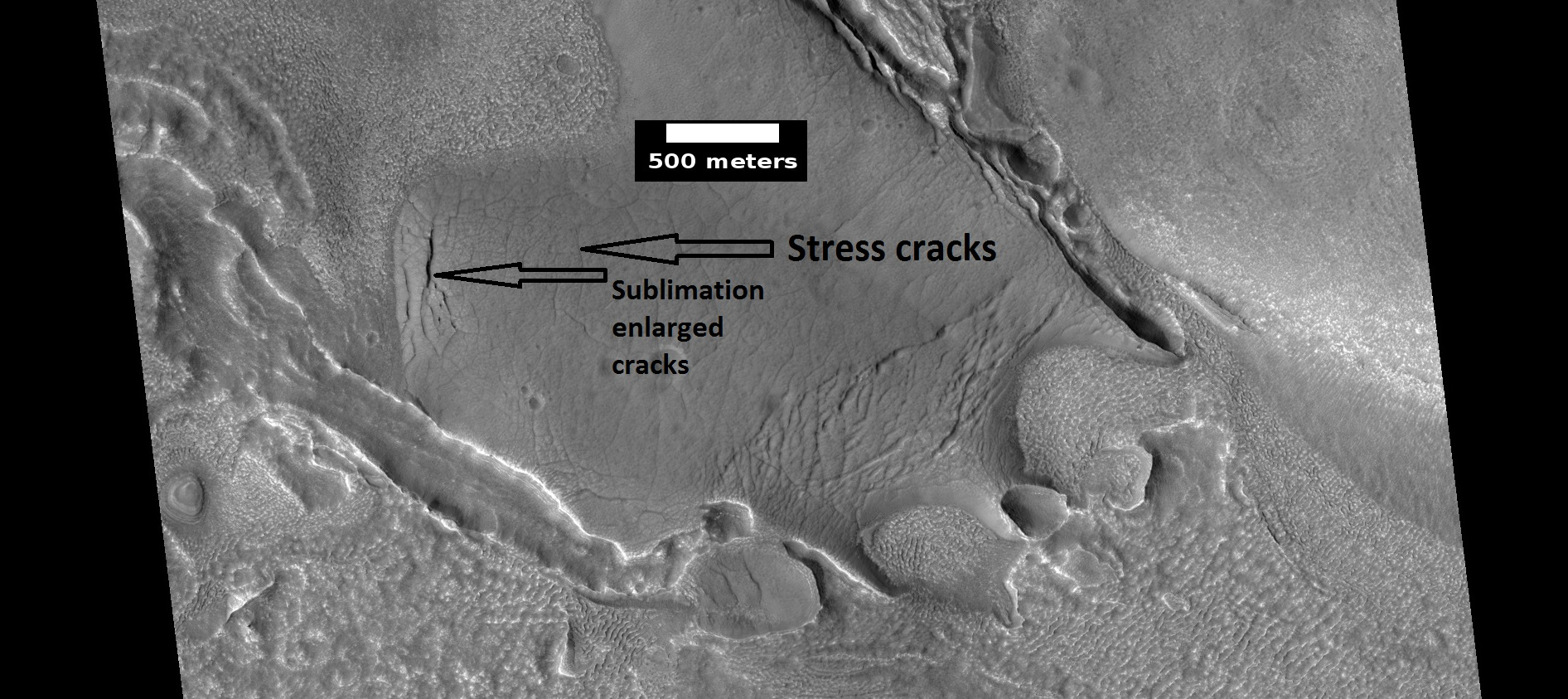
应力缝和因升华（冰直接变成气体）而扩大的较大裂缝视图，这可能是棱状地形的开始。
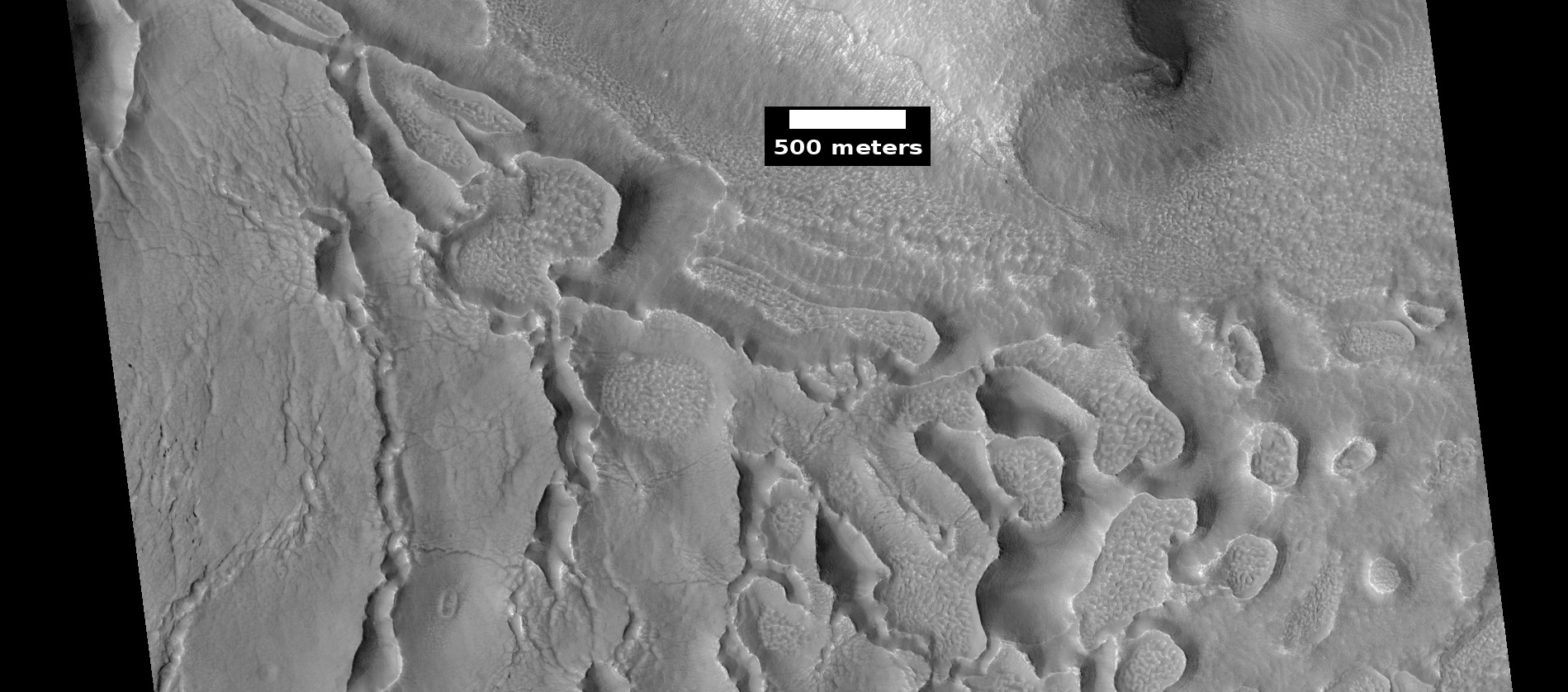
HiWish计划下高分辨率成像科学设备所看到的，应力缝到棱状地形的演变—左侧的应力缝最终将会扩大并转变成图中右侧的棱状地形。

这种单元也会退化为脑纹地形，脑纹地形是一种3-5米高的迷宫状脊形区域。有些凸脊可能由冰芯构成，因此它们可能是未来定居者的水源。

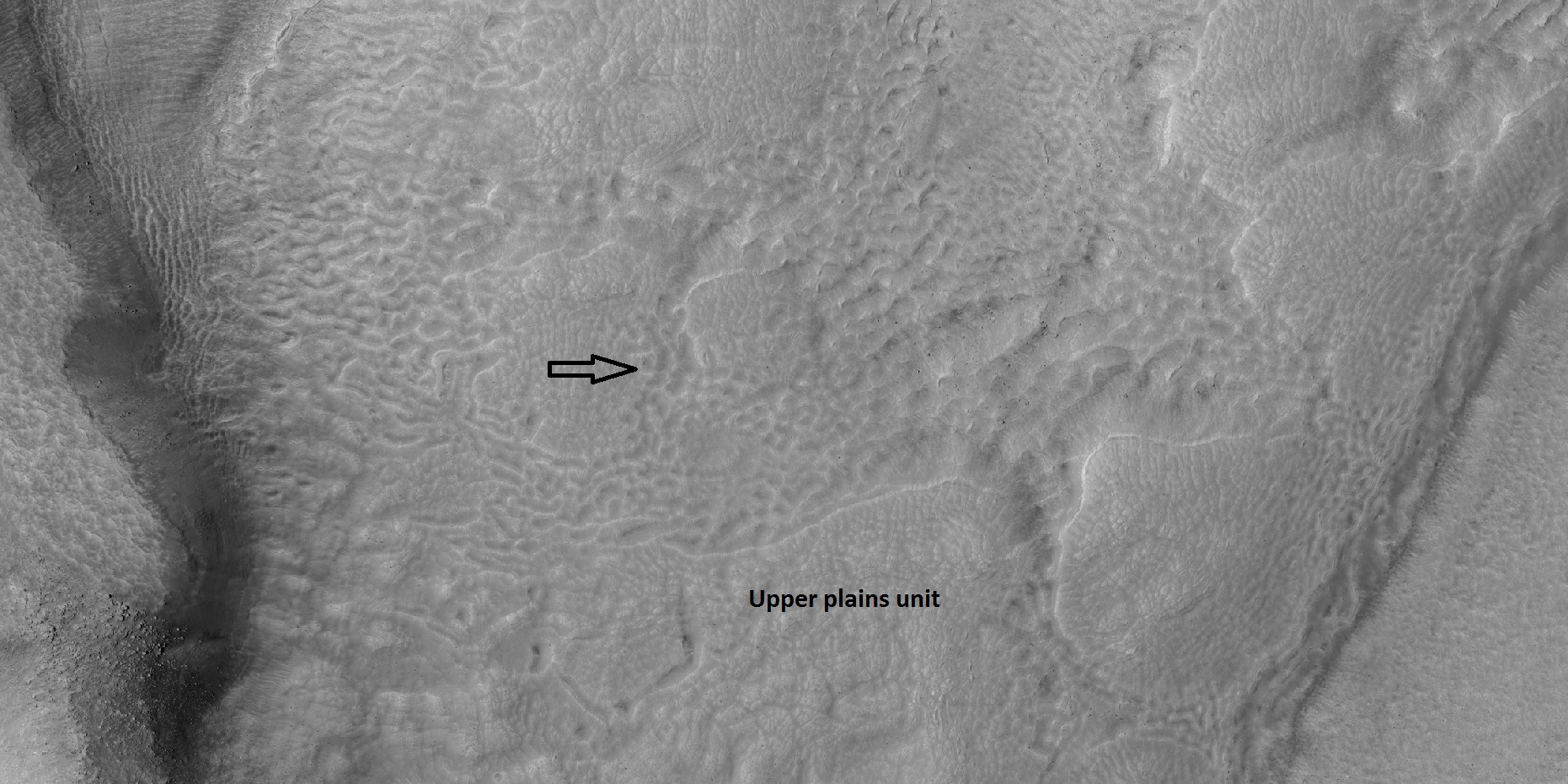
HiWish计划下高分辨率成像科学设备显示，脑纹地形形成于崩塌的上部平原单元，箭头指向一处正在断裂的地方，这里将会转变为脑纹地形。
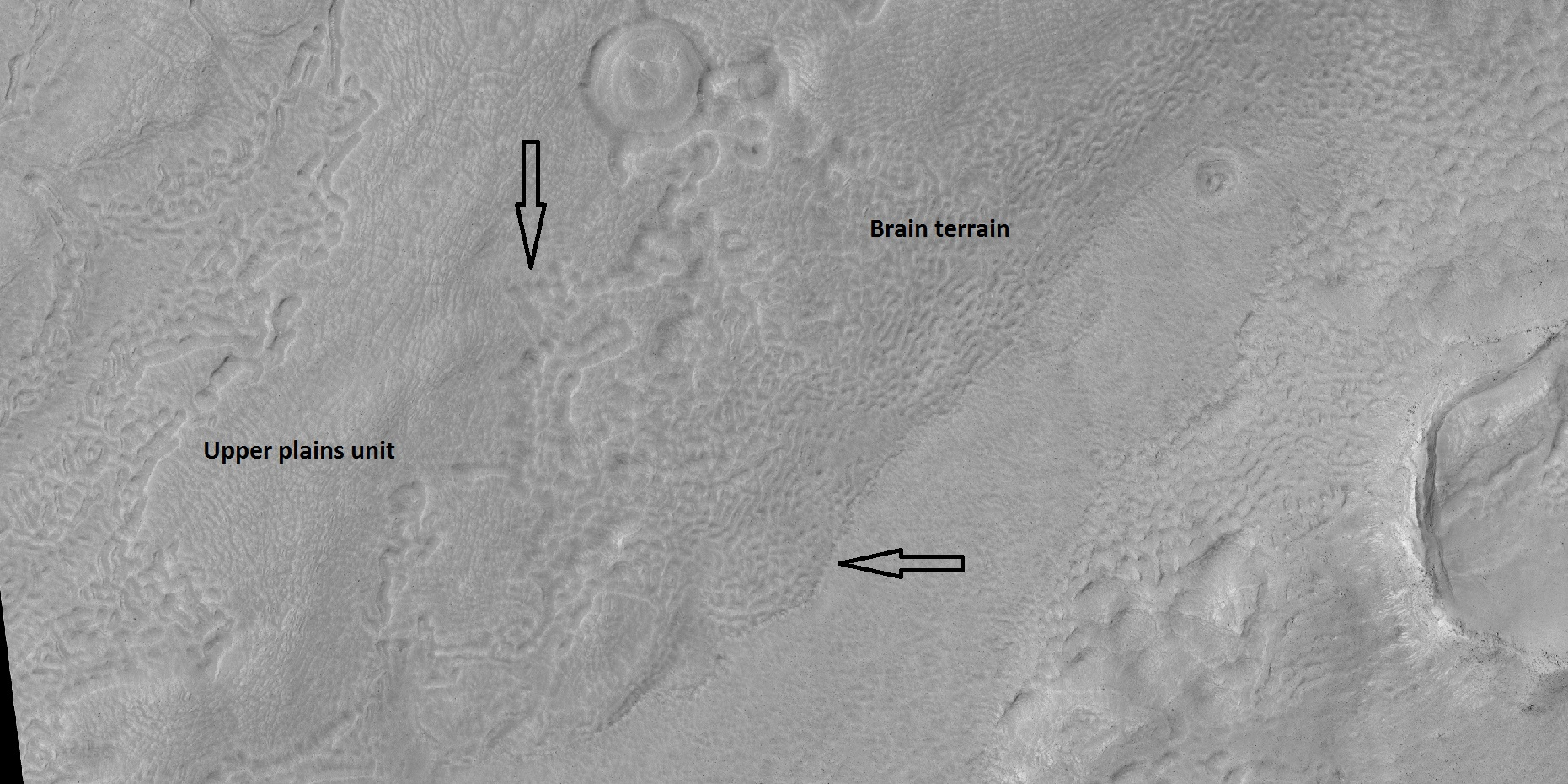
脑纹地形形成于崩塌的上部平原单元，箭头指向一处正在断裂的地方，这里将会转变为脑纹地形。

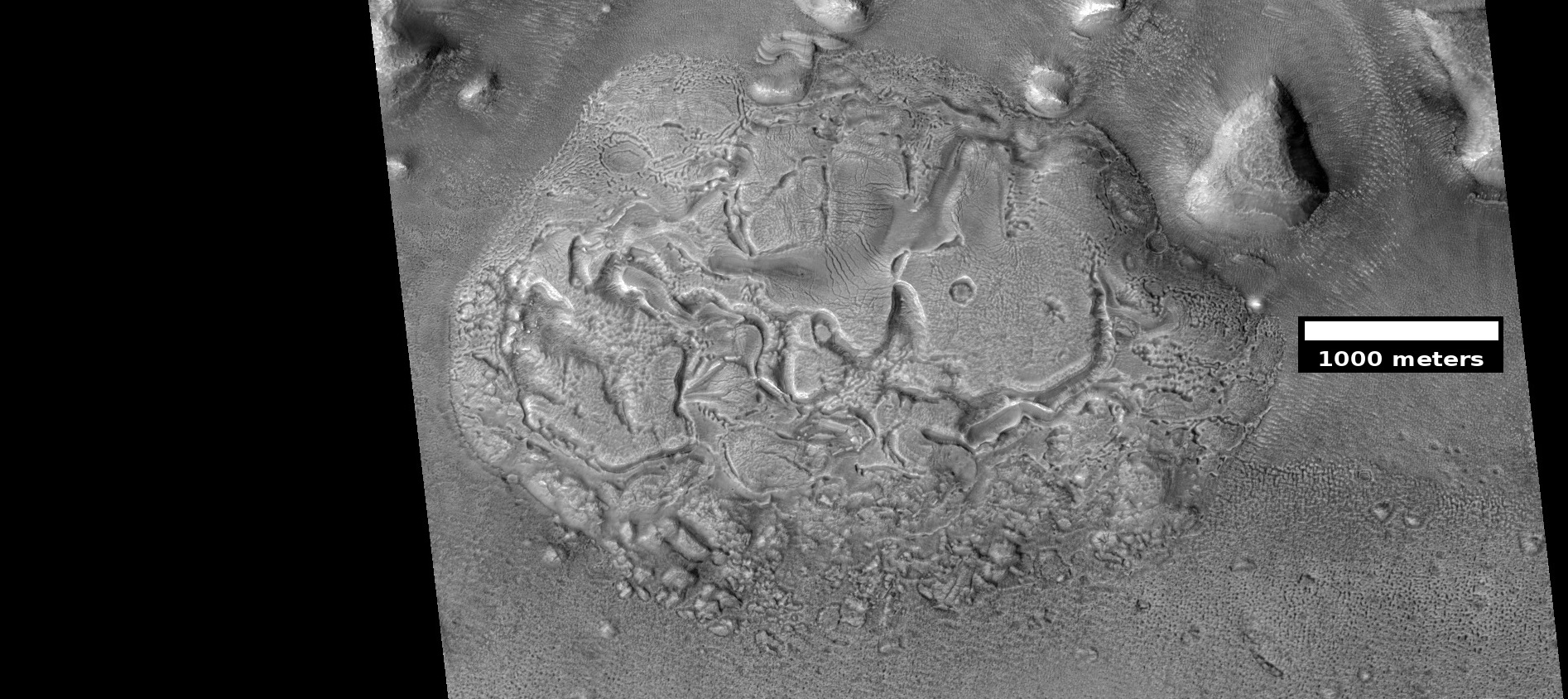
HiWish计划下高分辨率成像科学设备显示的形成中的脑纹地形宽视图。
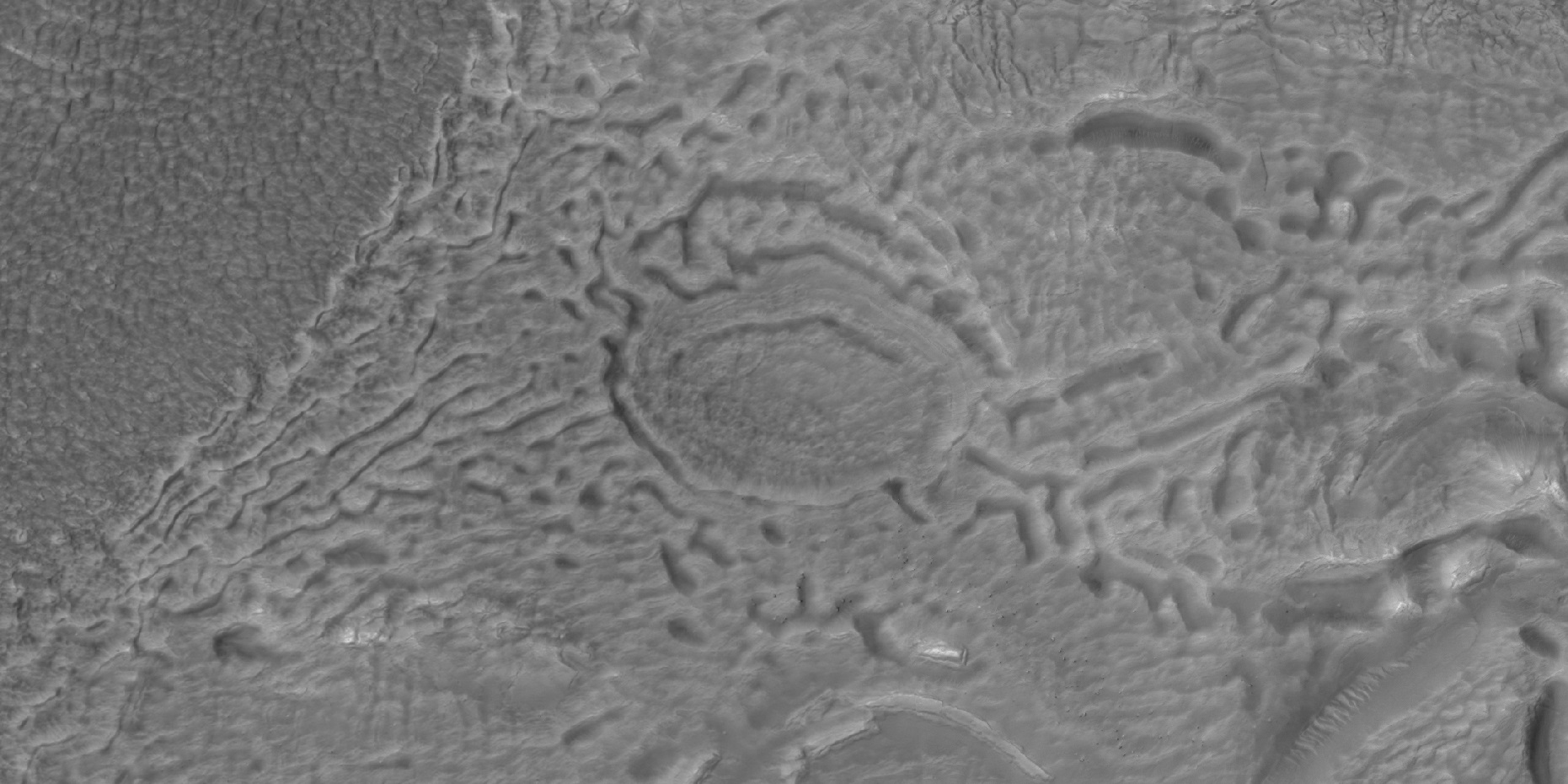
HiWish计划下高分辨率成像科学设备显示的形成中的脑纹地形，注：这是使用 HiView 放大的前一幅图像。
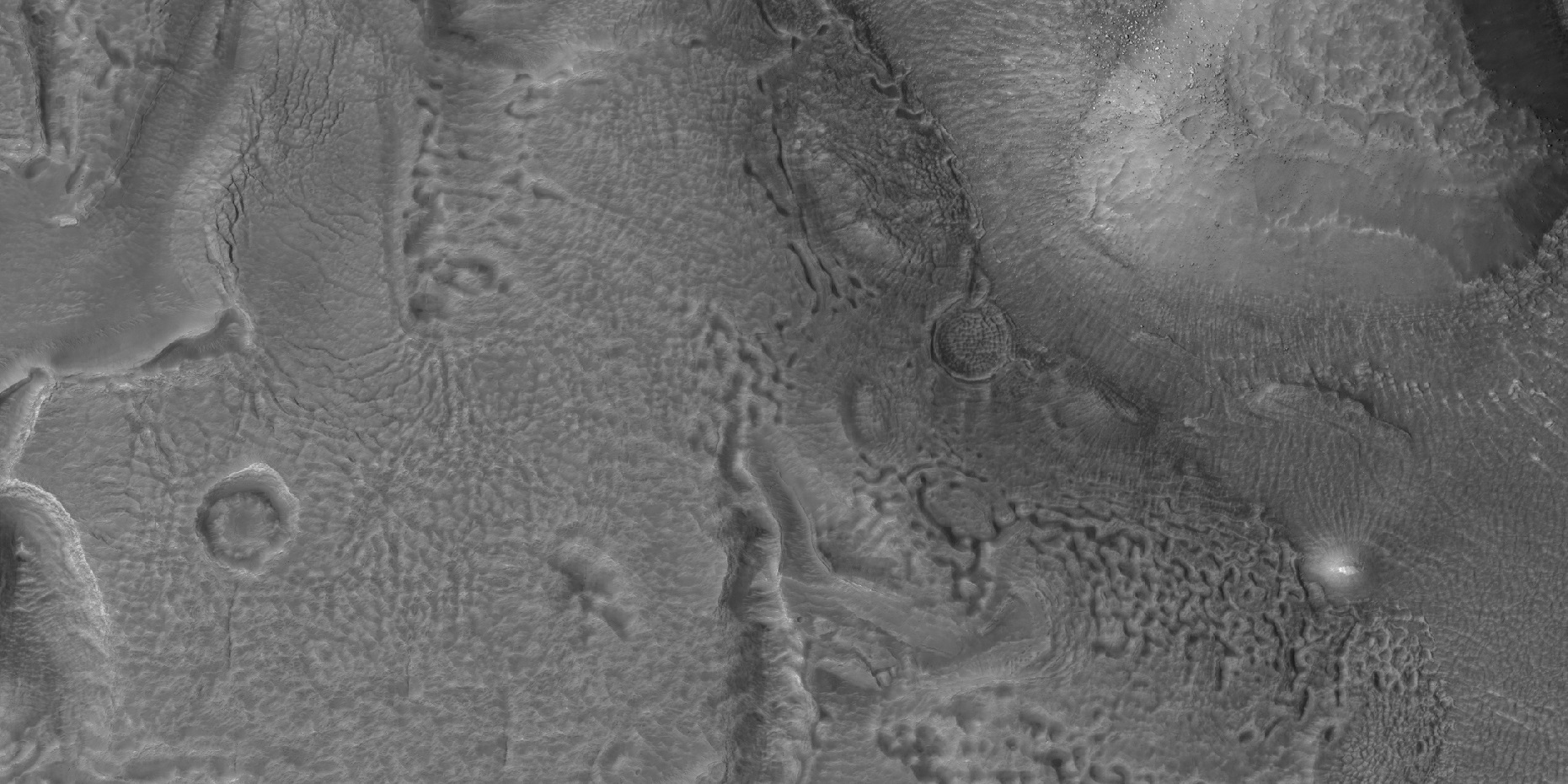
HiWish计划下高分辨率成像科学设备显示的形成中的脑纹地形，注：这是使用 HiView 放大的前一幅图像。

## 线性脊状网格
线性脊状网在火星各处的陨坑周边和坑内都能找到，脊线通常显示为大段纵横交叉的直线，长约数百米，高几十米，宽数米。据认为，撞击会在地表形成裂缝，这些裂缝后来又充当了流体通道，液体使结构胶结凝固。随着时间的推移，周围地层被侵蚀掉，从而留下坚硬的凸脊。由于凸脊出现在有粘土的地方，这些构造可作为需要水才能形成的粘土标志。这里的水可能支撑了这些地方过去的生命，粘土也可以保存化石或其他曾经生命的痕迹。

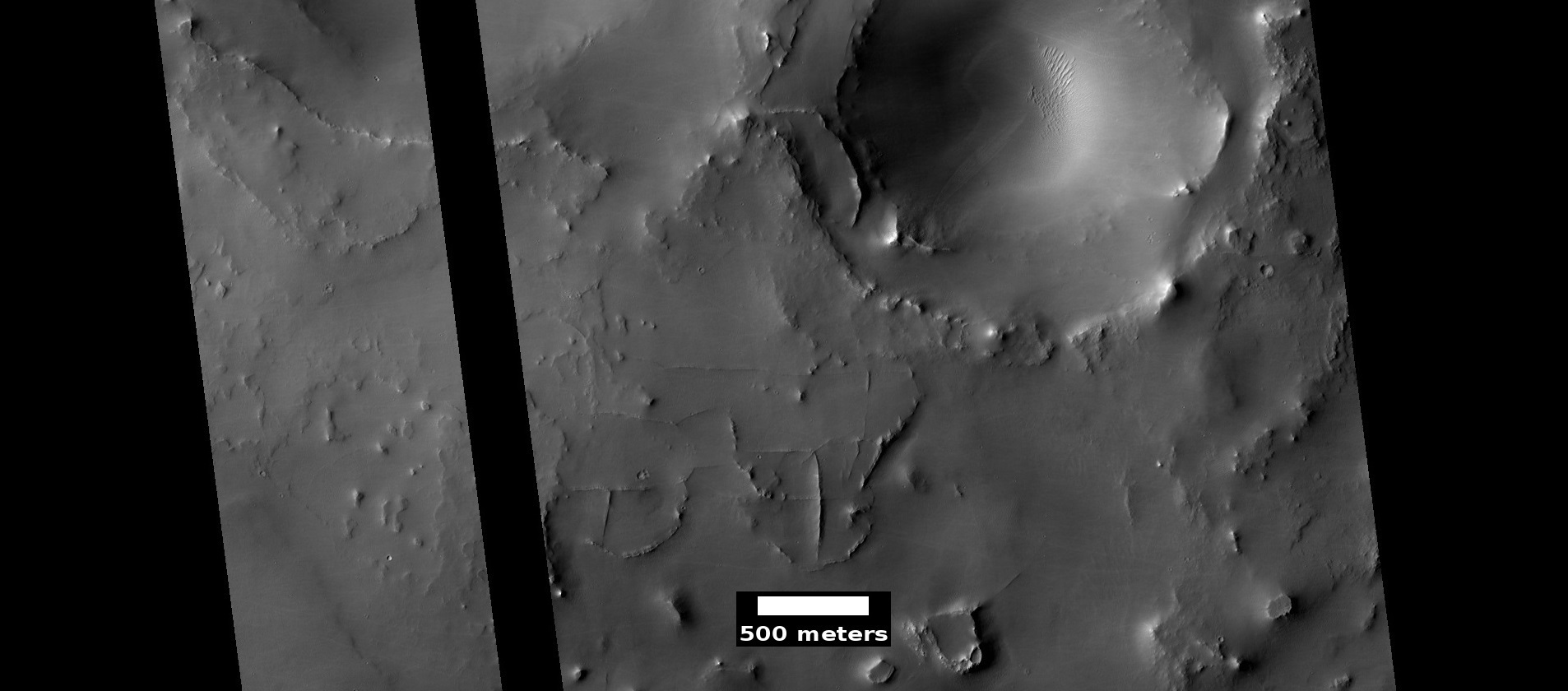
HiWish计划下高分辨率成像科学设备显示的线性脊状网格，黑线并不属于图片部分，没有收集到该地区的数据。
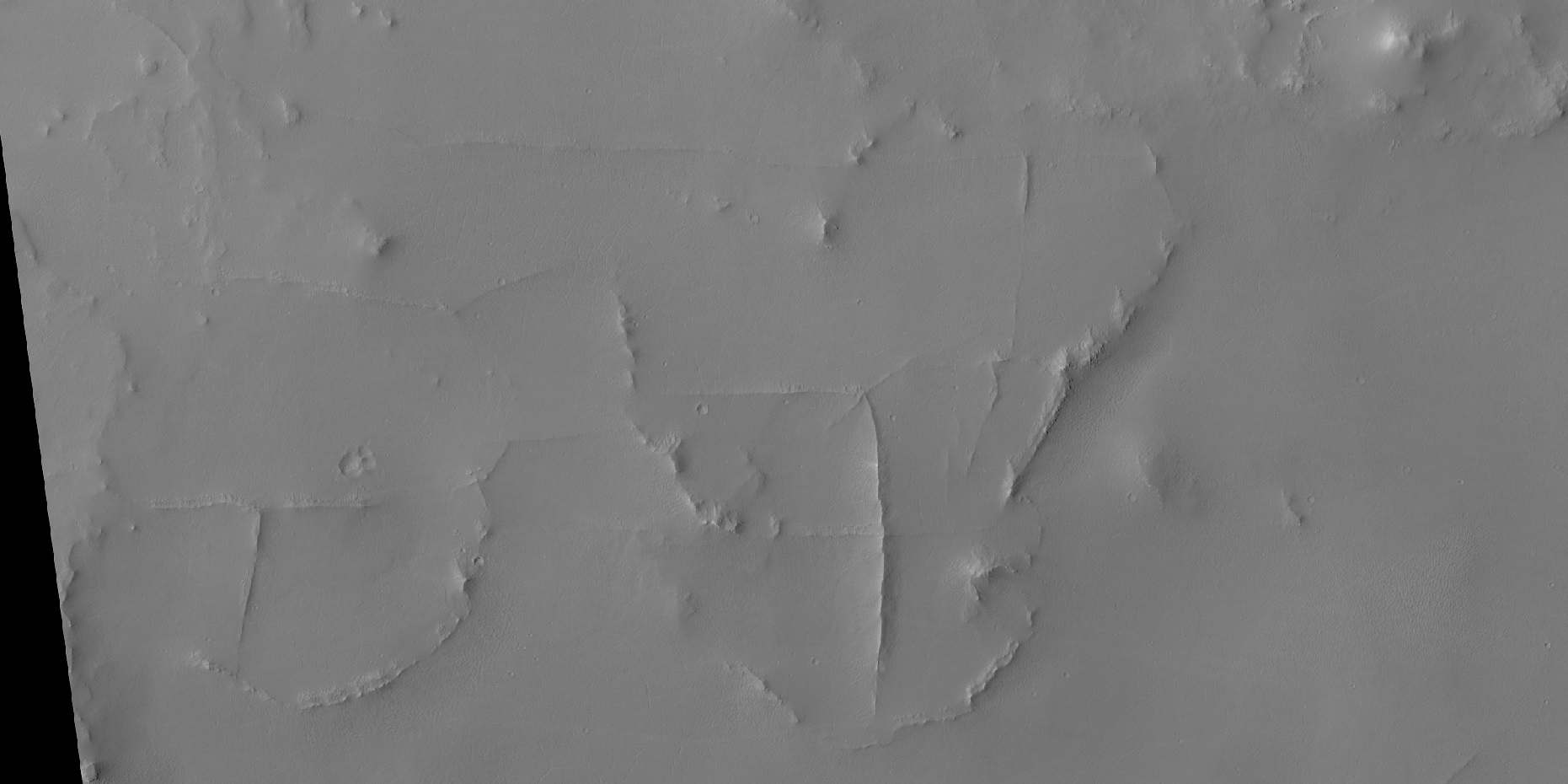
前一幅高分辨率成像科学设备拍摄的线性脊状网图像的放大版。

## 冰核丘
人们认为火星上存在着冰核丘，一种表面分布有裂纹的土堆，它们含有纯净的水冰，因此，将是未来火星定居者的重要水源。

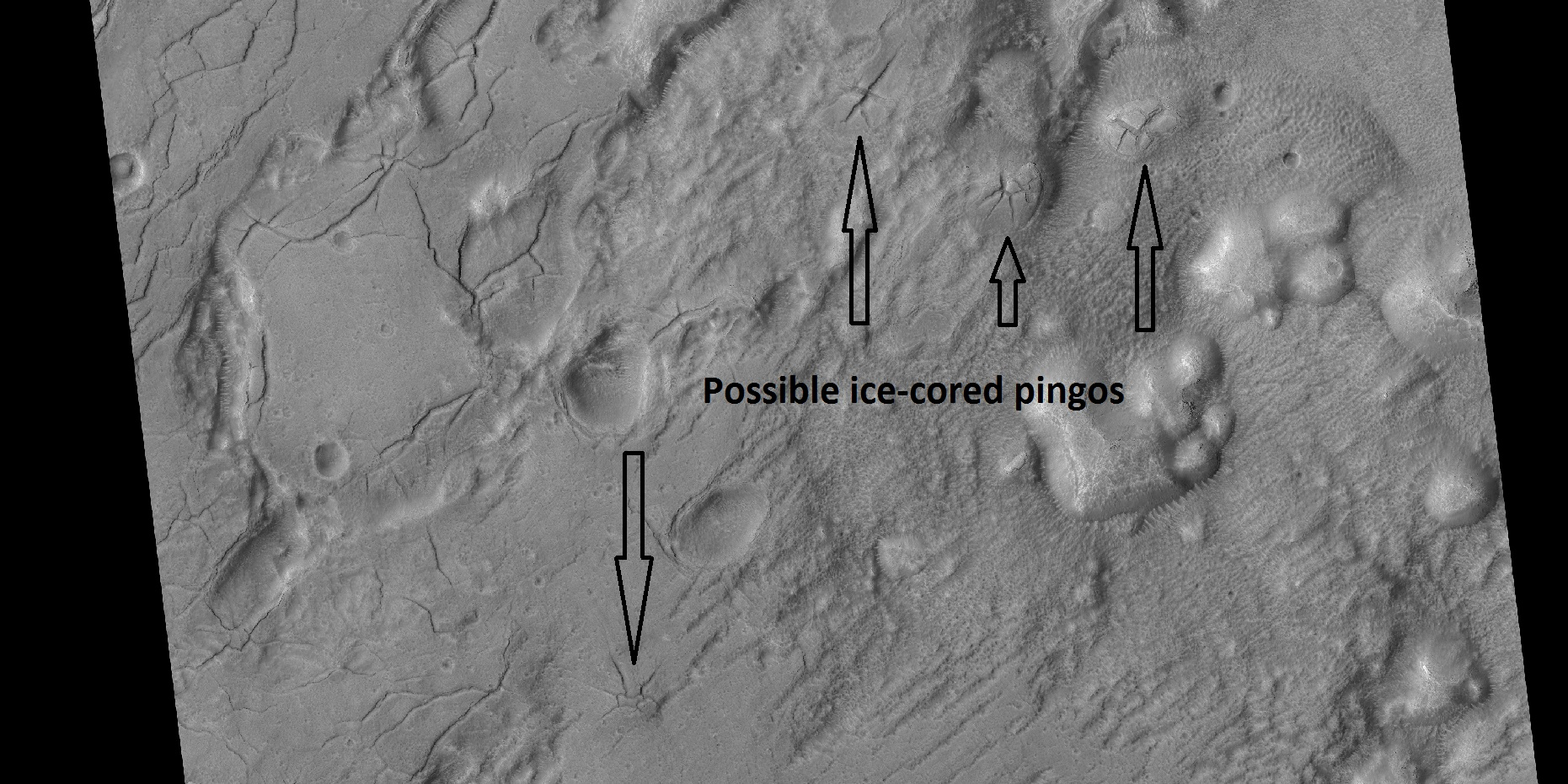
HiWish计划下高分辨率成像科学设备拍摄的图像，箭头指向可能的冰核丘，冰核丘含有净冰内核。

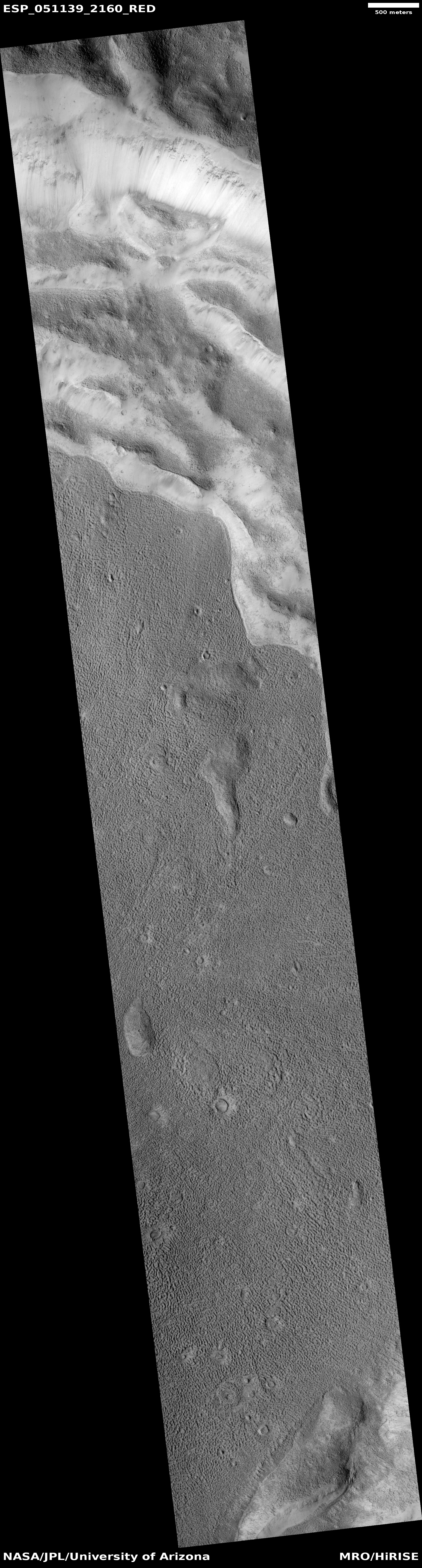
HiWish计划下高分辨率成像科学设备显示的伊斯墨诺斯湖区环模陨石坑的全景图。
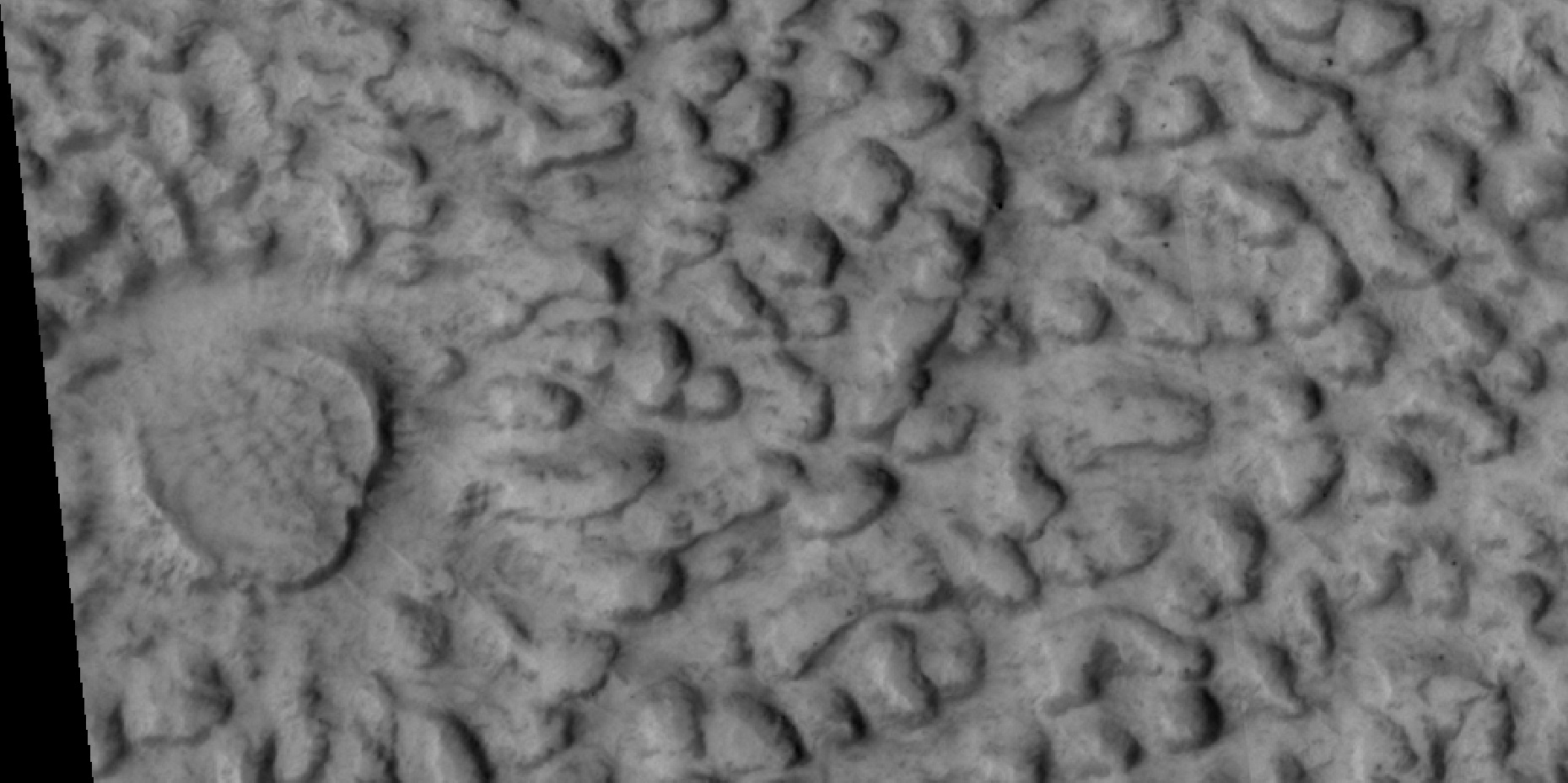
HiWish计划下高分辨率成像科学设备显示的环模陨石坑近景图。
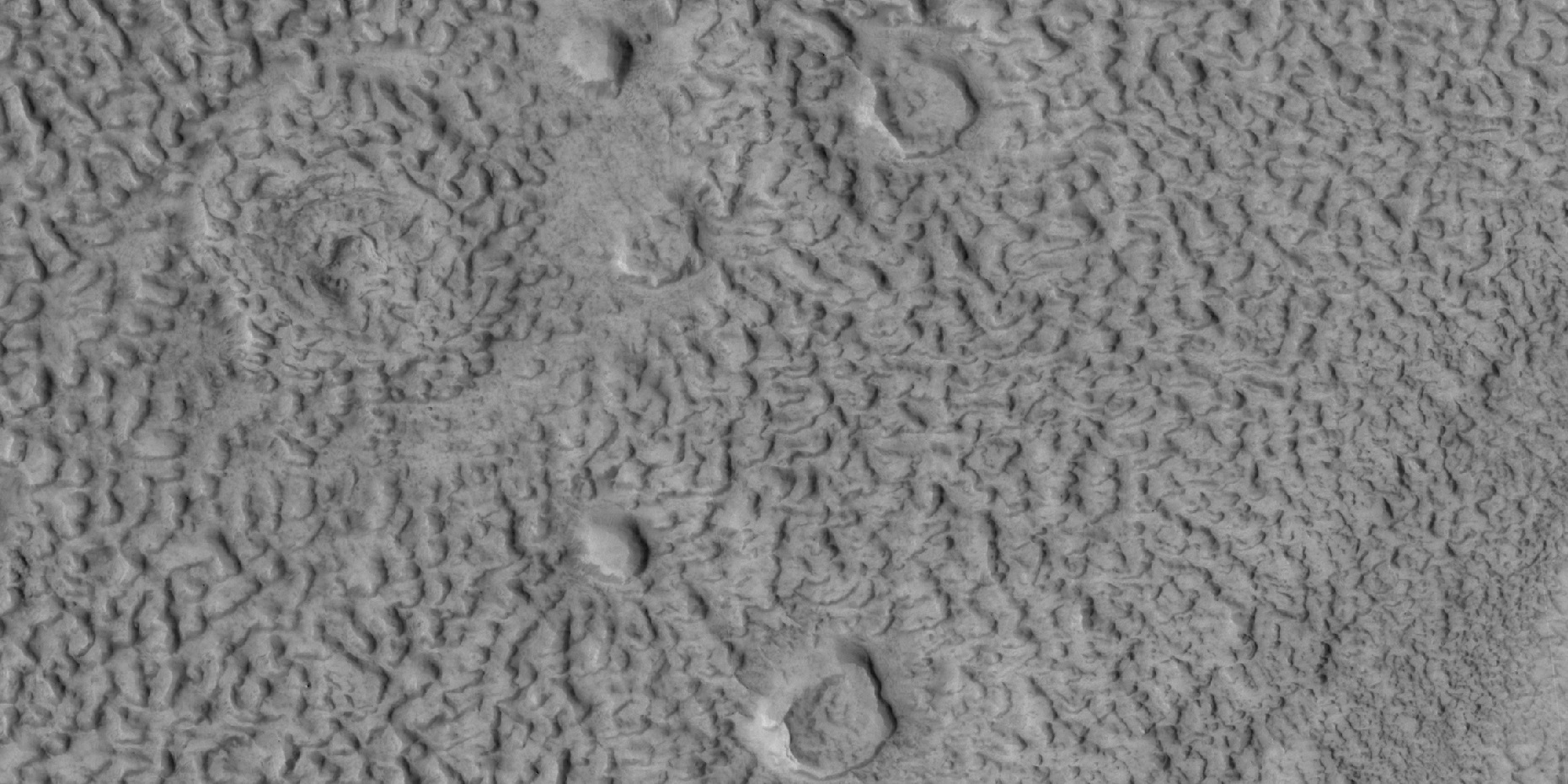
HiWish计划下高分辨率成像科学设备显示的一群环模陨石坑。

## 桌山

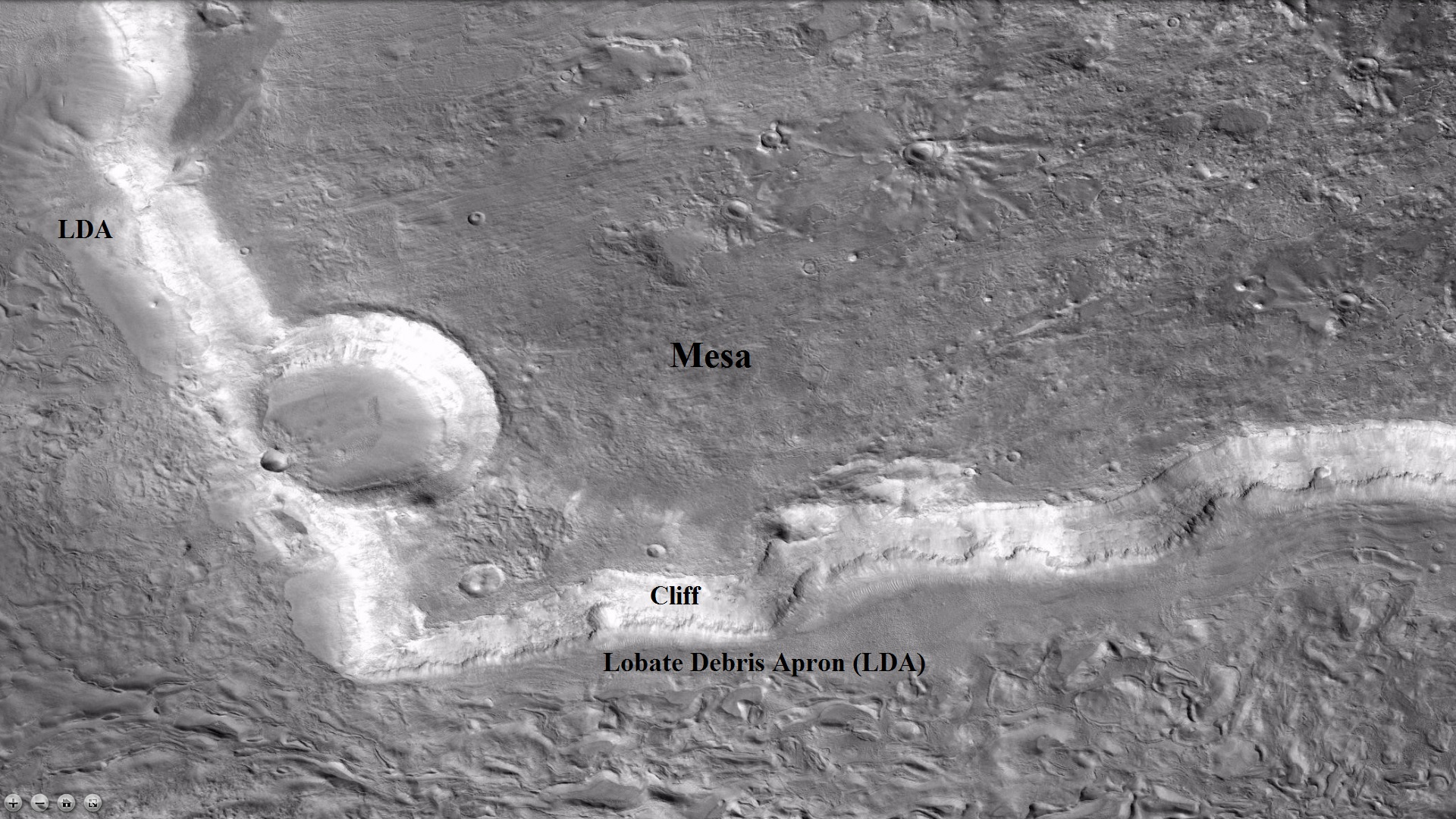
背景相机在伊斯墨诺斯湖区拍摄的显示了崖面和舌状岩屑坡（LDA）位置的桌山宽视图。
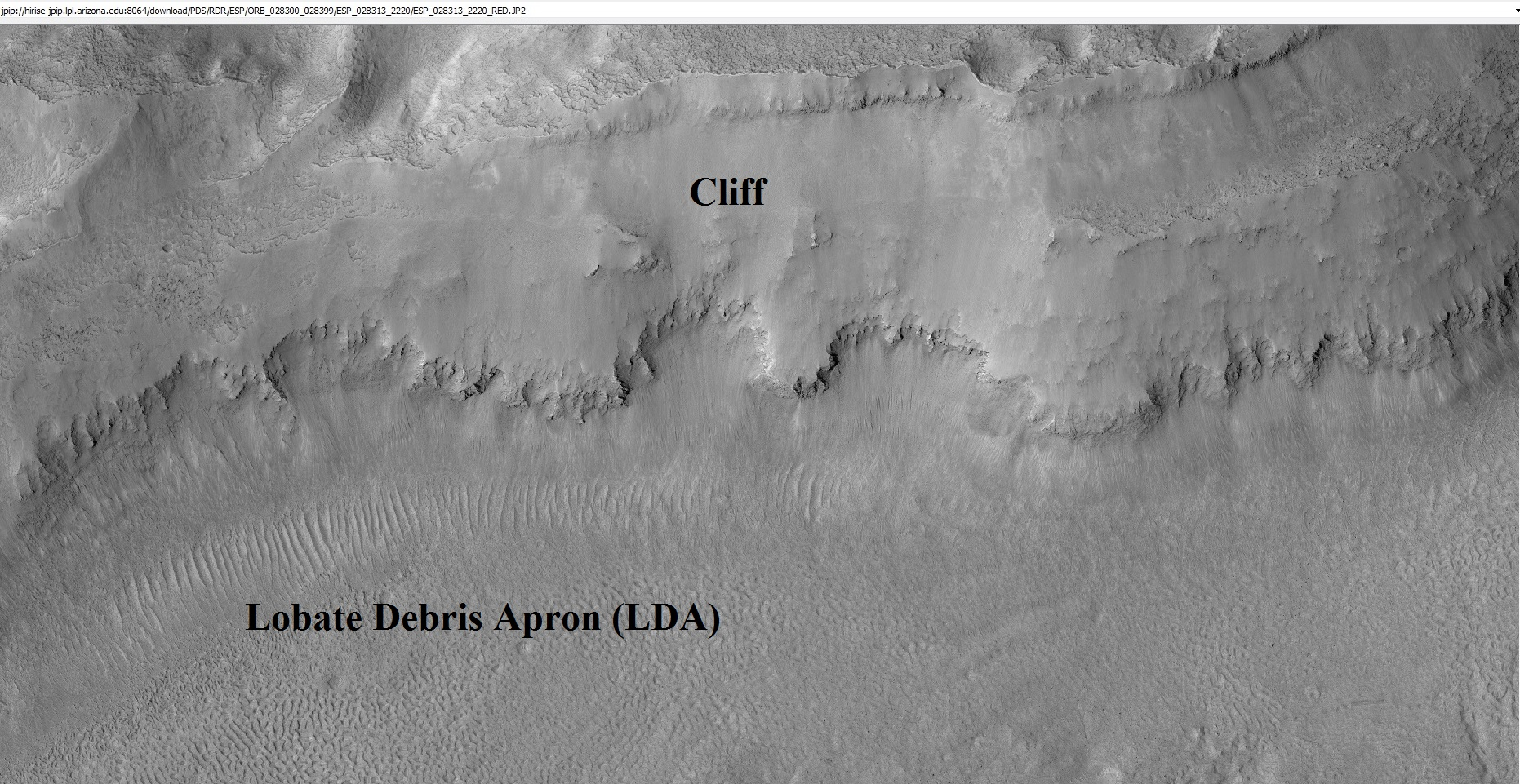
前一桌山背景相机照片的放大版，该图像显示了崖面和舌状岩屑坡的细节，由HiWish计划下高分辨率成像科学设备拍摄于伊斯墨诺斯湖区。
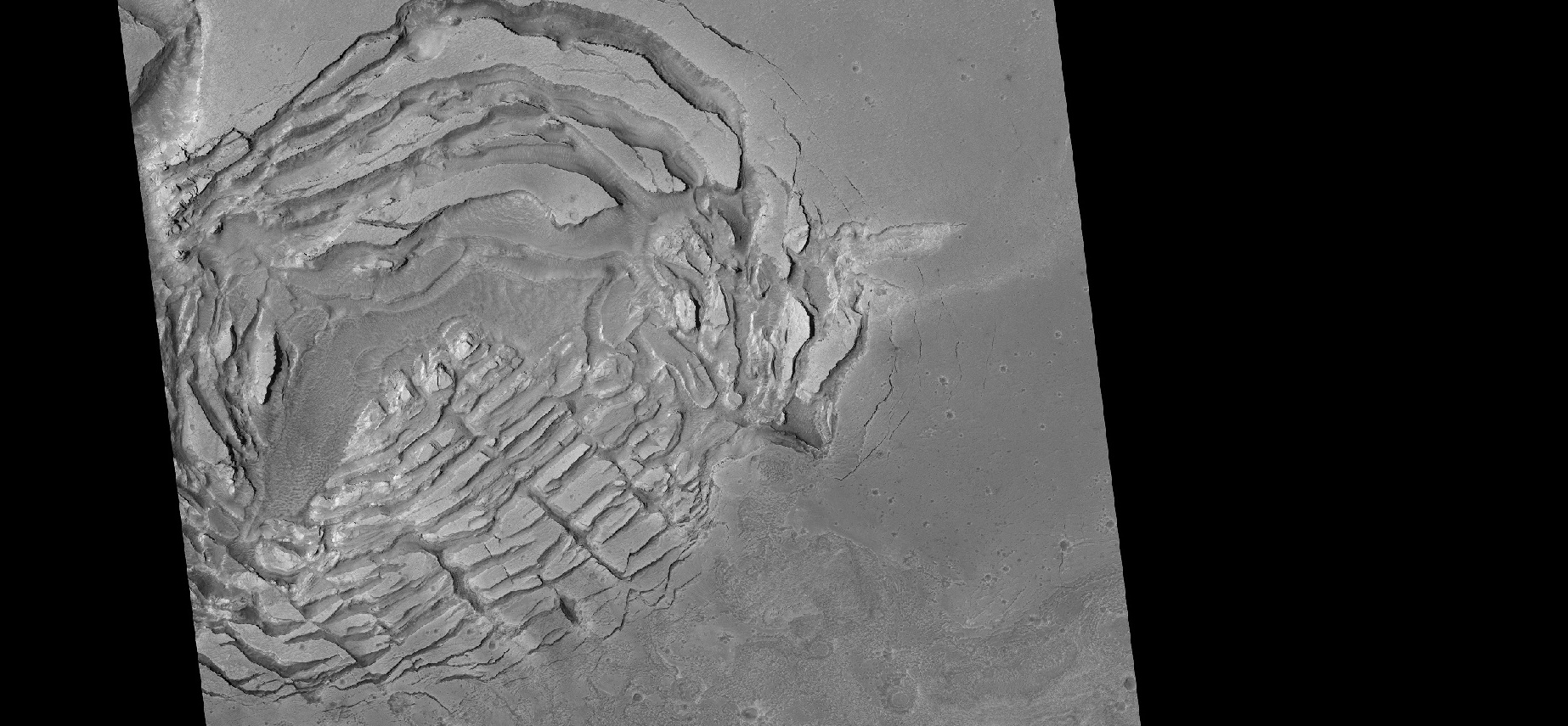
HiWish计划下高分辨率成像科学设备显示的大组同心裂纹，它们可能是该地区地下冰消失时所产生。
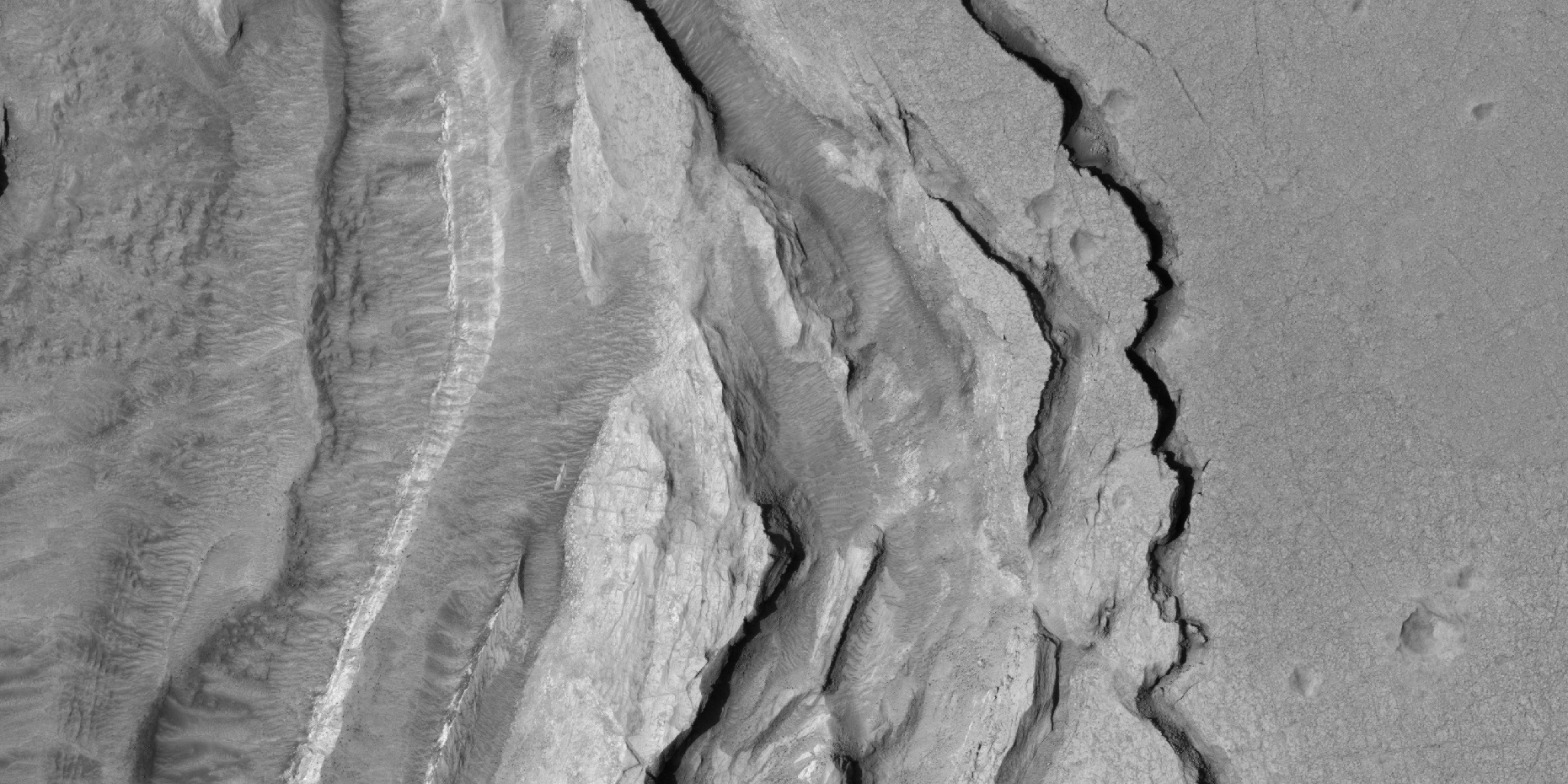
HiWish计划下高分辨率成像科学设备显示的地面塌陷时形成的倾斜层。
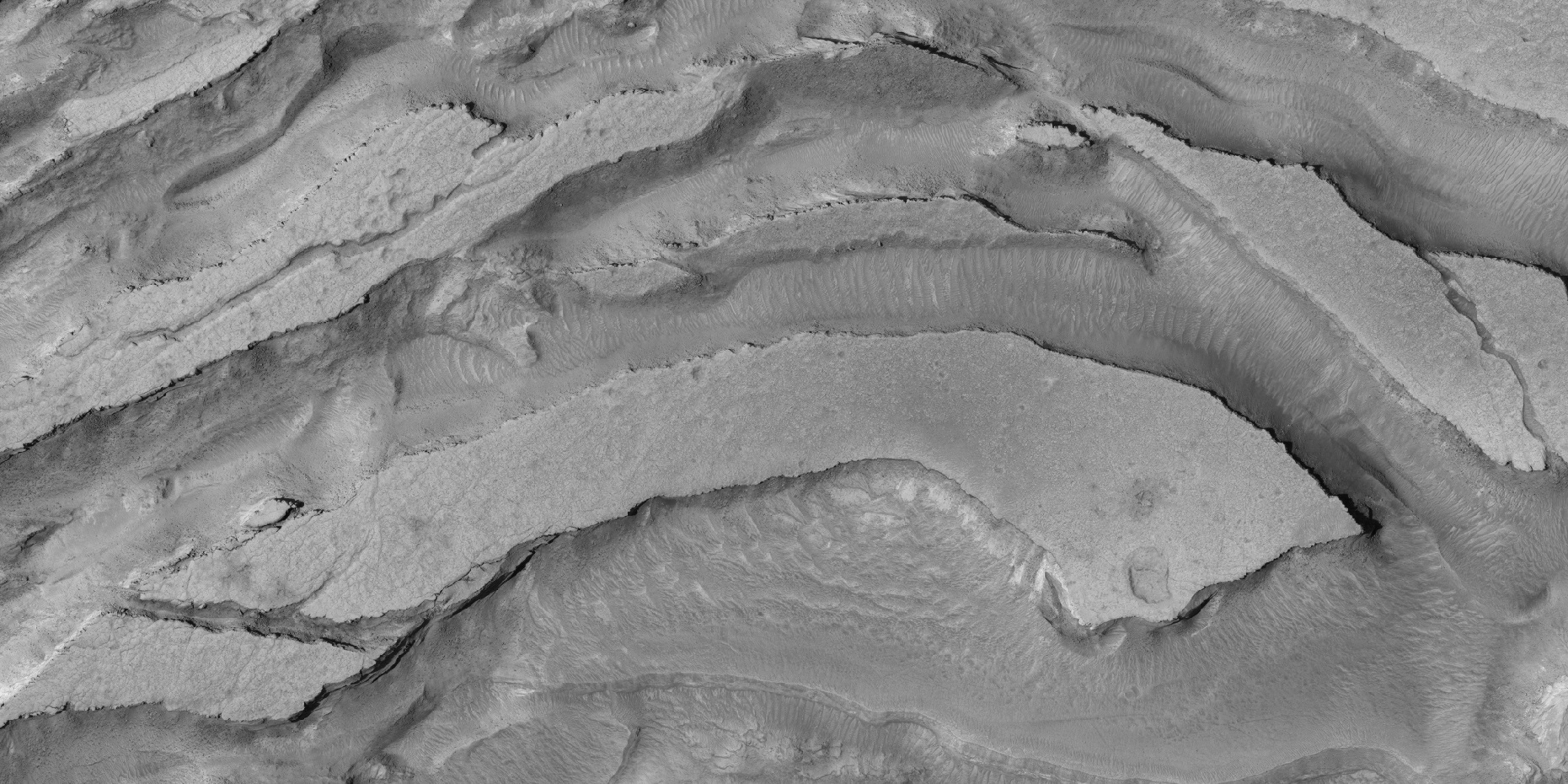
HiWish计划下高分辨率成像科学设备看到的破裂为块体的桌山
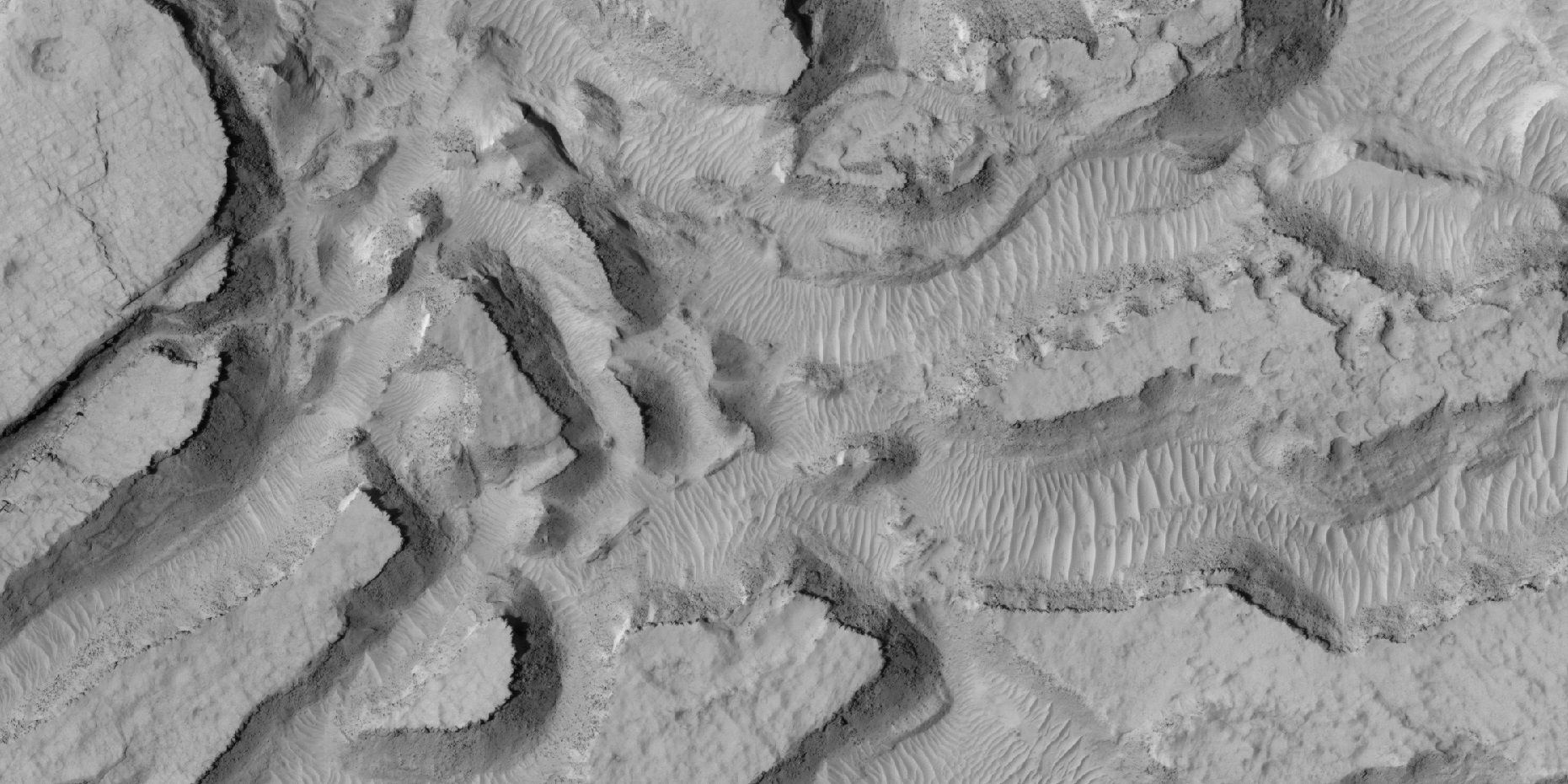
HiWish计划下高分辨率成像科学设备显示一群放大的桌山视图，其中一座的表面正在形成为正方形。

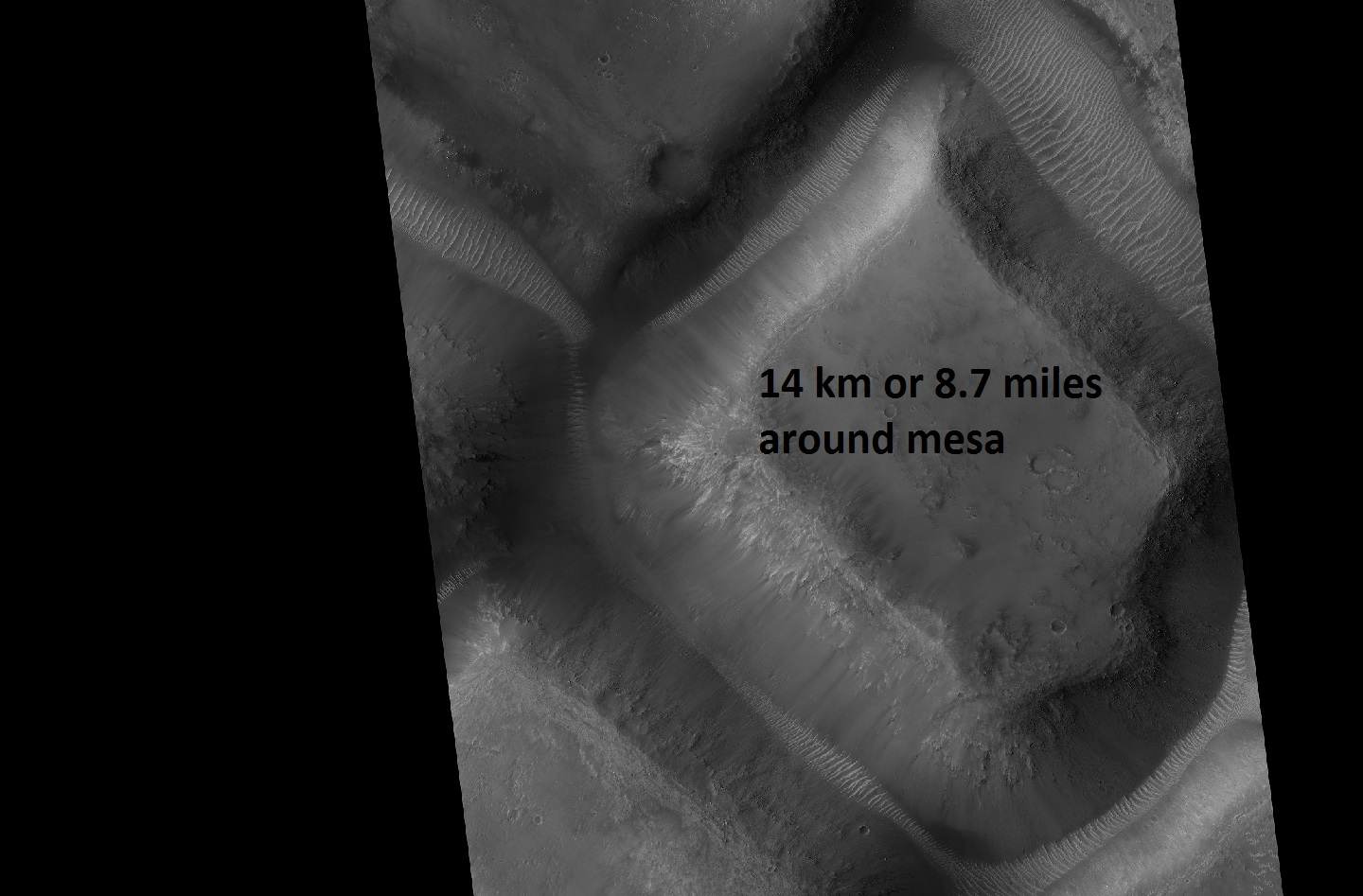
HiWish计划下高分辨率成像科学设备显示的桌山，在遥远未来的某一天，有可能会环绕桌山举行一场精彩的比赛。

## 断裂形成的块体
在一些地方，大型断裂会表面破裂，有时，断裂会形成绝壁和巨岩。

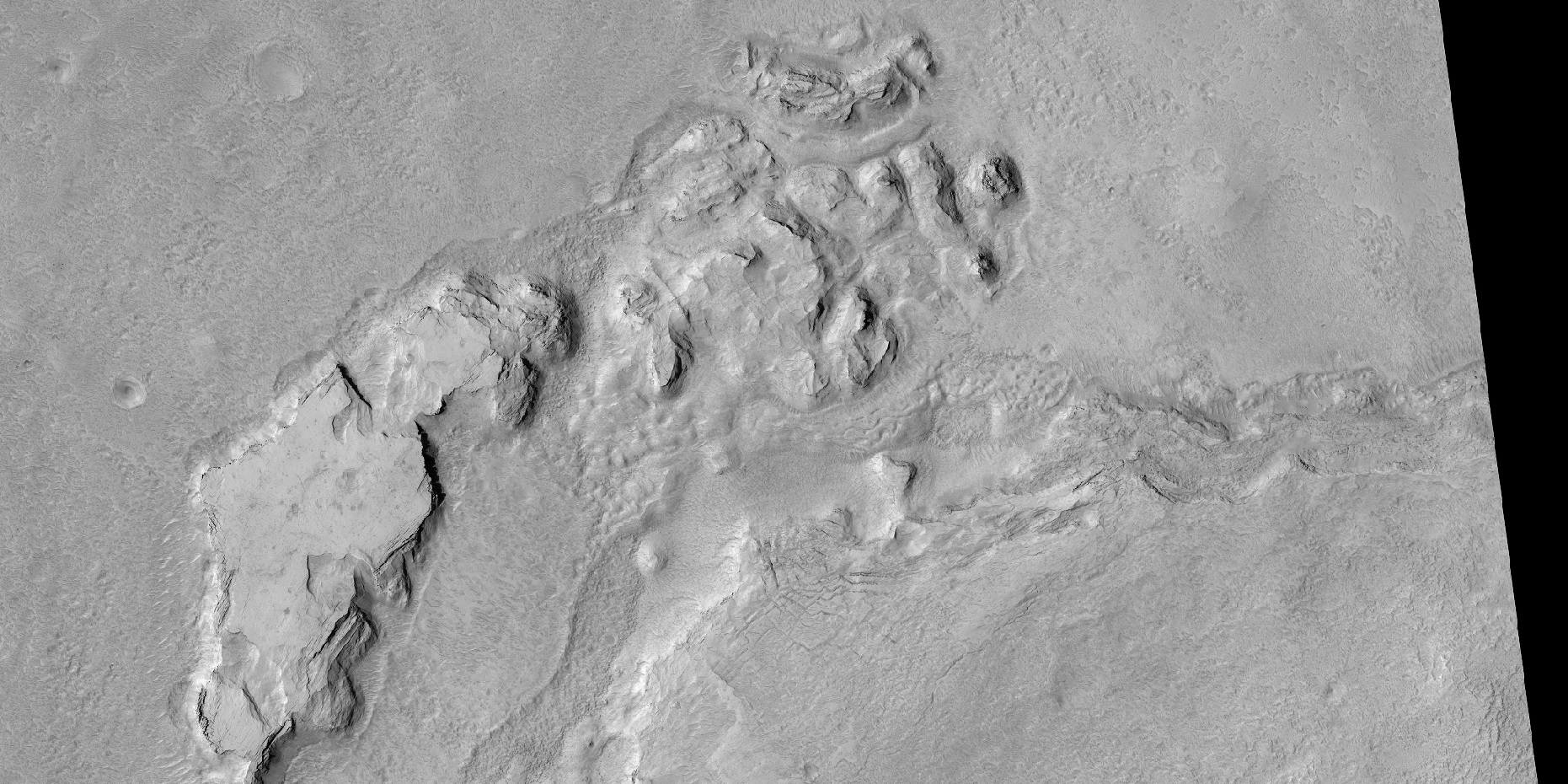
HiWish计划下高分辨率成像科学设备显示的前一幅图像的放大版，方框代表足球场大小的区域。
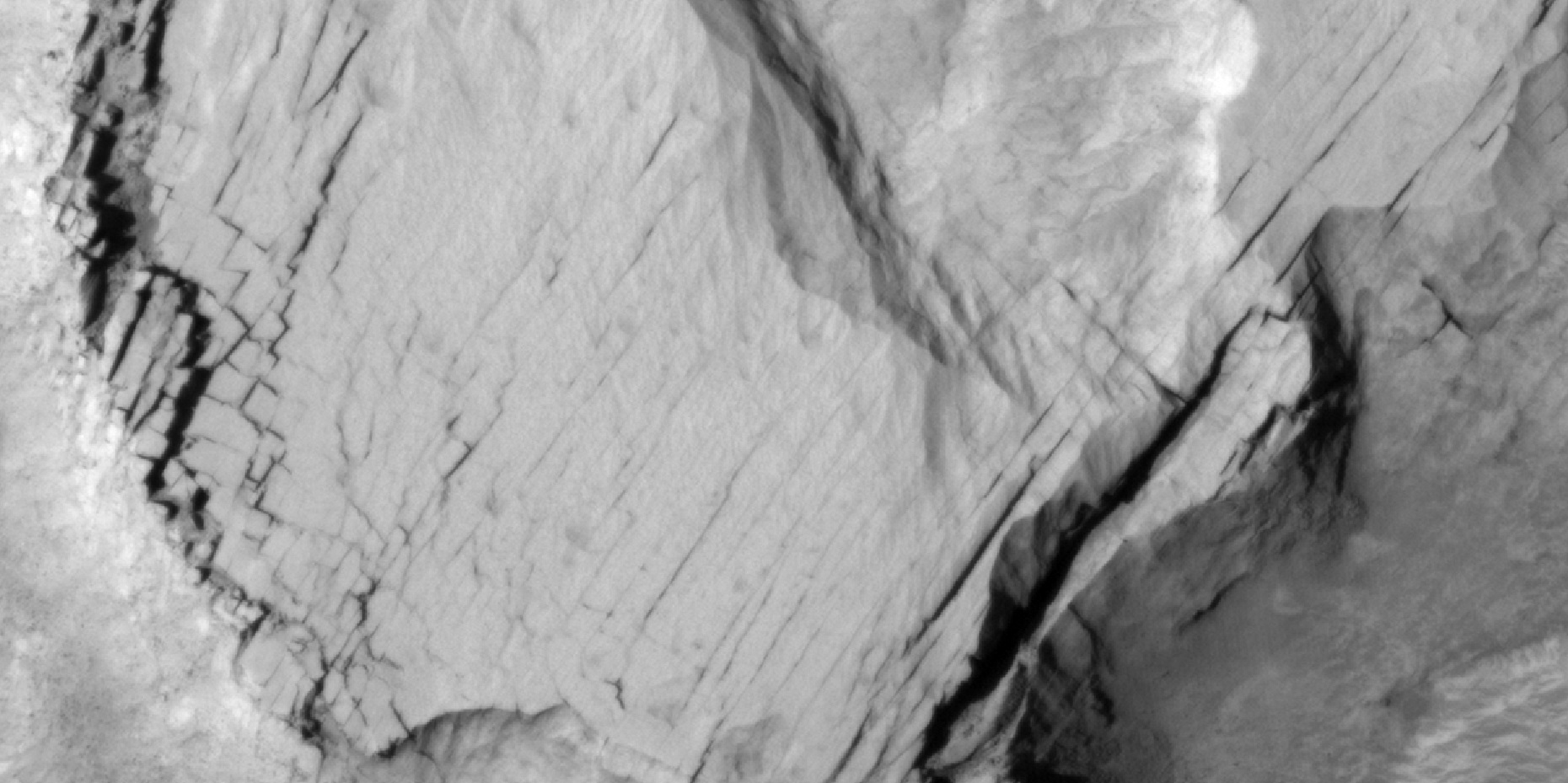
HiWish计划下高分辨率成像科学设备拍摄的正在形成块体的特写。
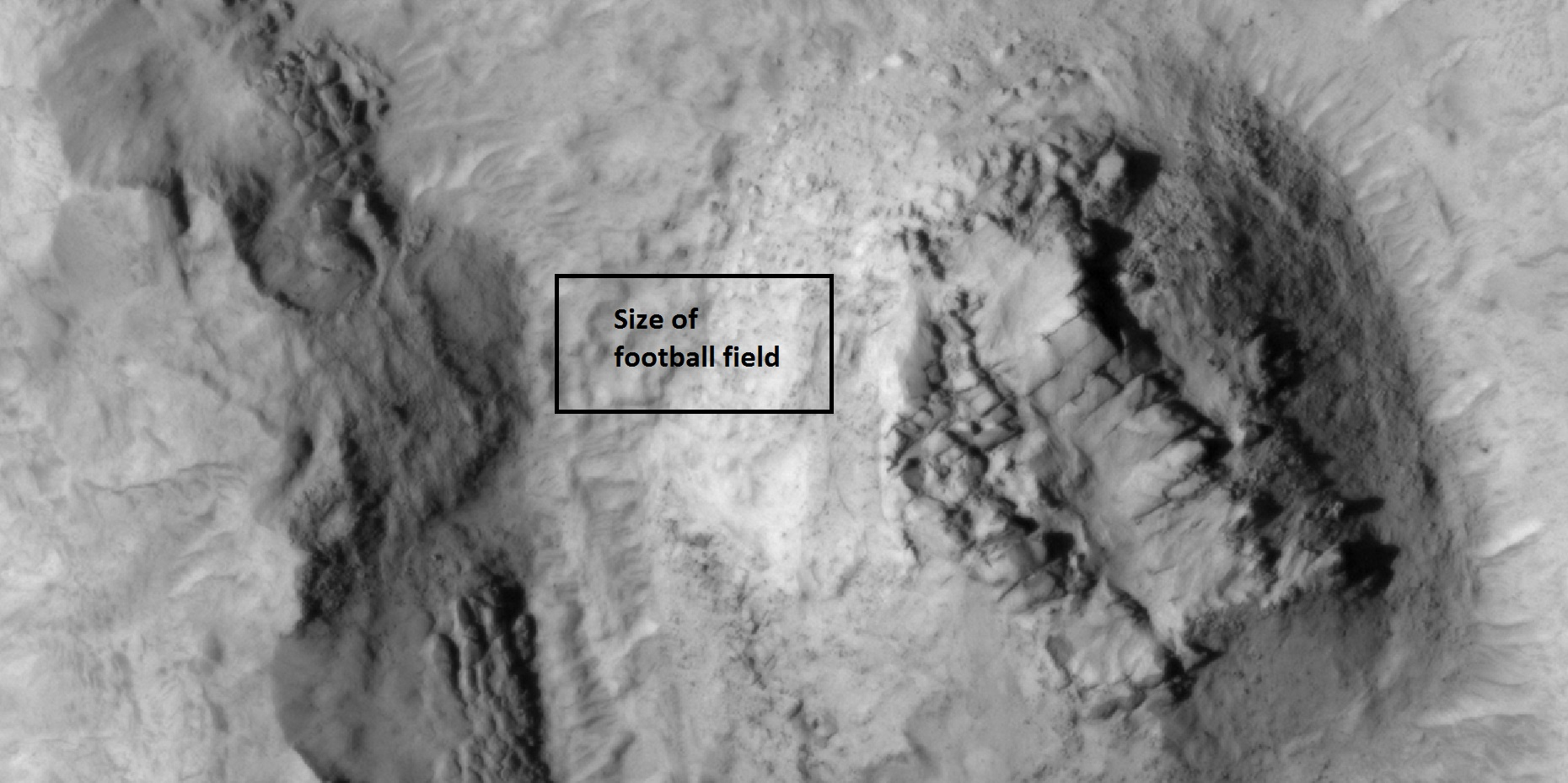
HiWish计划下高分辨率成像科学设备拍摄的正在形成块体的特写，方框代表足球场大小的区域，块体有建筑物般大小。.
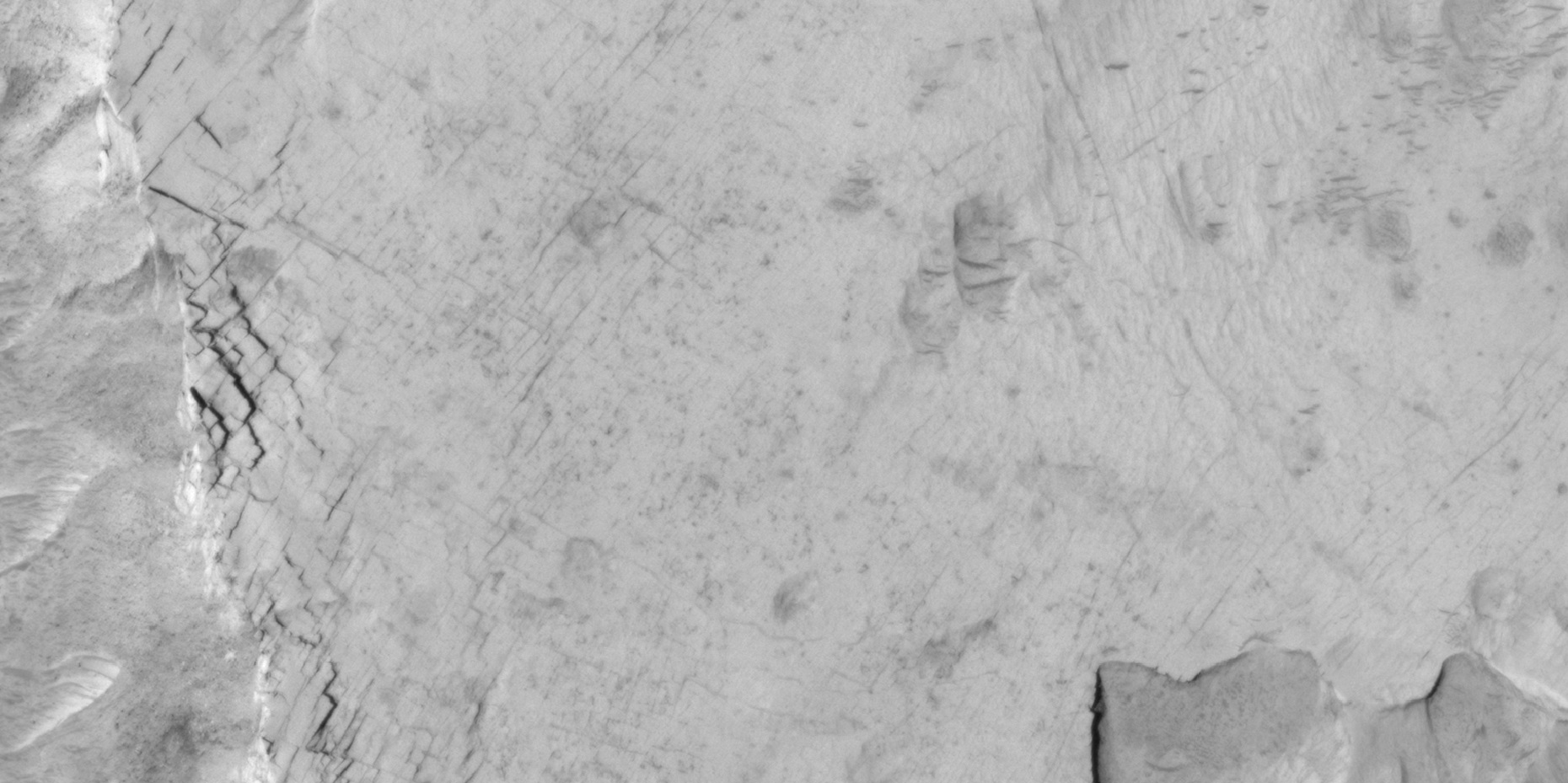
HiWish计划下高分辨率成像科学设备拍摄的正在形成块体的特写，表面可见许多长长的裂缝。
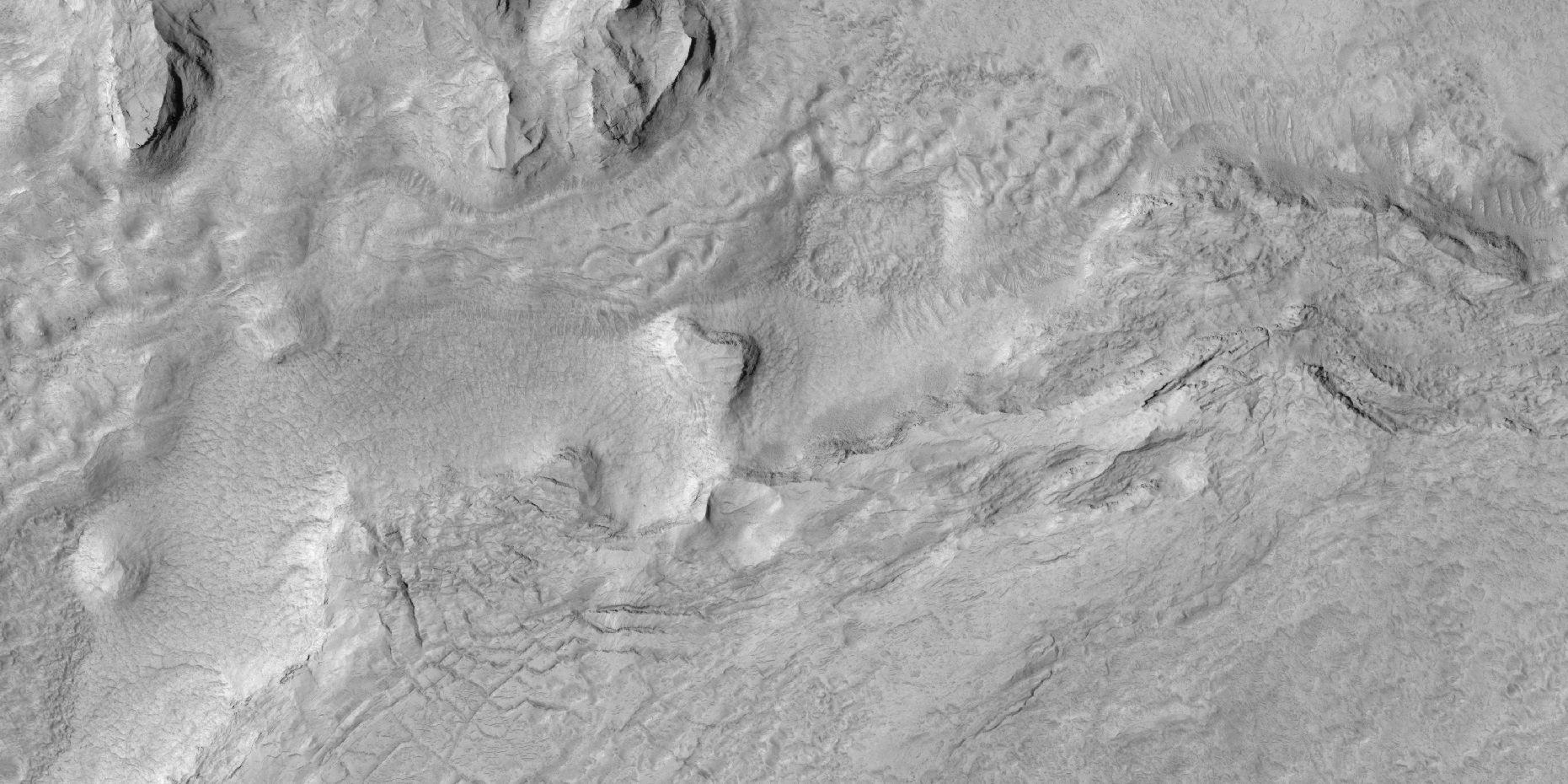
HiWish计划下高分辨率成像科学设备显示的破裂表面，靠近顶部附近正在侵蚀成脑纹地形。
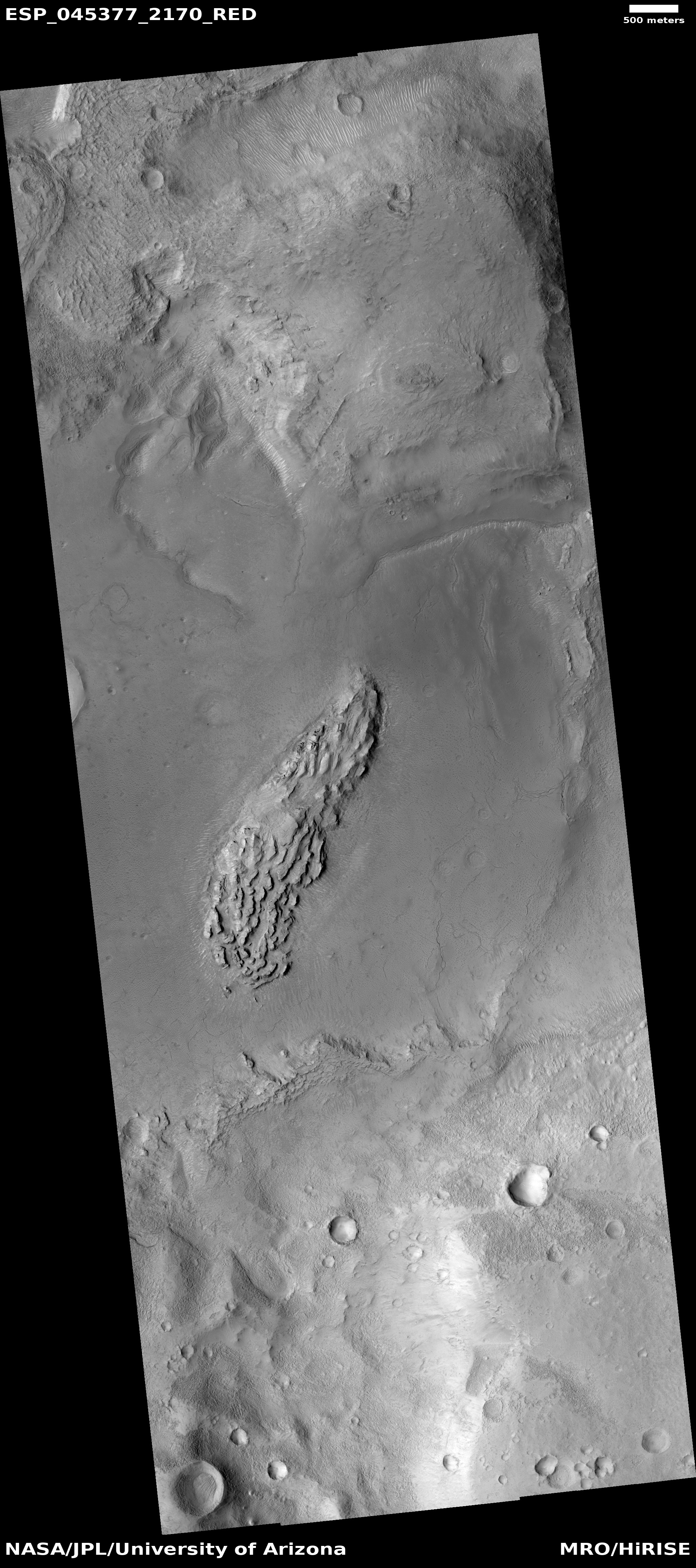
HiWish计划下高分辨率成像科学设备显示的正在破裂成块体的浅色特征广角图。
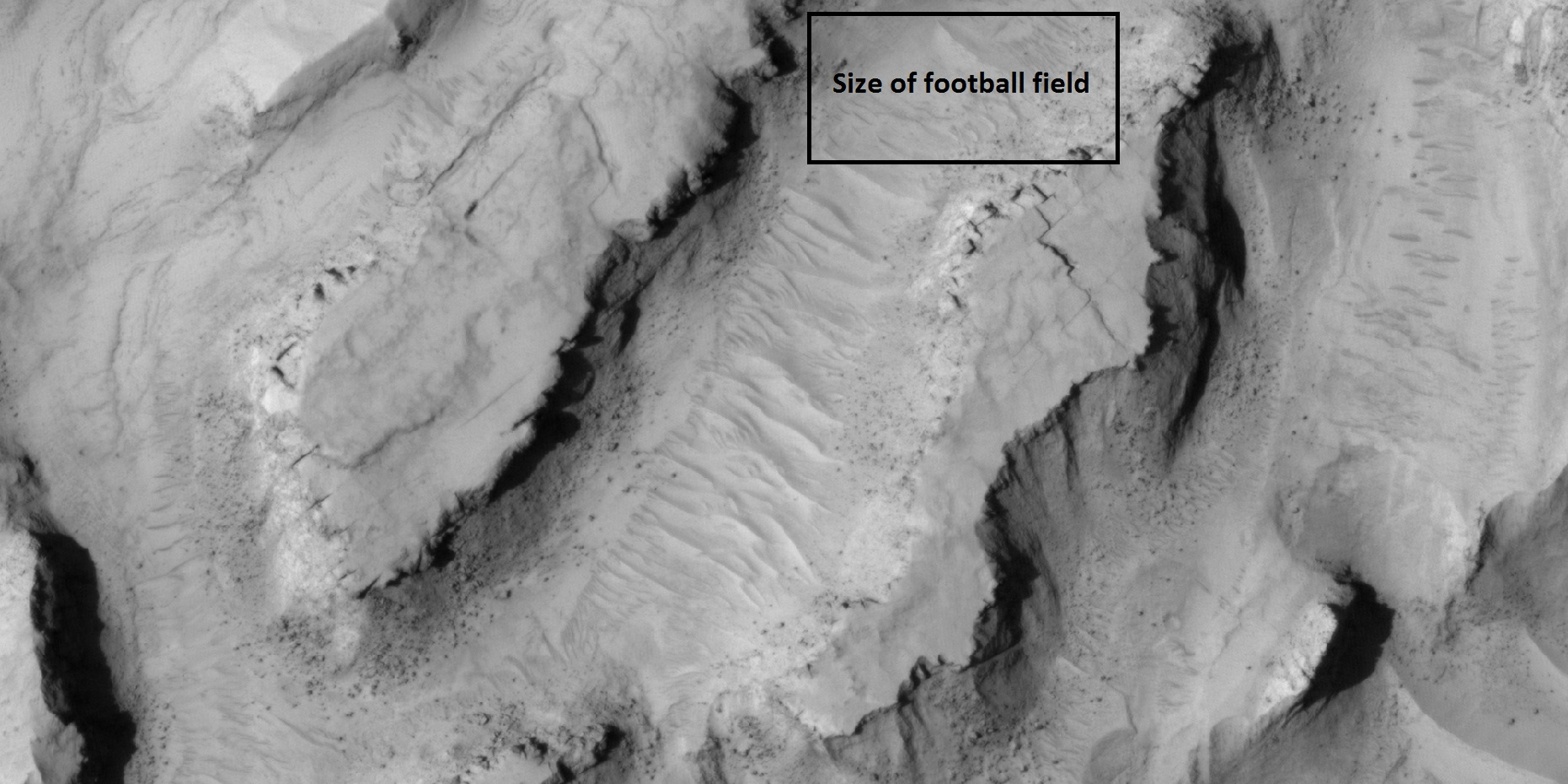
HiWish计划下高分辨率成像科学设备显示正在形成中的块体近，注：这是前一幅图像的放大版，方框代表足球场大小的区域。

## 冰川

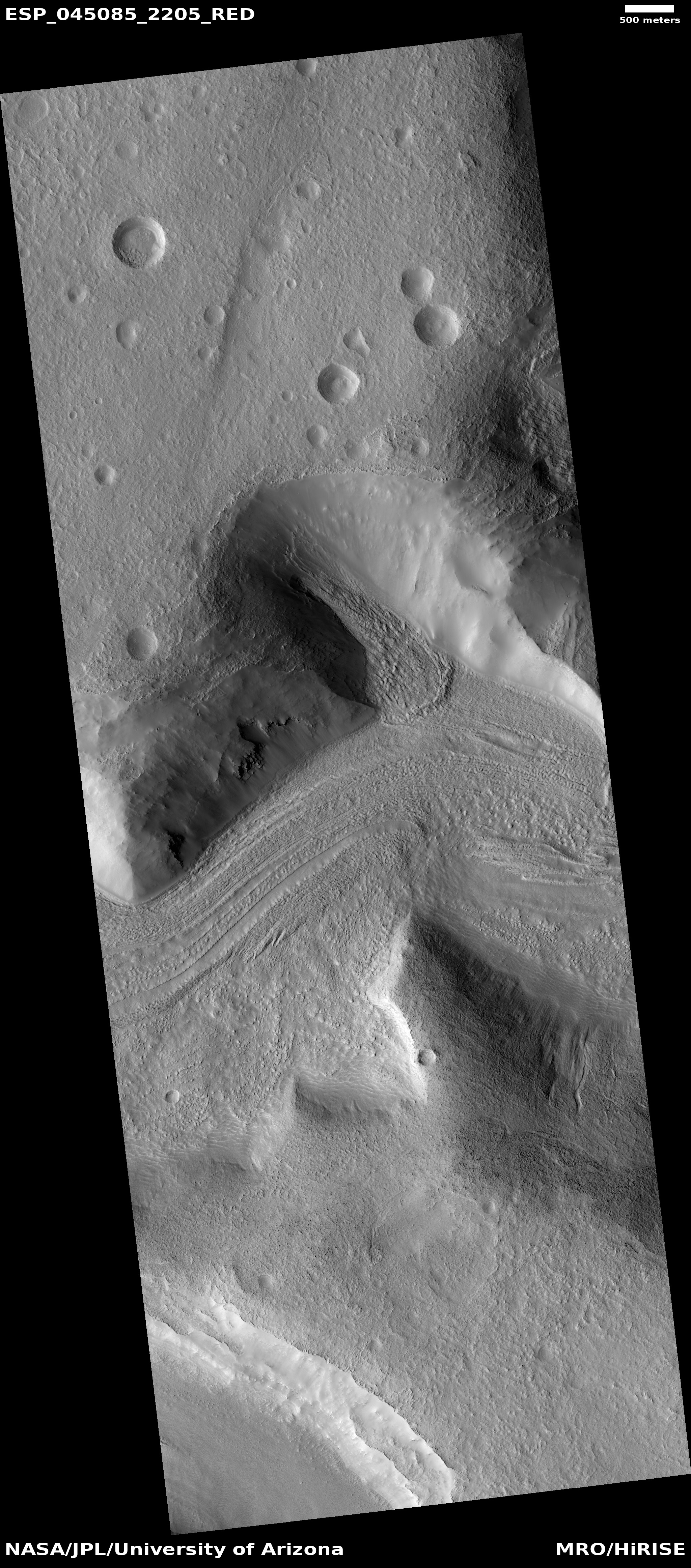
HiWish计划下高分辨率成像科学设备显示的伊斯墨诺斯湖区沿着山谷往下移动流体的广角图。
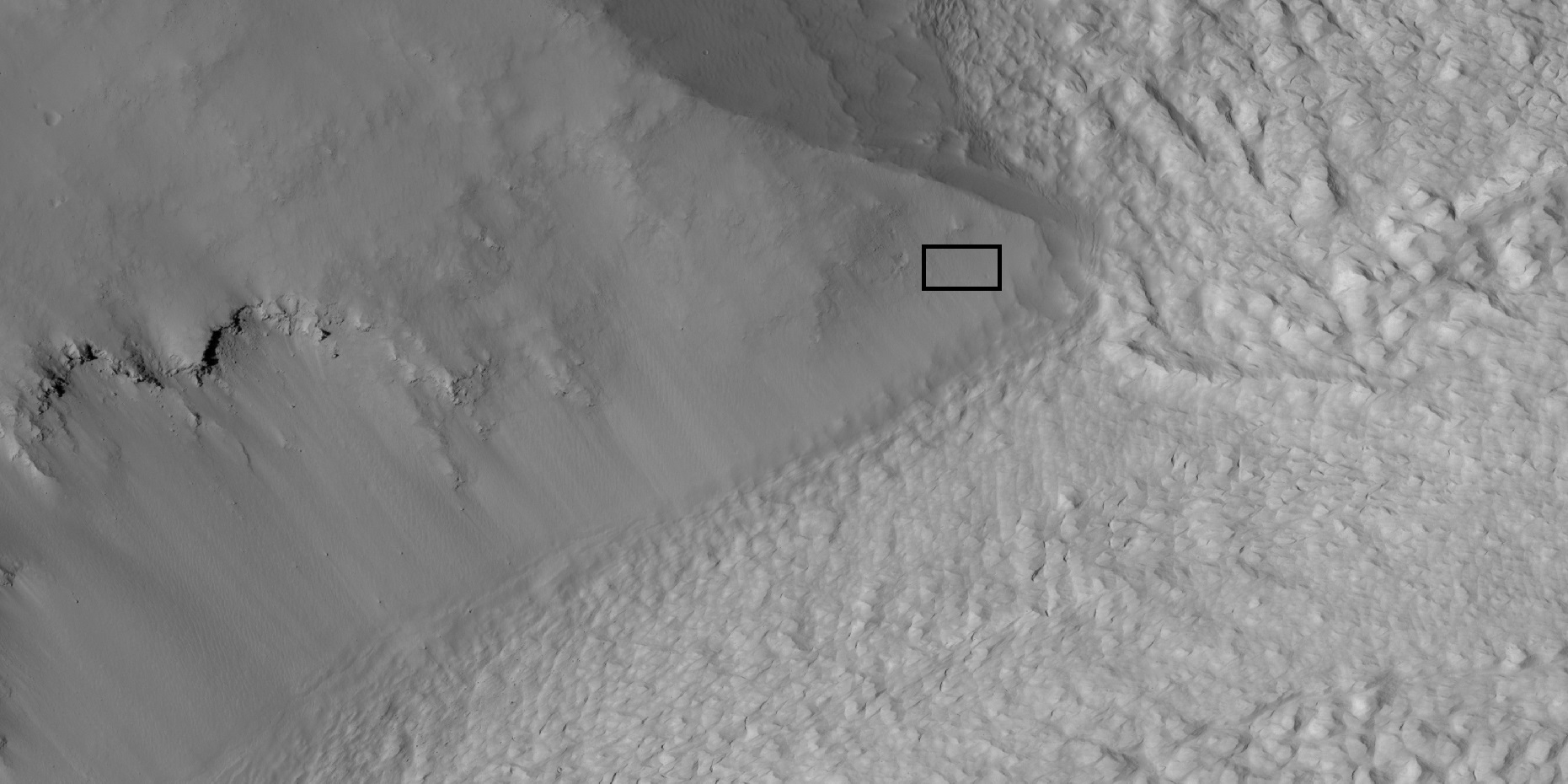
HiWish计划下高分辨率成像科学设备显示的冰川部分近景，方框代表了足球场大小的区域。
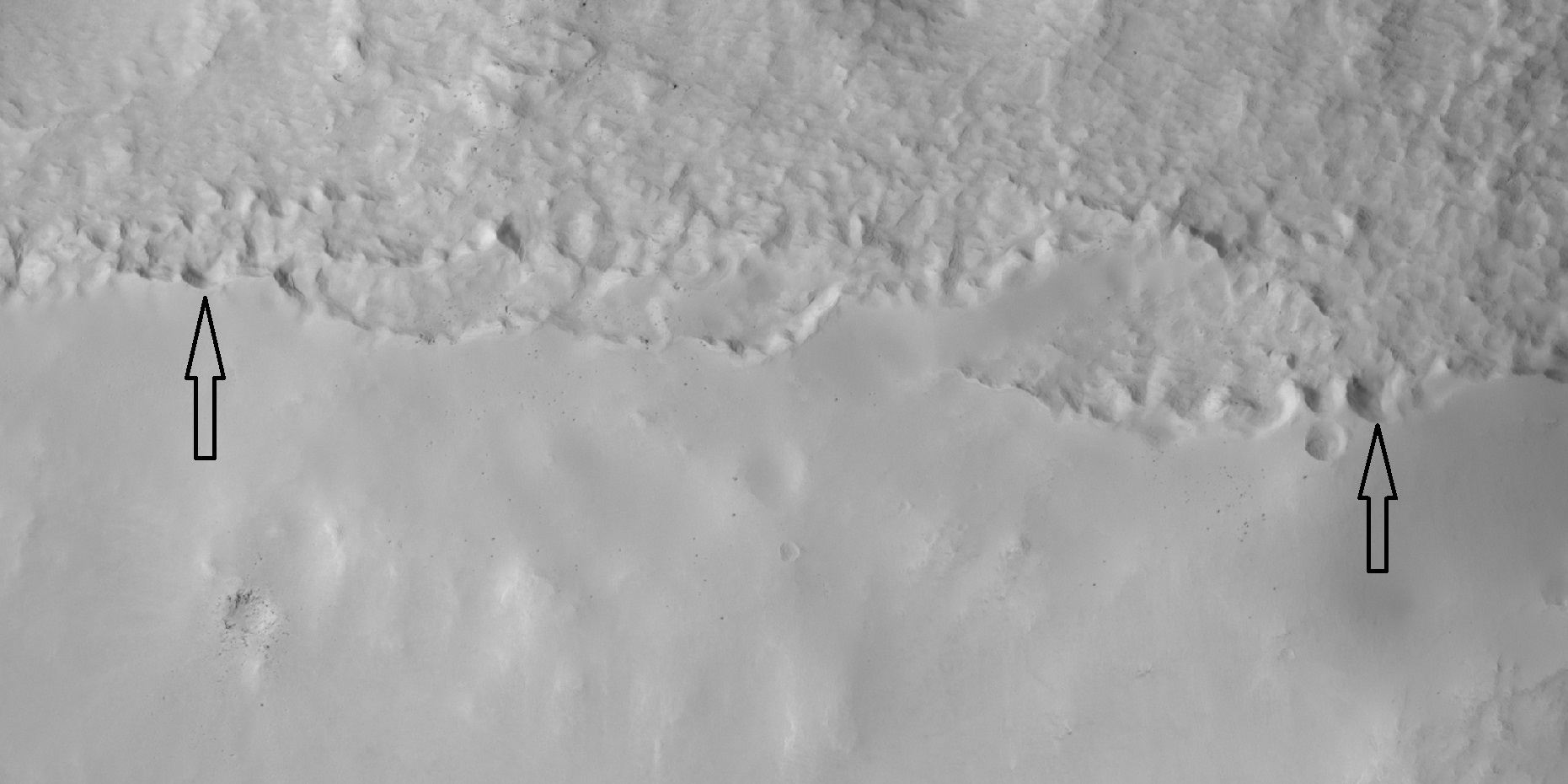
HiWish计划下高分辨率成像科学设备拍摄的覆盖层近距离视图，箭头显示了沿陨石坑边缘突出的覆盖层厚度。

## 图集

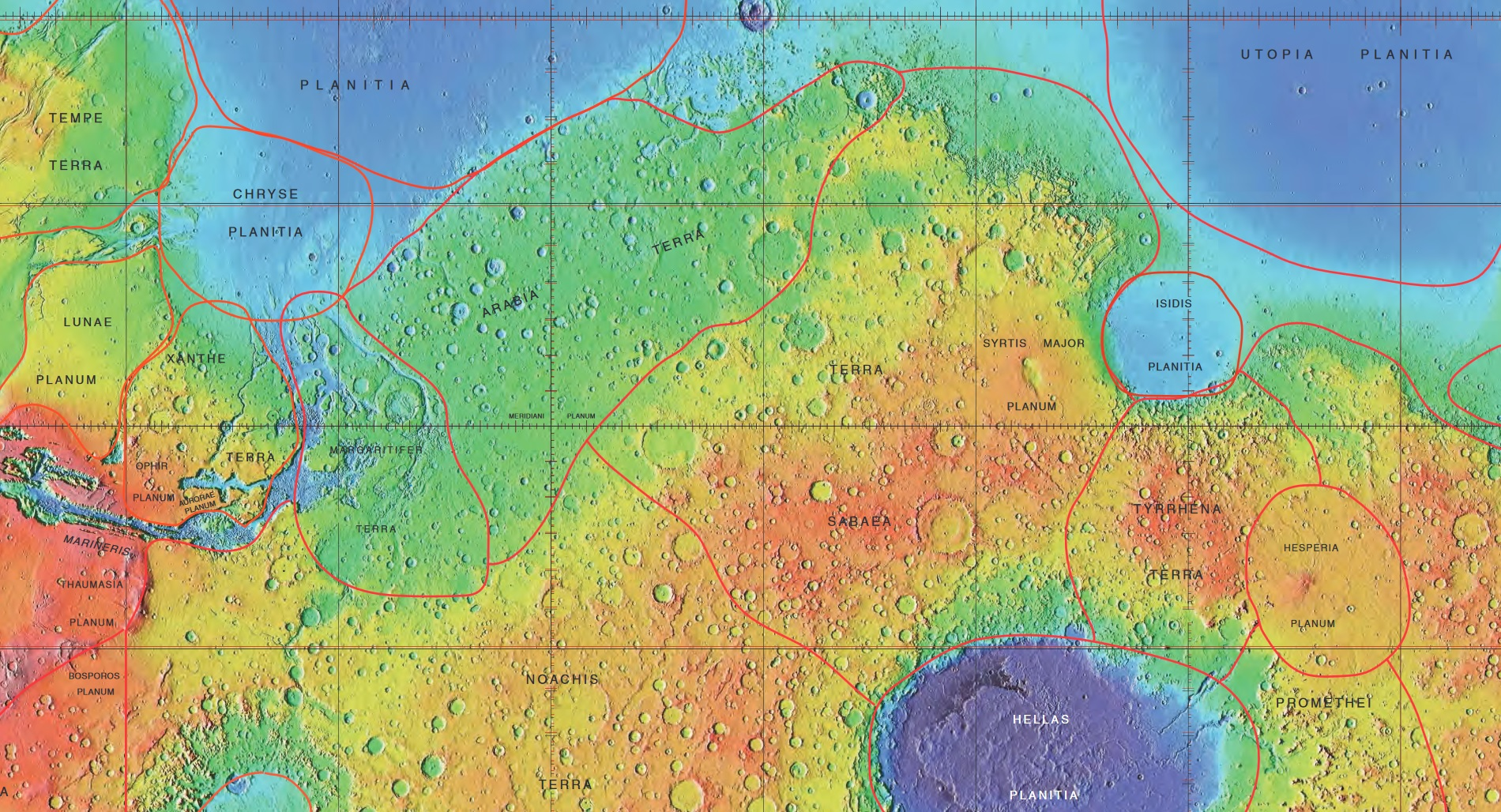
显示了阿拉伯高地与附近其他地区边界的火星轨道器激光高度计地图
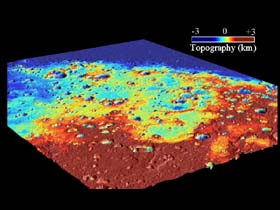
火星全球探勘者号拍摄的阿拉伯高地斜视图
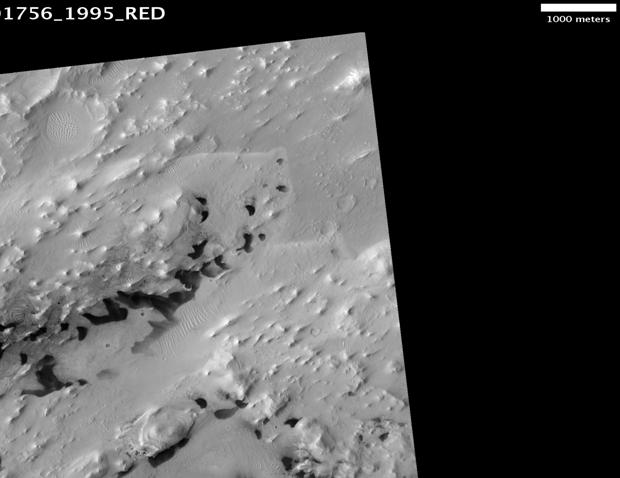
高分辨率成像科学设备显示的巴斯德陨击坑底表，比例尺长度为1000米（3300英尺）。
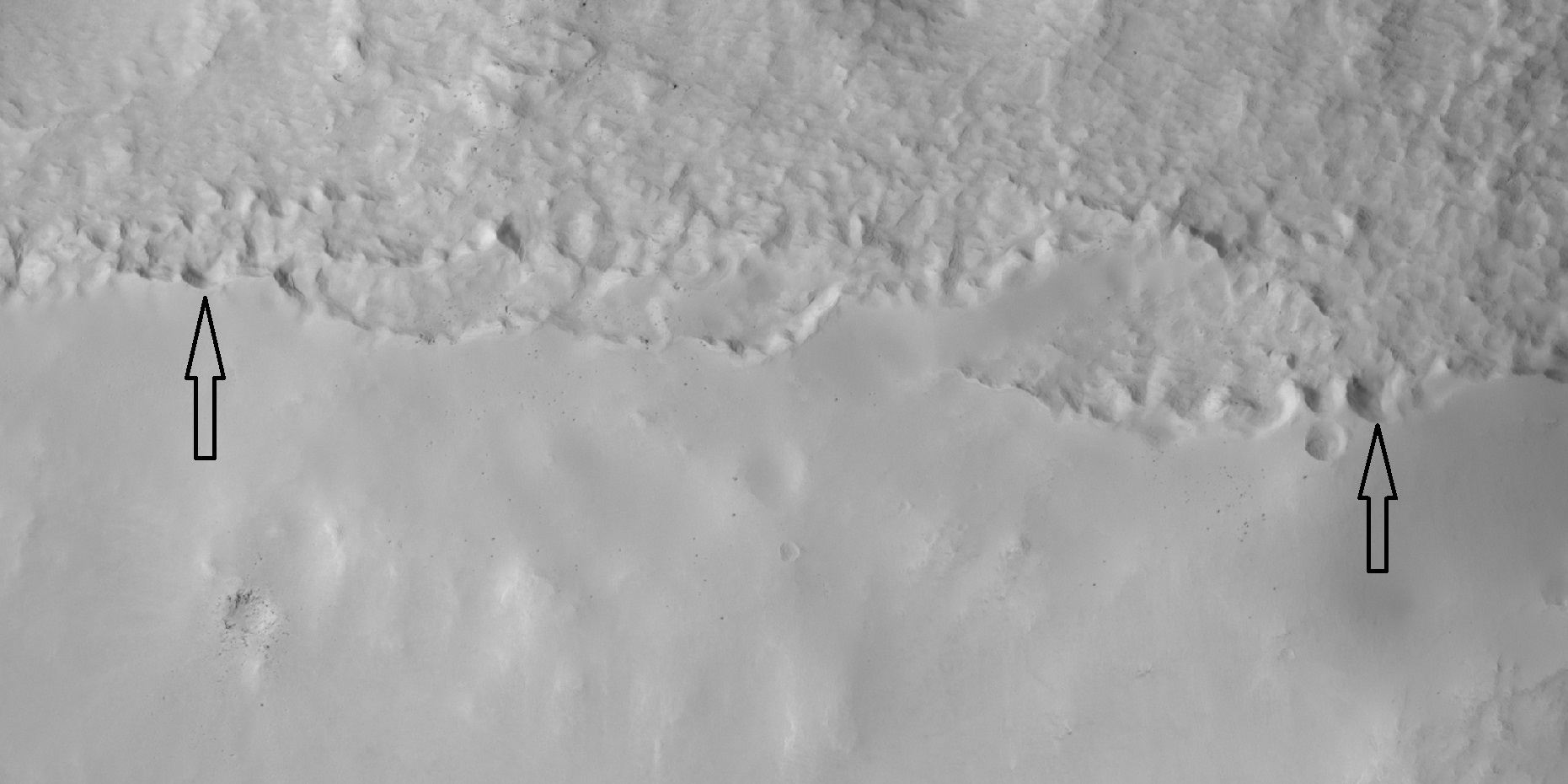
HiWish计划下高分辨率成像科学设备拍摄的覆盖层近距离视图，箭头显示了沿陨石坑边缘突出的覆盖层厚度。
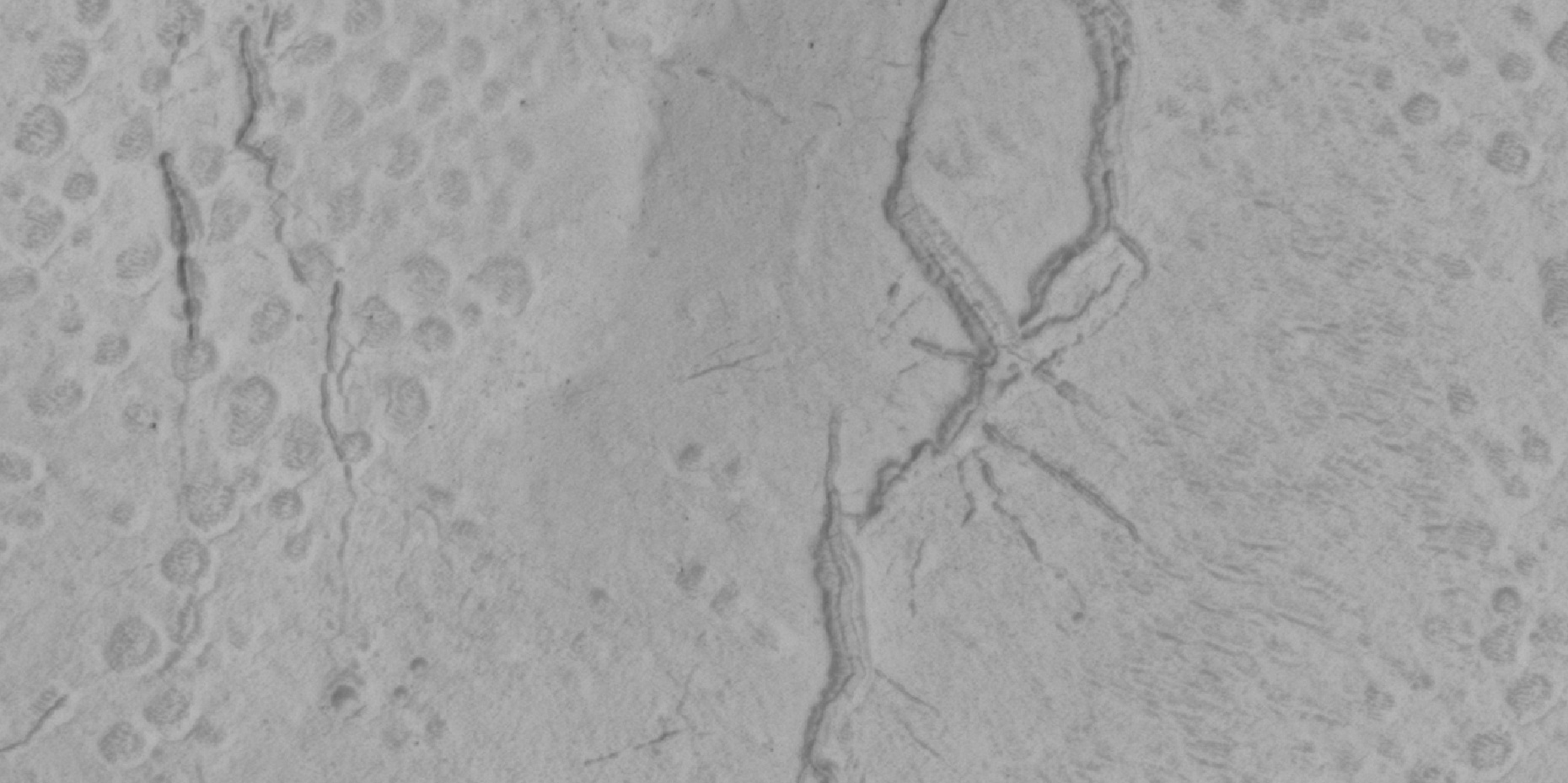
HiWish计划下高分辨率成像科学设备显示的凹坑和槽沟，凹坑可能是由地面水/冰蒸发后形成的。

## 火星交互地图

### 火星方格地图
出于绘制地图的需要，美国地质调查局将火星表面划分为三十个“四方格区”，每一个都以四方格内一处突出的地理特征命名，通过下面的交互式图像地图可查看和探究方格区。

## 另请查看
- 火星气候
- 火星地理
- 火星地质
- 撞击坑
- 火星撞击坑
- 火星区域列表